# Segunda Intifada
Se denomina Intifada de Al-Aqsa o Segunda Intifada a la oleada de violencia que se inició a partir del 29 de septiembre de 2000 en Palestina e Israel.
En septiembre de 2000, en pleno debate sobre el futuro de Jerusalén tras la cumbre de Camp David, el entonces líder de la oposición israelí, Ariel Sharón, visitó la zona exterior del recinto de la Cúpula de la Roca y la mezquita de Al-Aqsa, con el permiso del jefe de la seguridad israelí en Cisjordania. Esta visita, interpretada como una gravísima provocación por parte de la población palestina, provocó algunos incidentes y choques entre estos y las fuerzas de seguridad, aunque ninguno de ellos de gravedad. No obstante, al día siguiente, durante la plegaria del viernes y con la tensión entre ambas poblaciones en aumento, cientos de jóvenes musulmanes apedrearon desde la Explanada de las Mezquitas a los fieles judíos congregados ante el Muro de las Lamentaciones. La policía israelí disparó usando fuego real, matando a siete palestinos, extendiéndose los incidentes por toda la parte árabe de Jerusalén.
Como respuesta a este ataque, y al cada vez más deteriorado y empantanado proceso de paz, Israel ocupó de nuevo algunos de los territorios que había liberado durante horas o semanas. En esta Intifada se comenzaron a generalizar los atentados suicidas. Los blancos de estos ataques suicidas fueron lugares frecuentados por los civiles israelíes como centros comerciales, restaurantes y las redes de transporte público, así como zonas donde se reunían militares israelíes, como paradas de autobús o cuarteles. Por su parte, las autoridades israelíes pusieron en práctica los asesinatos extrajudiciales contra dirigentes palestinos vinculados a actividades terroristas, familiares de los mismos y civiles próximos.
La Intifada de Al-Aqsa tuvo un elevado coste humano para ambos bandos. Del lado israelí, se convirtió en el tercer conflicto con mayor número de bajas en la historia de este país, superando a la Guerra de los Seis Días, la Guerra de Suez, la primera y Segunda Guerra del Líbano o la Guerra de Desgaste. Del lado palestino, una parte importante de los fallecidos fueron menores de edad, a lo que se añadió la destrucción de muchas de sus infraestructuras, la construcción del muro de separación israelí y la reocupación temporal de algunas de sus ciudades.

## Etimología
El término "Segunda Intifada" se refiere al segundo levantamiento palestino, que tuvo lugar 13 años después del inicio del primer levantamiento, ocurrido entre 1987 y 1993. La palabra “intifada” (انتفاضة) se traduce al español como “levantamiento”. Su origen es una palabra árabe que significa “la sacudida”. Este término se ha utilizado vinculado a insurrecciones en diversos países árabes; por ejemplo, las revueltas que tuvieron lugar en 1977 en Egipto se conocieron como la “intifada del pan”.
La Intifada de Al-Aqsa hace referencia a la Mezquita de Al-Aqsa, el lugar donde la segunda intifada estalló. Al-Aqsa es el nombre de una mezquita construida en el siglo VIII en un lugar conocido por los musulmanes como Al-Haram Al-Sharif (El Noble Santuario) y por los judíos como Monte del Templo, ubicado en la Ciudad Vieja de Jerusalén y considerado el lugar más sagrado del judaísmo y el tercer lugar más sagrado del islam.
A esta intifada también se la conoce en ocasiones como la "Guerra de Oslo" (מלחמת אוסלו), principalmente entre los detractores israelíes de los Acuerdos de Oslo de 1992, así como la "Guerra de Arafat", en alusión al difunto líder palestino al que algunos culparon de su inicio.

## Contexto

### Acuerdos de Oslo

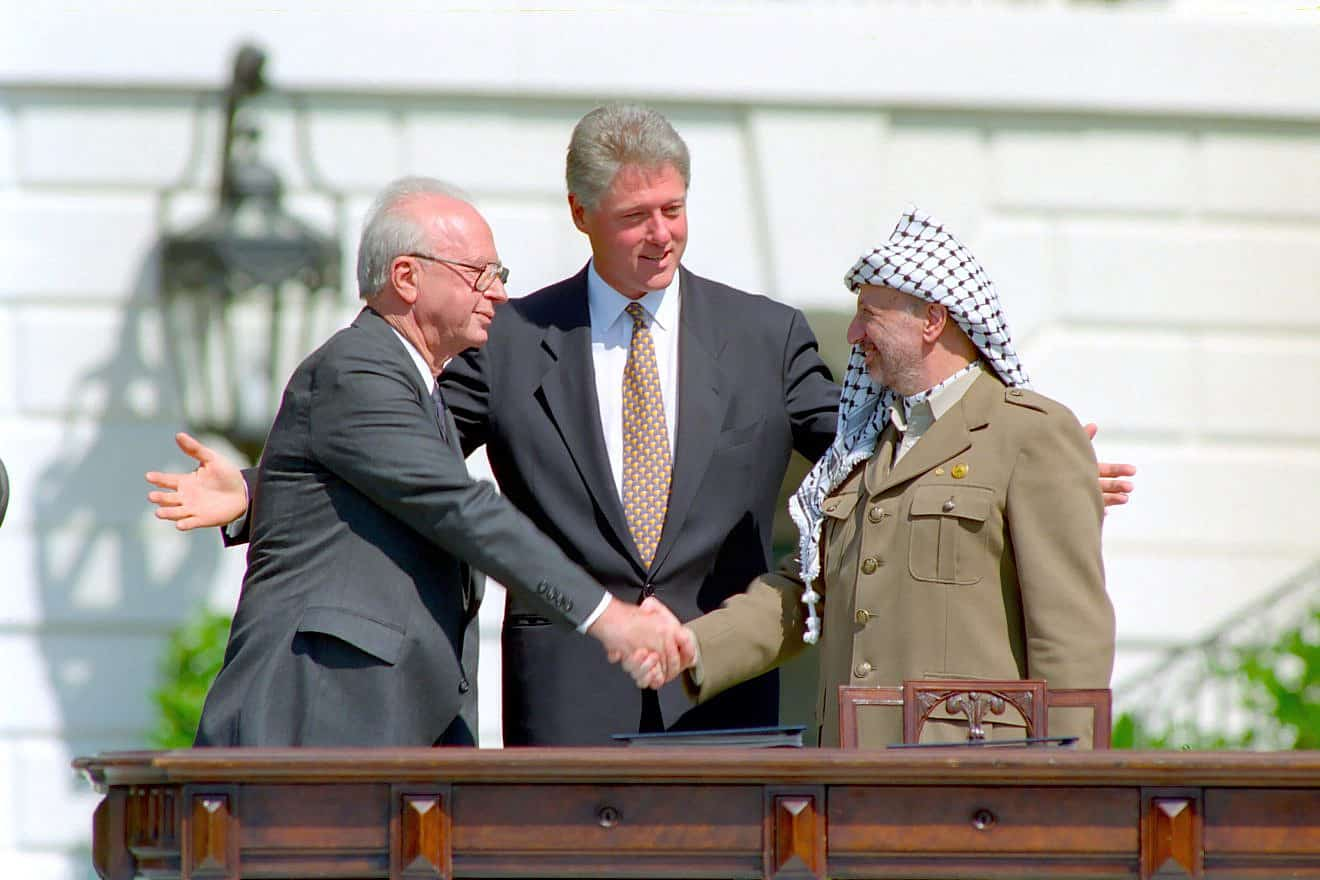
Yasir Arafat e Isaac Rabin firman los Acuerdos de Oslo frente a Bill Clinton (13 de septiembre de 1993).

En los Acuerdos de Oslo, firmados entre 1993 y 1995, Israel se comprometió a una retirada gradual de sus fuerzas de diversas zonas de la Franja de Gaza y Cisjordania, reconociendo el derecho de los palestinos al autogobierno en dichas zonas mediante la creación de la Autoridad Nacional Palestina. Por su parte, la Organización para la Liberación de Palestina reconoció formalmente al Estado de Israel y se comprometió a asumir de una manera responsable la seguridad en los centros de población que se viesen liberados de la ocupación israelí. El autogobierno palestino se desarrollaría a lo largo de un periodo de interinidad de cinco años durante el cual debía negociarse un acuerdo de paz permanente. Sin embargo, la realidad sobre el terreno hizo que ambos bandos quedasen profundamente decepcionados con los Acuerdos de Oslo. Palestinos e israelíes se han culpado unos a otros del fracaso del proceso de paz iniciado en Oslo. Durante los cinco años que siguieron a la firma del acuerdo, 405 palestinos y 256 israelíes habían sido asesinados. Del lado israelí, estas cifras suponían una cantidad de víctimas mayor a la acaecida en los quince años anteriores, que era de 216 (incluidos los 172 de la Primera Intifada).
A partir de 1996, Israel desarrolló numerosos planes de contingencia y preparativos (cuyo nombre en clave era “Encantamiento Musical”) para un hipotético colapso de las negociaciones de paz. En 1998, tras llegar a la conclusión de que los cinco años de plazo estipulados por los Acuerdos de Oslo no llegarían a completarse, el ejército israelí preparó la Operación Campo de Espinas para conquistar las ciudades ubicadas en la denominada Área C, así como algunas zonas de la Franja de Gaza, y en abril de 2000 se llevaron a cabo maniobras militares para preparar dicha operación. En cambio, los preparativos llevados a cabo por los palestinos fueron defensivos y a pequeña escala, más destinados a contener a la población local que a afrontar un eventual ataque israelí.
En 1995, Isaac Rabin fue asesinado por Yigal Amir, un extremista judío opuesto a las negociaciones de paz de Oslo. Shimon Peres reemplazó a Rabin, y en las elecciones de 1996 los israelíes elevaron al gobierno a una coalición de derechas liderada por el candidato del Likud, Benjamin Netanyahu. En las elecciones de 1999 volvió al poder el Partido Laborista de Israel, encabezado por su líder Ehud Barak.

### Cumbre de Paz de Camp David
La Cumbre de Paz de Camp David tuvo lugar entre el 11 y el 25 de julio del año 2000, y en ella participaron Bill Clinton, presidente de los Estados Unidos; Yasir Arafat, secretario general de la Autoridad Palestina; y Ehud Barak, primer ministro israelí. La cumbre terminó en fracaso y, una vez más, palestinos e israelíes se culparon unos a otros. Las conversaciones evidenciaron cuatro principales obstáculos para la paz: los ajustes territoriales, Jerusalén y sus lugares sagrados, el derecho de retorno de los refugiados palestinos y las cuestiones de seguridad israelíes. El desencanto con la situación durante el verano del año 2000 llevó a una importante fractura dentro de Fatah, el partido gobernante en Palestina, con multitud de facciones de dicho partido desligándose de él y uniéndose a Hamás o a la Yihad Islámica.
El 13 de septiembre del año 2000, Yasir Arafat y el Consejo Legislativo Palestino pospusieron sus planes para una declaración unilateral de independencia del Estado de Palestina.

### Aumento de los asentamientos israelíes
Aunque Peres había limitado la construcción de asentamientos israelíes en los territorios ocupados palestinos a petición de la Secretaría de Estado estadounidense Madeleine Albright, su sucesor, Benjamin Netanyahu, dio rienda suelta a la expansión de los asentamientos ya existentes y avanzó planes para la construcción de un nuevo barrio judío en Jerusalén Este: Har Homa. Antes de los Acuerdos de Oslo, en el periodo 1991-1992, el gobierno israelí construyó 13 960 viviendas en asentamientos en territorio ocupado; tras los Acuerdos de Oslo, estas cifras se redujeron a 3.840 viviendas durante el periodo 1994-1995 y 3.570 entre 1996 y 1997.

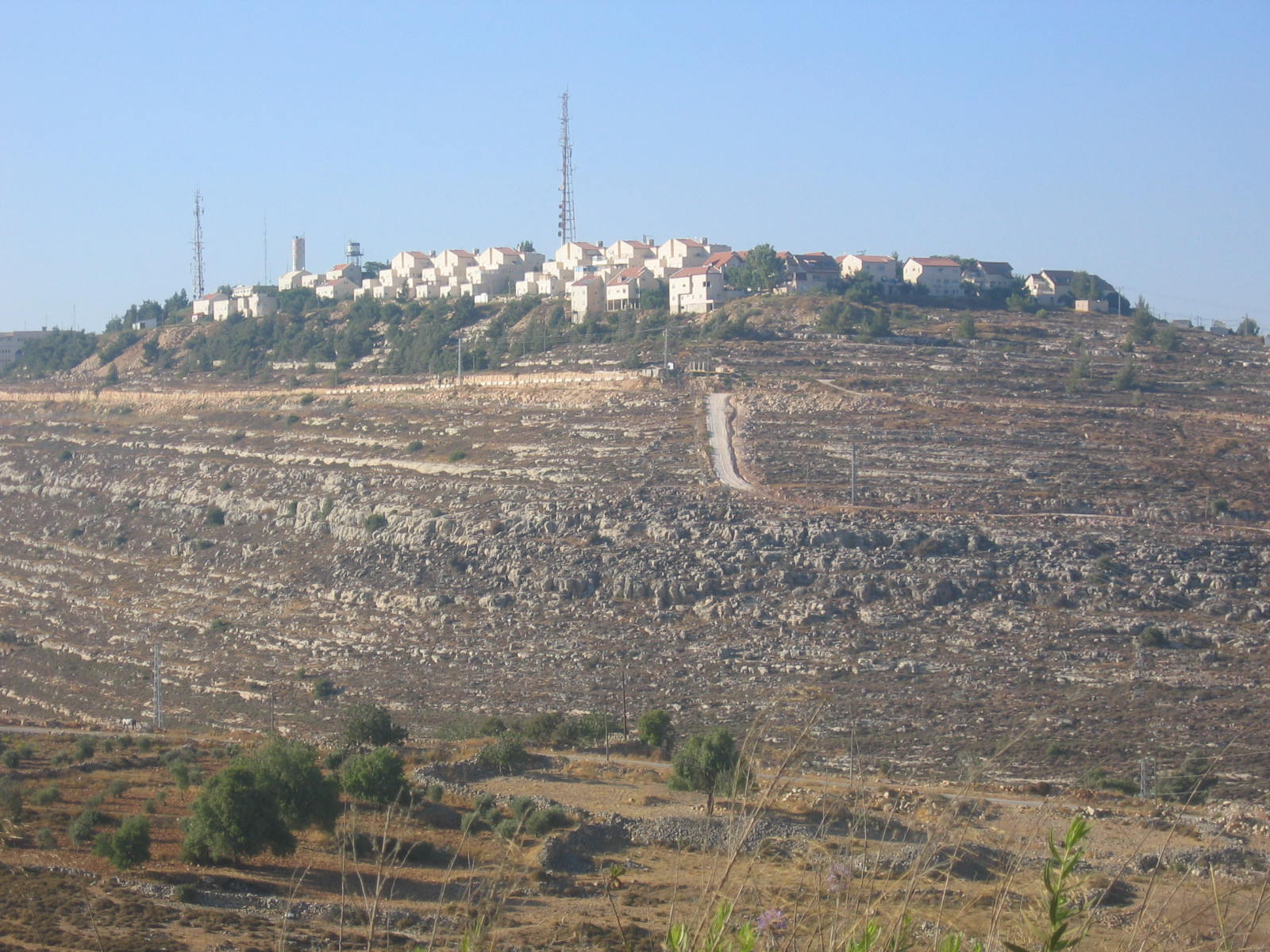
Asentamiento israelí de Psagot, a las afueras de Ramala.

La continua expansión de los asentamientos israelíes ya existentes ocasionó duras condenas por parte de los líderes palestinos, incluso aunque Barak había ordenado la demolición de 12 pequeños asentamientos ilegales construidos después de los Acuerdos de Wye River en noviembre de 1998. Cabe destacar que todos los asentamientos israelíes son ilegales según el derecho internacional, dado que la Cuarta Convención de Ginebra prohíbe expresamente el traslado de población civil de la potencia ocupante al territorio ocupado; los asentamientos desmantelados por Barak eran, además, ilegales según la ley israelí.
Aunque la construcción dentro de los asentamientos israelíes ya existentes no estaba prohibida por los Acuerdos de Oslo, los palestinos entendieron que la expansión de dichos asentamientos iba en sentido contrario al espíritu de los acuerdos, que condicionaban el resultado de las futuras negociaciones de paz y que minaban la imagen de Ehud Barak como un líder que buscase y desease la paz.

## Cronología de los hechos

### 2000

#### Ariel Sharon visita la Explanada de las Mezquitas

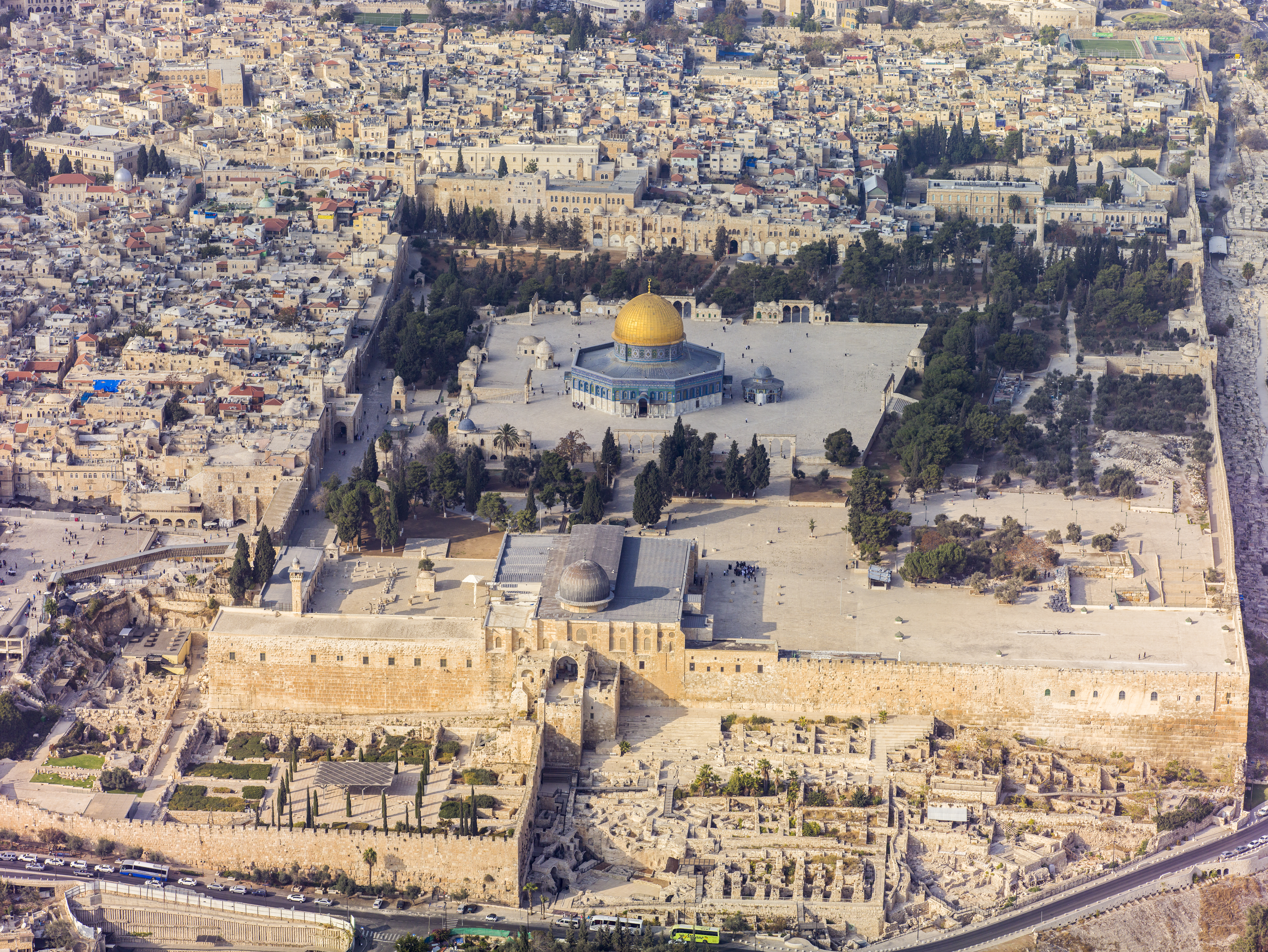
Explanada de las Mezquitas y Muro de las Lamentaciones, en Jerusalén.

El 28 de septiembre, el líder de la oposición israelí Ariel Sharon visitó la Explanada de las Mezquitas junto con una delegación de su partido (Likud) y varios cientos de policías antidisturbios. La Mezquita de al-Aqsa, considerada por los musulmanes como el tercer lugar más sagrado del Islam, forma parte de la Explanada de las Mezquitas. Por su parte, el monte donde se encuentra, conocido como Monte del Templo por los judíos, es el lugar más sagrado del judaísmo y fue anexionado a Israel en 1980 junto con el resto de Jerusalén Este, si bien dicha anexión no ha sido reconocida por ningún país del mundo. Sharon obtuvo permiso para visitar el lugar una vez que el Ministerio del Interior israelí hubo recibido garantías por parte del jefe de seguridad de la Autoridad Nacional Palestina de que no surgirían problemas por la visita. Sharon no entró dentro de la Mezquita de al-Aqsa y acudió durante el horario de visita de turistas. Shlomo Ben Ami, el entonces ministro de Asuntos Exteriores, mantiene que recibió garantías por parte de los palestinos de que no habría violencia siempre y cuando Sharon no entrase en una de las mezquitas.
Sharon anunció que su visita al complejo de la Explanada de las Mezquitas tenía como objetivo reafirmar el derecho de todos los israelíes de visitar el Monte del Templo; sin embargo, según el portavoz del Likud, Ofir Akunis, el propósito era “mostrar que bajo un gobierno del Likud [el Monte del Templo] permanecería bajo soberanía israelí”. En la cumbre de Camp David, Ehud Barak había insistido en que Jerusalén Este, donde se encuentran la Explanada de las Mezquitas y el Muro de las Lamentaciones, permanecería bajo completa soberanía israelí. Aun así, Sharon denunció la supuesta voluntad del gobierno laborista de ceder el lugar a los palestinos, motivo por el cual el gobierno concedió permiso a Sharon para visitar el lugar. Cuando tuvieron conocimiento de sus intenciones, numerosos líderes palestinos como Yasir Arafat, Saeb Erekat o Faisal Husseini pidieron a Sharon que cancelara la visita.

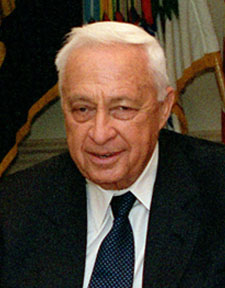
Ariel Sharon en 2001.

Tan solo diez días antes, los palestinos habían conmemorado la masacre de Sabra y Shatila, acaecida durante la Guerra Civil del Líbano y en la que en torno a 2000 refugiados palestinos fueron asesinados por milicias cristianas patrocinadas por Israel. La Comisión Kahan había concluido que Ariel Sharon, que era Ministro de Defensa durante la masacre, había tenido una responsabilidad personal en la misma “por ignorar el peligro de un baño de sangre y una venganza” y por “no tomar las medidas necesarias para evitar un baño de sangre”. La negligencia de Sharon a la hora de proteger a la población civil de Beirut, que por aquel entonces estaba bajo control israelí, supuso un “no cumplimiento del deber encomendado a un Ministro de Defensa”, por lo que la comisión recomendó el despido de Sharon del cargo que ostentaba. Sharon se negó inicialmente a dimitir, aunque tras la muerte de un israelí durante una manifestación por la paz renunció como ministro de Defensa, manteniéndose no obstante como miembro del gabinete.
Los palestinos condenaron la visita de Sharon y de sus guardaespaldas armados a la Explanada de las Mezquitas como una provocación y una incursión. Algunos expertos afirman que Sharon sabía que su visita desencadenaría la violencia, y que el único propósito de esta era político. Según uno de ellos, Sharon, al visitar la Explanada de las Mezquitas, estaba “patinando sobre el hielo más fino del conflicto árabe-israelí”. Según The New York Times, la percepción dominante en el mundo árabe, incluyendo Egipto, Palestina, Líbano y Jordania, es que la visita de Sharon a la Explanada de las Mezquitas fue el punto de inicio de la Segunda Intifada y del descarrilamiento del proceso de paz. Según Juliana Ochs, la visita de Sharon “instigó simbólicamente” la Segunda Intifada. Marwan Barghouti afirmó que, aunque los provocativos actos de Sharon tuvieron un valor unificador para los palestinos, la Segunda Intifada habría estallado igualmente aunque no hubiese visitado la Explanada de las Mezquitas.
Poco después de que Sharon abandonase el lugar, numerosos palestinos jerosolimitanos protagonizaron una manifestación que rápidamente derivó en disturbios. El que era responsable del waqf en aquel momento, Abu Qteish, sería posteriormente procesado por Israel bajo la acusación de haber usado un altavoz para llamar a los palestinos a defender la Mezquita de al-Aqsa, lo que la policía israelí cree que es el origen del posterior lanzamiento de piedras desde la Explanada de las Mezquitas hacia el Muro de las Lamentaciones. La policía israelí respondió con gases lacrimógenos y balas recubiertas de goma; resultaron heridos 3 palestinos y 25 policías, de los que solo uno fue trasladado al hospital.

#### Primeros días de Intifada
El 29 de septiembre del año 2000, el día después de la visita de Ariel Sharon a la Explanada de las Mezquitas, enormes protestas estallaron por toda la Ciudad Vieja de Jerusalén tras la oración del viernes. Cuando los palestinos arrojaron piedras desde la Explanada de las Mezquitas sobre el Muro de las Lamentaciones, la policía comenzó a dispararles. Poco después, el jefe de la policía local de Jerusalén quedó noqueado por una piedra y la policía pasó a usar fuego real, matando a cuatro jóvenes palestinos. Unas 200 personas resultaron heridas ese día entre manifestantes palestinos y policías israelíes. Otros tres palestinos más fueron abatidos en la Ciudad Vieja y el Monte de los Olivos. Al final del día, 7 palestinos habían muerto como consecuencia de los disparos de la policía israelí y otros 300 habían resultado heridos. Unos 70 policías israelíes resultaron también heridos en los enfrentamientos.
En los días siguientes, un gran número de manifestaciones estallaron por toda Cisjordania y la Franja de Gaza. La policía israelí pasó a utilizar fuego real y balas de plomo recubiertas de goma. Tan solo en los cinco primeros días que siguieron a la visita de Sharon a la Explanada de las Mezquitas, al menos 47 palestinos murieron y otros 1.885 resultaron heridos por la policía israelí. En París, mientras Jacques Chirac intentaba mediar entre las partes, se quejó a Ehud Barak de que la ratio de palestinos asesinados o heridos en un solo día era tan alta con respecto a la de israelíes que le resultaba imposible convencer a nadie de que los palestinos pudiesen ser los agresores. También le dijo a Barak que “continuar disparando desde helicópteros a personas que están tirando piedras” y negarse a aceptar una investigación internacional era equivalente a una negativa ante la propuesta de Arafat de participar en unas negociaciones trilaterales. El 27 de septiembre, antes del inicio de la intifada, un soldado israelí había muerto en un atentado de milicianos palestinos cerca del asentamiento israelí de Netzarim, en la Franja de Gaza ocupada. Dos días después, en la ciudad palestina de Kalkilia, un policía palestino abrió fuego contra el jeep de una patrulla de policías de fronteras israelíes y mató a uno de ellos. Durante los primeros días de la intifada, el ejército israelí disparó aproximadamente 1,3 millones de balas.

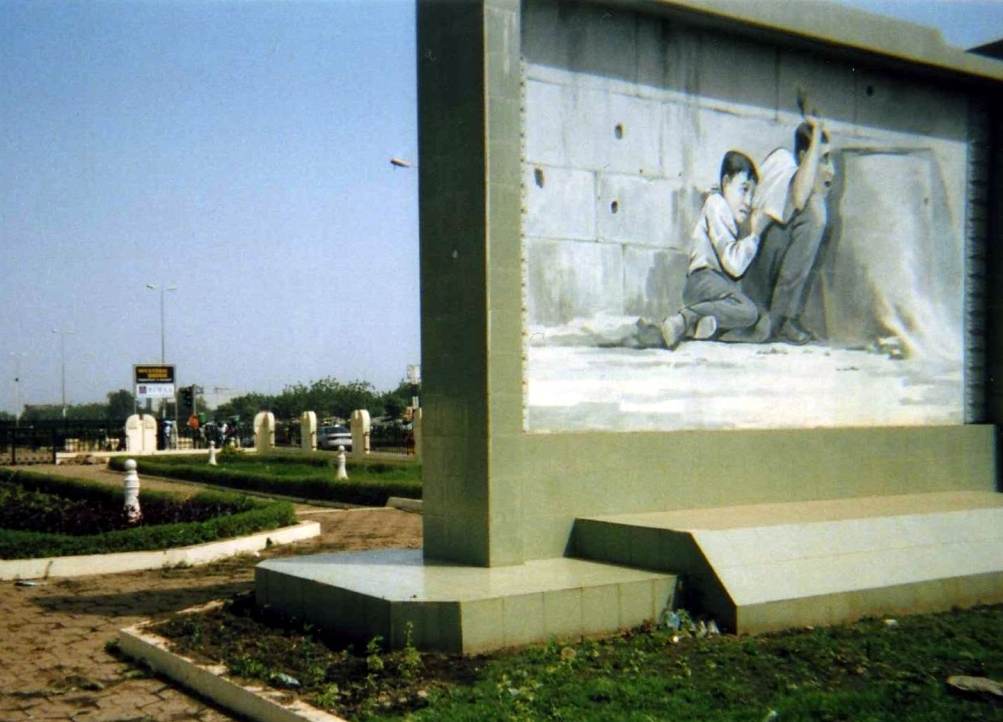
Mural con la imagen icónica de Muhammad al-Durrah (Bamako, Mali).

Según Amnistía Internacional, las primeras víctimas palestinas de la Intifada eran manifestantes o meros transeúntes, y aproximadamente el 80 % de los palestinos muertos durante el primer mes de intifada se encontraban en manifestaciones que no suponían riesgo alguno para las vidas de los soldados o policías israelíes.
El 30 de septiembre de 2000, la muerte del niño Muhammad al-Durrah dio la vuelta al mundo. Un cámara lo grabó cuando intentaba cobijarse detrás su padre durante un tiroteo en la Franja de Gaza. La muerte del niño y las heridas sufridas por el padre se atribuyeron inicialmente a los disparos de soldados israelíes. La escena adquirió carácter icónico y se mostró repetidamente en televisiones de todo el mundo, y especialmente en las del mundo árabe. El ejército israelí asumió la responsabilidad de su muerte y pidió disculpas oficialmente. Sin embargo, dos meses después se retractó de dicha posición y puso en duda la versión original de los hechos, y desde entonces se ha generado una amplia polémica en torno a quién realizó los disparos que mataron al niño palestino. Además de Muhammad, dos niños más murieron ese día abatidos por los disparos del ejército israelí en sendas manifestaciones: Nizar Mahmoud Hasan Aida, de 16 años, en el campamento de refugiados de Deir Ammar; y Khaled Adli Bassem al-Bazyan, de 14 años, en Nablus.

#### Los hechos de octubre del 2000
El término “los hechos de octubre del 2000” se refiere a una serie de días en los que se registraron numerosos enfrentamientos y manifestaciones dentro de la propia Israel, protagonizados principalmente por los ciudadanos israelíes de origen palestino y la policía israelí. Durante este periodo también hubo revueltas a gran escala protagonizadas tanto por árabes como por judíos. Doce ciudadanos israelíes de origen palestino y un ciudadano gazatí fueron asesinados por la policía, mientras que un israelí de origen judío murió cuando su coche recibió el impacto de una piedra en la autovía Tel Aviv-Haifa.

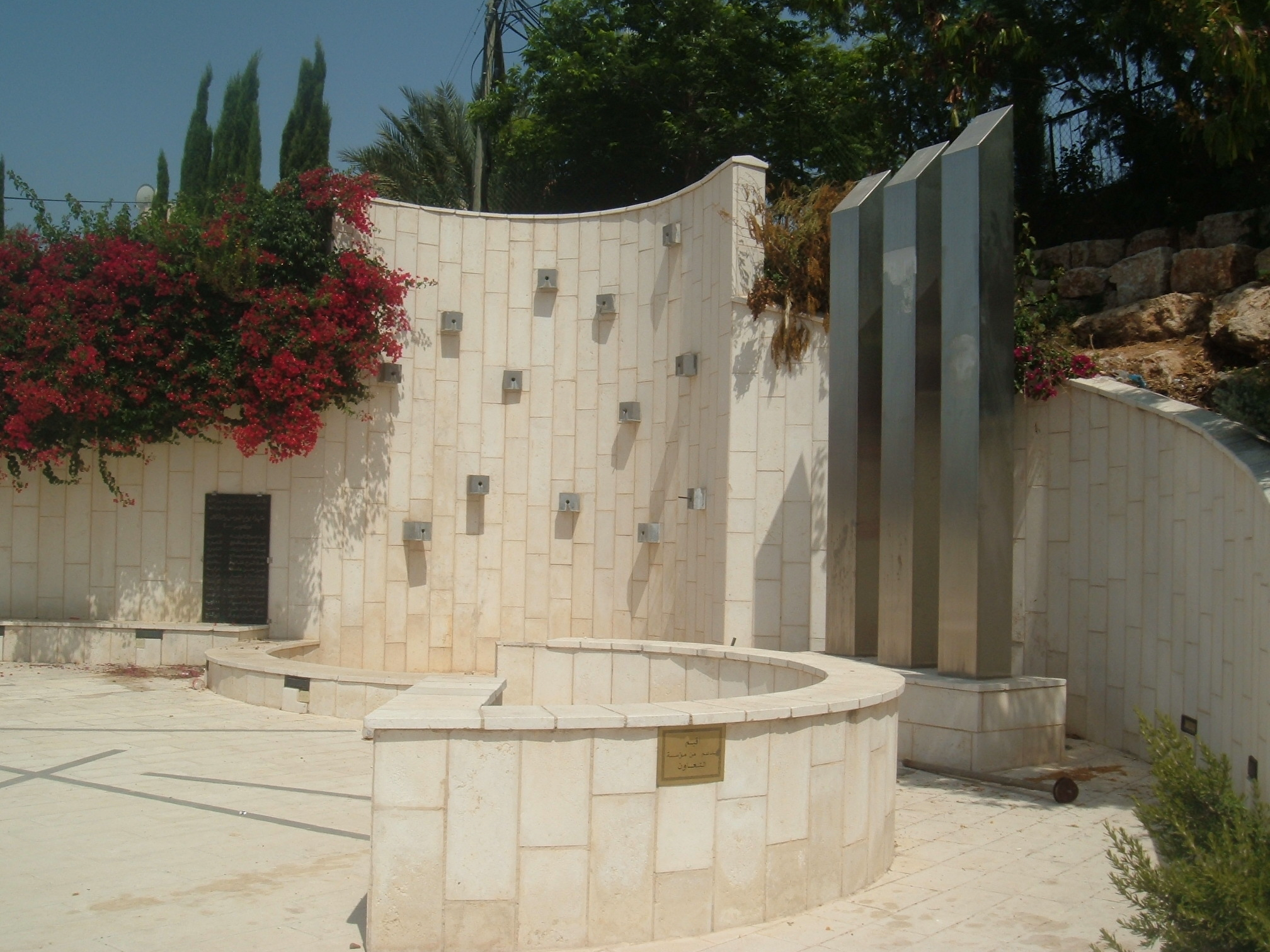
Monumento en Nazaret a los manifestantes muertos durante los "hechos de octubre de 2000".

Como muestra de solidaridad por lo que estaba sucediendo en los territorios ocupados, tanto en Jerusalén Este como Cisjordania y la Franja de Gaza, numerosas manifestaciones y una huelga general tuvieron lugar en el norte de Israel el 1 de octubre. Estas acciones se prolongaron varios días y, en algunos casos, derivaron en enfrentamientos con la policía israelí. Los manifestantes emplearon piedras, cócteles Molotov y armas de fuego, mientras que la policía israelí usó gases lacrimógenos y balas de plomo recubiertas de goma, pasando después al uso de munición real en contra de lo indicado por la normativa del protocolo antidisturbios de la propia policía israelí.
El 7 de octubre, un grupo de colonos atacó la aldea palestina de Biddya y mató a un joven palestino de 21 años. El 8 de octubre, miles de israelíes judíos participaron en violentos actos de protesta en Tel Aviv y en otras partes de Israel. Los manifestantes arrojaron piedras a israelíes de origen palestino, destruyeron sus propiedades y entonaron cánticos como “Muerte a los árabes”.
Los hechos de octubre del 2000 generaron una enorme tensión entre los israelíes de origen judío y los de origen palestino, así como una gran desconfianza entre estos últimos y la policía israelí, casi completamente formada por judíos. A fin de estudiar las causas y el desarrollo de estos hechos se creó la denominada Comisión Or, encabezada por el juez del Tribunal Supremo de Israel Theodor Or. Esta comisión dictaminó, entre otras cosas, que el uso de fuego real por parte de la policía israelí fue el causante de muchas de las muertes y que la policía estaba muy poco preparada para manejar estas revueltas. La comisión acusó a importantes oficiales de la policía de mala conducta, reprendió al primer ministro Ehud Barak y recomendó que Shlomo Ben Ami no volviese a ejercer como ministro de Seguridad Pública. La comisión también acusó a una serie de líderes de origen palestino y a miembros del parlamento israelí de contribuir a inflamar el ambiente y a acrecentar la violencia.

#### Linchamientos de Ramala
El 12 de octubre, la policía palestina detuvo a dos reservistas israelíes que se habían adentrado en Ramala por accidente. En las semanas anteriores, cerca de cien palestinos habían sido asesinados por soldados o policías israelíes tan solo en dicha ciudad, incluidos dos docenas de niños. Los rumores de que dos soldados israelíes infiltrados se encontraban en el edificio de la policía palestina se extendieron rápidamente, y una masa de más de mil palestinos se congregó frente a la comisaría pidiendo su muerte. Ambos soldados fueron golpeados, apuñalados y destripados, y se quemó el cuerpo de uno de ellos. Un equipo de televisión italiana capturó los asesinatos en vídeo y retransmitió las imágenes internacionalmente. A un periodista británico le rompieron la cámara de fotos cuando intentaba documentar los hechos. Los hechos traumatizaron a la opinión pública israelí, que los consideró una muestra del profundo odio asentado entre los palestinos hacia Israel y los judíos. Poco después, Israel lanzó una serie de ataques aéreos contra objetivos de la Autoridad Nacional Palestina en Cisjordania y la Franja de Gaza. La comisaría donde habían tenido lugar los linchamientos fue evacuada y destruida en esta operación. Posteriormente, Israel encontró y arrestó a los responsables del asesinato de estos dos soldados.

#### De octubre a diciembre

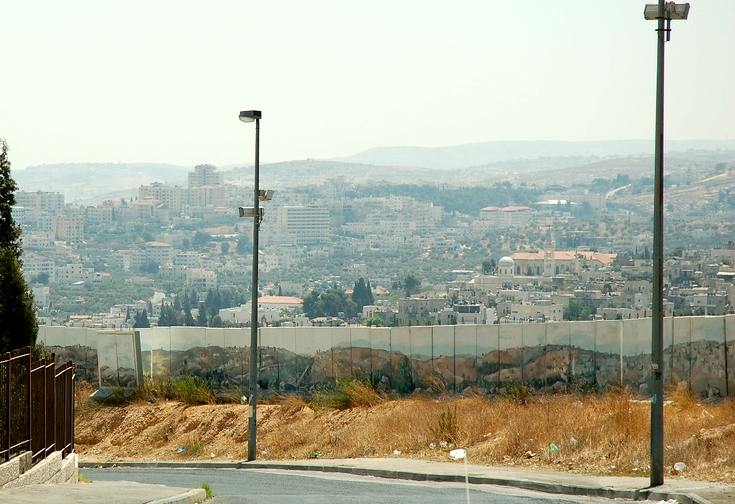
Asentamiento de Gilo (Cisjordania, Palestina).

El 1 de octubre, un policía de fronteras israelí llamado Madhat Yusuf, de origen druso, estaba estacionado en la Tumba de José cuando un grupo de milicianos palestinos atacó el lugar y lo hirió de gravedad, muriendo desangrado varias horas después. El hecho de que no se lanzara ninguna operación de rescate durante las horas que este policía de 19 años agonizó generó numerosas críticas de racismo entre las distintas minorías de Israel y, en especial, entre la comunidad drusa. El 17 de octubre, un colono israelí del asentamiento de Itamar, en la Cisjordania ocupada, mató a tiros a un palestino de 28 años mientras este recogía oliva. Tan solo durante el mes de octubre, 31 menores de edad palestinos fueron asesinados por soldados israelíes. Los enfrentamientos entre las fuerzas de seguridad israelíes y los palestinos se incrementaron drásticamente el 1 de noviembre, cuando tres soldados israelíes y seis manifestantes palestinos murieron, además de otros cuatro soldados y 140 manifestantes heridos. En los días siguientes, el número de muertos aumentó mientras el ejército israelí trataba de restaurar el orden, con enfrentamientos diarios a lo largo de todo noviembre. Un total de 122 palestinos (44 de ellos niños) y 22 israelíes (11 soldados y 11 civiles, siete de estos colonos en territorio ocupado palestino) murieron ese mes. El 14 de noviembre, un grupo de colonos israelíes que arrojaba piedras sobre coches cerca de Ramala mató a un palestino de 47 años que viajaba en su vehículo. El 15 de noviembre, un médico alemán de 68 años llamado Harald Fischer murió por disparos del ejército israelí mientras atendía a heridos en las manifestaciones. El 27 de noviembre, el primer día del Ramadán, Israel relajó las restricciones que mantenía sobre el paso de productos y combustible a la Franja de Gaza en el paso de Karni. Ese mismo día, el asentamiento israelí de Gilo, cercano a Jerusalén, fue atacado por fuego de ametralladora pesada proveniente de Beit Jala. Israel aumentó las restricciones de nuevo una semana después, y los soldados y colonos israelíes continuaron con sus enfrentamientos con los palestinos, lo que dejó en diciembre un saldo de muertes de 51 palestinos (incluidos 12 niños) y 8 israelíes (todos mayores de edad): cinco civiles y tres soldados, todos ellos colonos en territorio ocupado palestino.

### 2001

#### Cumbre de Taba

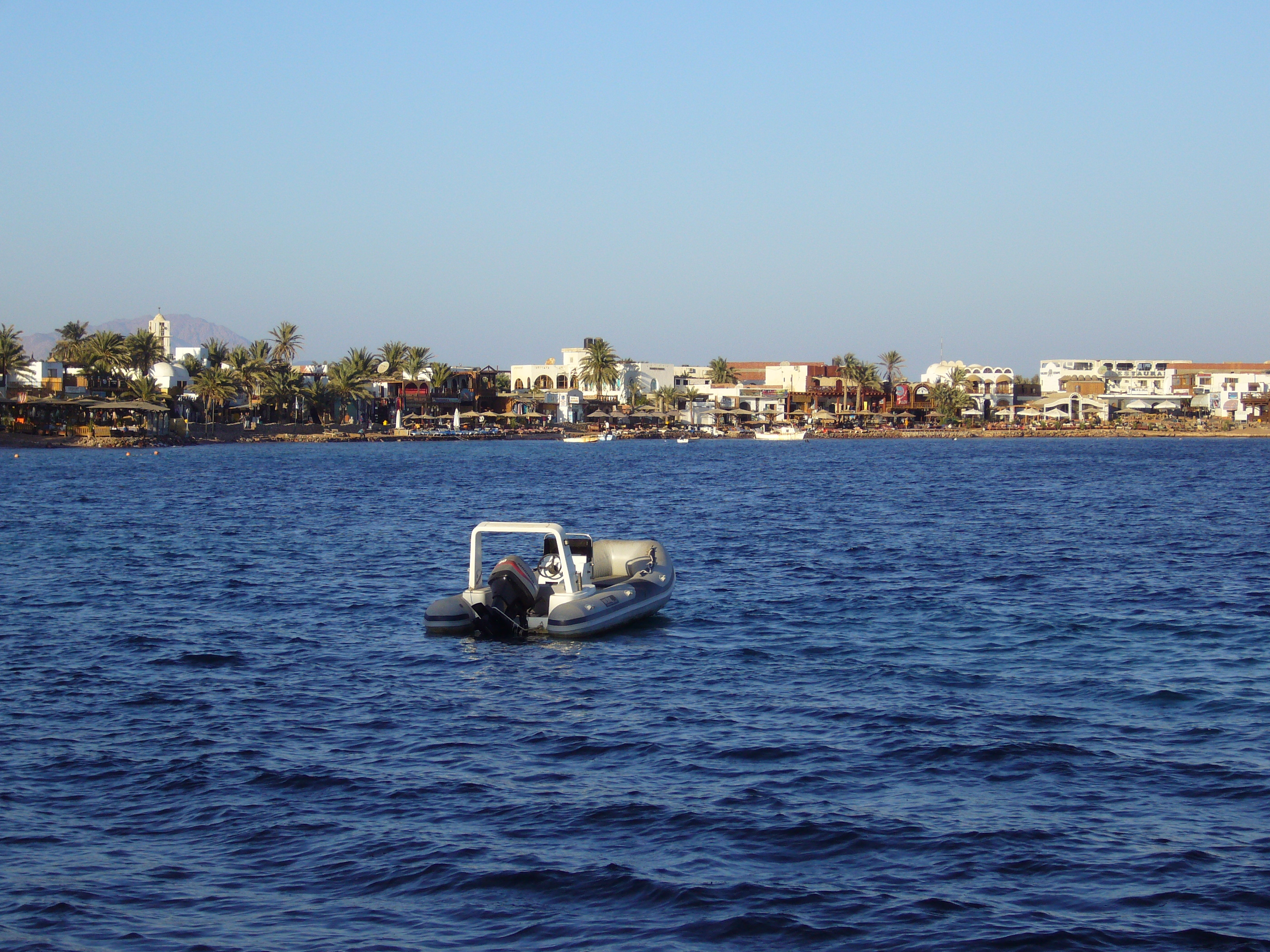
Ciudad costera de Taba (Egipto).

Entre el 21 y el 27 de enero de 2001, en la ciudad egipcia de Taba, negociadores palestinos e israelíes participaron en la denominada Cumbre de Taba. Liderados por el primer ministro israelí Ehud Barak y el presidente palestino Yasir Arafat, los negociadores de ambas partes estuvieron más cerca que nunca de alcanzar un acuerdo definitivo de paz. El negociador jefe palestino, Saeb Erekat, declaró: “me duele el corazón porque sé que estuvimos tan cerca… Necesitamos seis semanas más para concluir el borrador de un acuerdo”. Por su parte, el jefe de la diplomacia israelí, Shlomo Ben Ami, afirmó que “hicimos un progreso, un progreso sustancial. Estamos más cerca que nunca de conseguir un acuerdo definitivo”. Sin embargo, el fin de la presidencia de Bill Clinton en Estados Unidos y la victoria electoral de Ariel Sharon en Israel tuvieron como consecuencia el abandono definitivo de las negociaciones.

#### De enero a septiembre
El mes de enero trajo consigo la muerte de 19 palestinos a manos del ejército israelí (4 de ellos niños) y la de 6 colonos israelíes en territorio ocupado palestino, incluido un menor de edad. El 14 de enero, el niño palestino de 11 años Omar Farouq Khaled murió como consecuencia de las heridas recibidas por los disparos de soldados israelíes durante una manifestación en Al Bireh. El 17 de enero, el adolescente israelí de 16 años Ofir Rahum fue asesinado tras haber sido atraído hasta Ramala por una joven palestina, Mona Jaud Awana, miembro del grupo paramilitar palestino Tanzim. Ella había contactado con el joven a través de internet y habían mantenido un supuesto romance durante meses. Finalmente, lo convenció de que viajara a Ramala para encontrarse con ella, momento en el que Ofir sufrió una emboscada en la que recibió quince disparos. Awana fue detenida posteriormente en una campaña de arrestos masivos por parte del ejército israelí, siendo condenada a cadena perpetua. El 21 de enero murió el adolescente palestino de 15 años Muhammad al-Sharif, alcanzado en el pecho por las balas de soldados israelíes durante una manifestación en el Paso de Karni, en la Franja de Gaza. Tres días después, el 24 de enero, el joven Sawfat Qishta, de 17 años, moría por las heridas sufridas tras un bombardeo israelí cerca del asentamiento de Gush Katif.

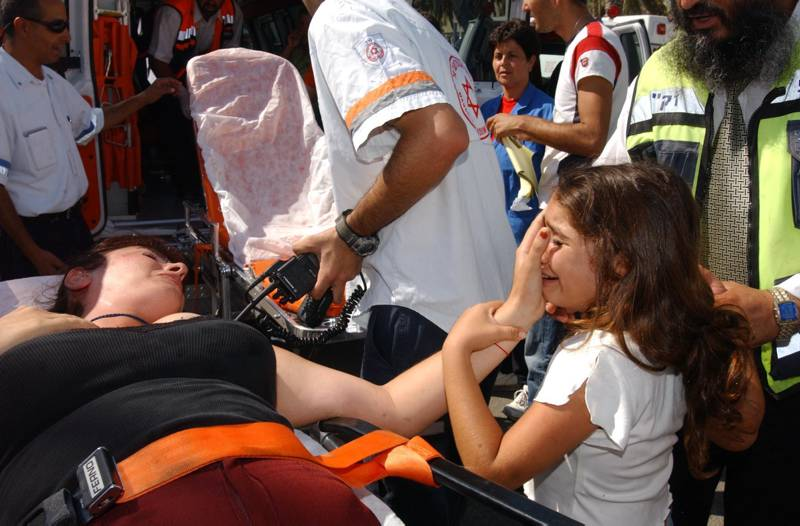
Mujer israelí herida por un cohete Qassam en Sderot (9 de marzo de 2001).

Ariel Sharon, líder del partido Likud, fue elegido Primer ministro de Israel el 6 de febrero de 2001, derrotando a Ehud Barak en unas elecciones adelantadas. Sharon se negó a reunirse en persona con Yasir Arafat. En febrero, el ejército y la policía de fronteras israelí asesinó a 19 palestinos, cuatro de ellos menores de edad; por su parte, diversos ataques de milicianos palestinos supusieron la muerte de 12 israelíes: 4 civiles (1 en Israel y 3 en Palestina) y 8 soldados (7 en Israel y uno en Palestina). Según la ONG israelí B’Tselem, ninguna de las víctimas palestinas participaba en enfrentamientos con las fuerzas de seguridad israelíes cuando fueron abatidos. Isa Ibrahim al-Amur, de 14 años, murió el 3 de febrero por disparos del ejército israelí cerca de su colegio, en la ciudad de Gaza. El 9 de febrero, un adolescente palestino de 14 años llamado Ahmad abu-Huli moría por el disparo de un soldado israelí a quemarropa. El 13 de febrero, otro adolescente palestino del campamento de refugiados de Bureij, Bilal Ramadan, moría por disparos del ejército israelí durante una manifestación. El día siguiente, 14 de febrero, un palestino atropelló a un grupo de soldados israelíes que estaban haciendo autoestop en la localidad de Azor, causando la muerte a 7 soldados y 1 civil israelí.

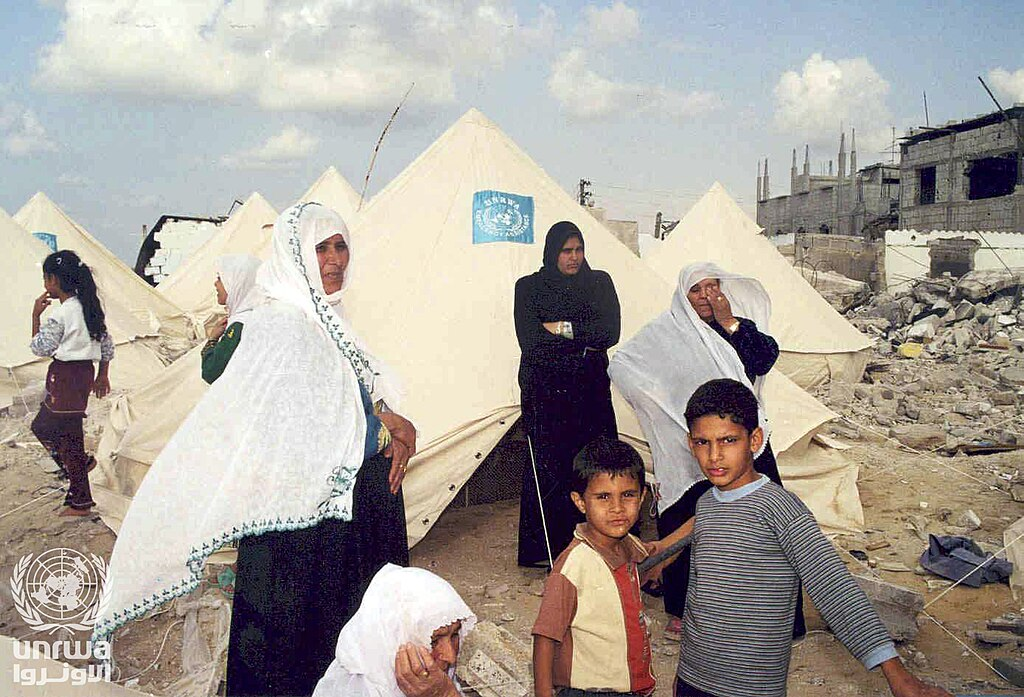
Mujeres palestinas lloran por la destrucción del campamento de Jan Yunis (2001)

El mes de marzo supuso la muerte de 27 palestinos (incluidos 9 menores de edad) y 8 israelíes (3 de ellos menores). Entre los muertos israelíes, todos ellos civiles, 6 murieron en Israel y 2 en los territorios ocupados palestinos. El 2 de marzo, el niño palestino de 9 años Ubay Darraj moría tras el bombardeo israelí de su casa en Al Bireh. Ese mismo día moría también Muhammad Hels, de 13 años y natural de Gaza, por los disparos israelíes recibidos durante una manifestación dos semanas antes. El 17 de marzo murió el niño palestino de 10 años Muhammad Nasr, de 10 años, asesinado por colonos israelíes cerca de Jerusalén, y el 23 de ese mismo mes fue la niña Isra Ahmad, de 11 años, la que moría en un puesto de control israelí cuando los soldados le negaron el acceso a un hospital. El 26 de marzo, en la ciudad palestina de Hebrón, un francotirador palestino acabó con la vida del bebé israelí de 10 meses Shalhevet Pass. Este asesinato, que conmocionó a la opinión pública israelí, fue considerado deliberado tras una investigación de la policía israelí. Un día después, un bombardeo israelí mató al niño de 11 años Mahmoud Ismael al-Darwish en la ciudad palestina de Dura, cerca de Hebrón. El 28 de marzo, un atentado suicida palestino mató a dos adolescentes israelíes en una gasolinera cerca de Kfar Saba: Naftali Lanzkorn, de 13 años, y Eliran Rosenberg-Zayat, de 15 años. Ese mismo día, otro adolescente palestino de 12 años, Yehya al-Sheikh Eid, moría por las heridas recibidas en la cara, el cuello y el abdomen tras un bombardeo israelí. Dos adolescentes palestinos más, ambos de 16 años, murieron por disparos israelíes en sendas manifestaciones los días 29 y 30 de marzo.

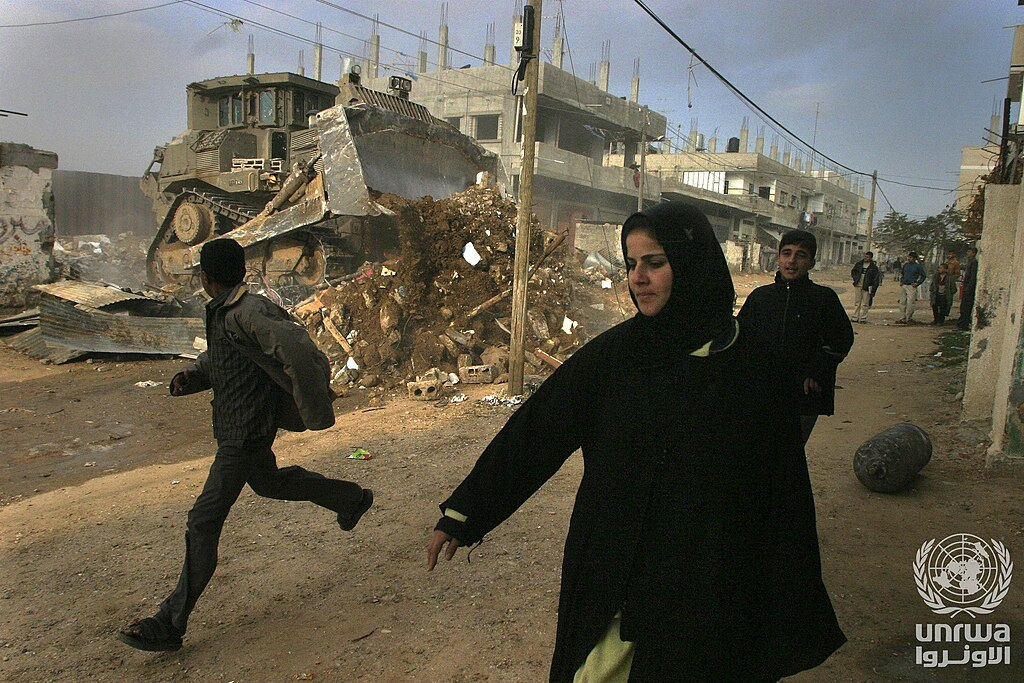
Buldócer israelí demoliendo viviendas palestinas en Gaza (2001)

Abril se saldó con la muerte de 23 palestinos (ocho de ellos menores de edad) y 7 israelíes (4 civiles y 3 soldados), todos ellos mayores de edad. El 30 de abril, siete milicianos palestinos murieron a causa de una explosión; uno de ellos estaba relacionado con la muerte de Ofir Rahum. El ejército israelí declinó confirmar o negar su responsabilidad en el atentado. Entre los menores de edad palestinos fallecidos en abril se contó el niño de 10 años Bara al-Shaer, muerto por disparos del ejército israelí en la cabeza cuando jugaba cerca de su casa, en el campamento de refugiados de Rafah.
Durante el mes de mayo, 46 palestinos murieron a causa de ataques de soldados y policías de fronteras israelíes, mientras que los ataques de milicianos palestinos causaron la muerte de 16 civiles israelíes (11 en los territorios ocupados palestinos y 5 en Israel) y un soldado, muerto también en territorio palestino. El 7 de mayo, la niña palestina de 4 meses Iman Muhammad al-Haju fue asesinada por el ejército israelí tras un bombardeo en su casa de la localidad gazatí de Jan Yunis. La niña se encontraba en los brazos de su madre cuando su casa fue bombardeada. Ese mismo día, un comando de la armada israelí capturó el barco mercante Santorini en aguas internacionales. El barco, que aparentemente se dirigía a la Franja de Gaza, portaba un cargamento de armas. La consiguiente investigación israelí concluyó que se trataba de una compra realizada por el Frente Popular para la Liberación de Palestina, con un valor de 10 millones de dólares y destinada a algún lugar de la costa de Gaza. El 8 de mayo, otro adolescente palestino de 16 años, Hashem al-Mamlouk, sucumbió a las heridas causadas por disparos israelíes durante una manifestación en el puesto fronterizo de Karni. El día siguiente, dos colonos israelíes de 14 años, Yosef Ishran y Yacov Mandell, fueron apuñalados y después rematados con rocas en una cueva cercana al asentamiento de Tekoa. También en una manifestación en el puesto de Karni murió el 11 de mayo el joven palestino Hussam Tafesh, de 16 años, por los disparos de soldados israelíes en el pecho. El 16 de mayo, un francotirador israelí asesinó por la espalda a otro adolescente palestino de 14 años, Muhammad al-Salim, natural del campamento de refugiados de Bureij. El 18 de mayo, un atentado suicida palestino en la ciudad costera de Netanya causó la muerte de seis israelíes y la del propio atacante. Israel bombardeó objetivos de la Autoridad Nacional Palestina en Cisjordania y la Franja de Gaza, matando a 12 palestinos. Se trató del primer ataque de la aviación israelí en los territorios ocupados desde la Guerra de los Seis Días en 1967; desde entonces siempre había llevado a cabo sus ataques con helicópteros. Dos adolescentes palestinos más, de 15 y 17 años, murieron por disparos de soldados israelíes antes de que terminase el mes.

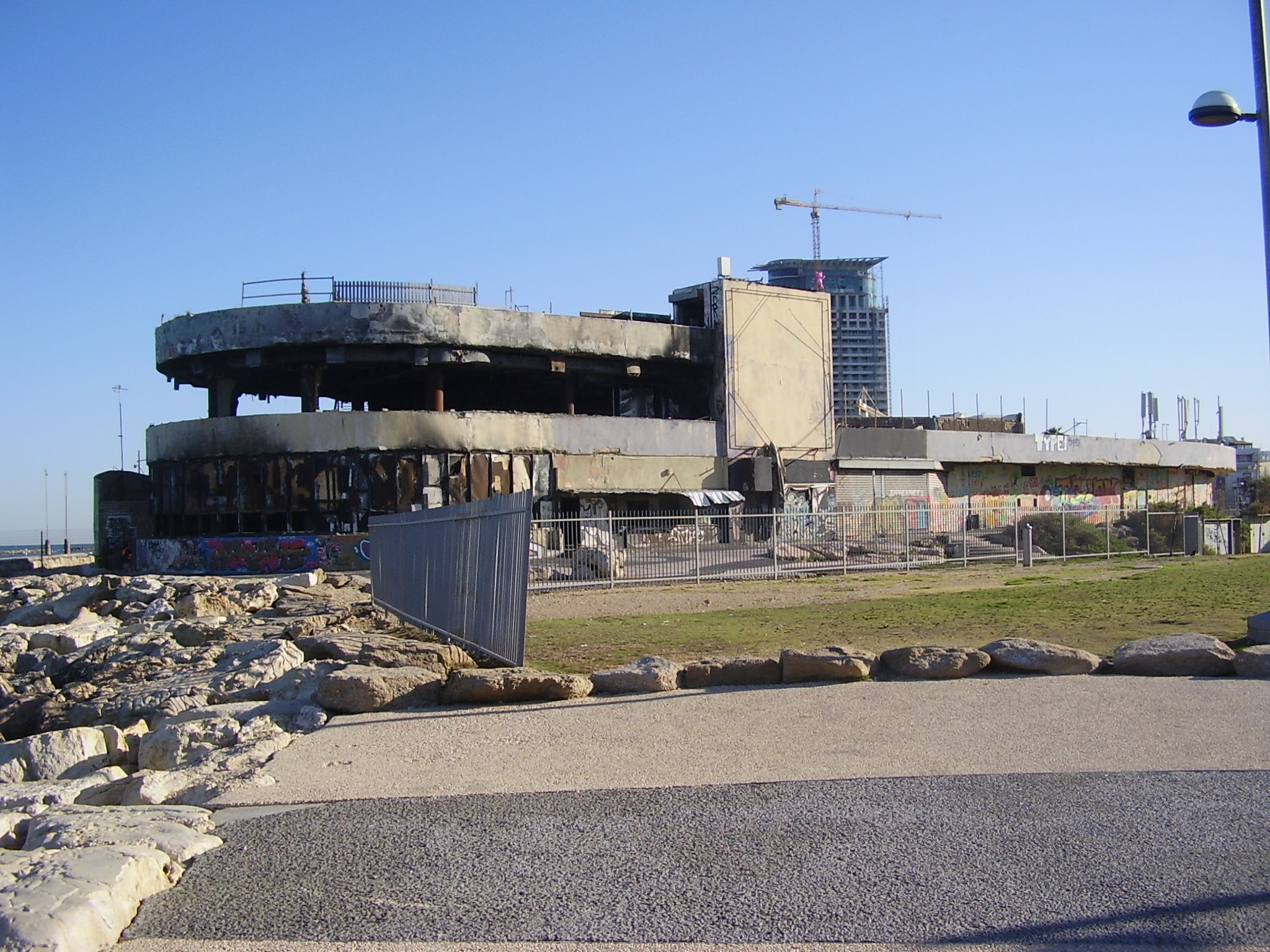
Ruinas de la discoteca Dolphinarium, todavía visibles en Tel Aviv.

Junio terminó con un saldo de muertes de 12 palestinos (5 de ellos menores de edad) y 28 israelíes: 23 civiles (18 en Israel y 5 en los territorios ocupados palestinos) y 5 soldados (2 en Israel y 3 en Palestina). El 1 de junio, un atentado suicida de la Yihad Islámica tuvo lugar en la discoteca Dolphinarium de Tel Aviv. Murieron 21 israelíes, la mayoría de ellos alumnos de instituto, mientras que otras 132 personas resultaron heridas. El ataque limitó de manera significativa los intentos estadounidenses de mediar un alto el fuego. El 11 de agosto murió el niño israelí Yehuda Haim Shoham, de 5 meses, a consecuencia de un accidente de tráfico causado por las piedras que les arrojaron cerca de su asentamiento en Cisjordania. El 12 de junio, un comando del grupo paramilitar palestino Tanzim asesinó el monje ortodoxo Georgios Tsibouktzakis; Israel declaró culpable de planificar dicho atentado a Marwan Barghouti, que permanece encarcelado desde su captura menos de un año después. Al día siguiente, un camionero palestino de 46 años moría asesinado a tiros por un grupo de colonos israelíes cerca de Hizma, a las afueras de Jerusalén. El 18 de junio era un joven palestino de 16 años, Adel al-Muqanan, quien moría a consecuencia de las heridas sufridas en el abdomen por disparos de soldados israelíes, mientras que Mahmoud Imteir, de 17 años y natural del campamento de refugiados de Kalandia, moría tras haber agonizado durante seis meses de las heridas en la cabeza causadas por fuego israelí.
El mes de julio murieron 28 palestinos (entre ellos seis menores de edad) y 10 israelíes: siete civiles (6 en los territorios ocupados palestinos y uno en Israel) y 3 soldados (2 en Israel y uno en Palestina). El 7 de julio, el niño palestino de 11 años Khalil al-Moghrabi murió por los disparos que recibió en la cabeza por parte de un tanque israelí. Estaba jugando con un amigo en Rafah, cerca de la frontera con Egipto. El 19 de julio, una bebé palestina de tres meses llamada Diya al-Tmeizi fue asesinada a tiros por colonos israelíes en Idna, cerca de Hebrón. Su hermano mayor y un primo de ambos también murieron en el atentado. El 26 de julio, el joven israelí de 17 años Ronen Landau, natural del asentamiento de Givat Zeev, murió por los disparos de milicianos palestinos mientras conducía en Jerusalén Este. El 31 de julio, dos hermanos palestinos de 8 y 10 años, Ashraf y Bilal Abdul-Minem, murieron por el impacto de un misil lanzado desde un helicóptero israelí durante un asesinato selectivo en el que también murieron cuatro civiles y dos milicianos de Hamás.
Los atentados suicidas palestinos se fueron acentuado conforme avanzaba el año. El mes de agosto se saldó con 35 palestinos muertos (incluidos 8 menores de edad) a causa de ataques de soldados y policías de fronteras israelíes. Los ataques palestinos ocasionaron la muerte de 22 civiles israelíes (14 en Israel y 8 en territorio ocupado palestino) y 4 soldados israelíes, todos ellos en territorio palestino. En respuesta a los asesinatos israelíes del 31 de julio, un terrorista suicida de Hamás llevó a cabo un ataque contra la pizzería Sbarro en el centro de Jerusalén. El ataque, acaecido el 9 de agosto, supuso la muerte de 15 civiles, entre ellos una mujer embarazada y 7 niños con edades comprendidas entre los 2 y los 16 años. Dos días después, la niña palestina de 2 años Azhar Shalafa moría en un puesto de control israelí cuando los soldados no dejaron a su madre llevarla al hospital. Al día siguiente, el 12 de agosto, otra niña palestina de 10 años moría en el tejado de su casa en Hebrón a causa de un bombardeo israelí. El 19 de agosto murieron 3 niños palestinos más: Muhammad Subhi abu-Arrar, de 14 años, a causa del disparo de un francotirador israelí mientras jugaba delante de su casa; y los hermanos de 5 y 7 años Inas y Suleiman Samir abu-Zeid, muertos en Rafah por un bombardeo israelí. Otro niño palestino de 3 años moría cuatro días después en otro puesto de control israelí cerca de Yenín, cuando los soldados no dejaron que sus padres lo llevaran al hospital tras haberse caído en un pantano.
En septiembre, las diferentes actuaciones del ejército y la policía de fronteras israelí causaron la muerte de 59 palestinos, entre ellos 14 menores de edad. Por su parte, los ataques de milicianos palestinos llevaron a la muerte de 9 civiles (6 en territorio ocupado y 3 en Israel) y 4 soldados israelíes (3 en territorio ocupado y 1 en Israel). El 7 de septiembre, en Hebrón, el niño palestino de 2 años Khaled Arafat al-Batash moría tras un ataque con gas de soldados y colonos israelíes. El 9 de septiembre, por primera vez en esta Segunda Intifada, un israelí de origen palestino llevó a cabo un ataque suicida. Dicho ataque, ejecutado contra la estación de trenes de Nahariya, causó tres muertos y 94 heridos. El niño de 10 años Muhammad al-Tarayra moriría en Bani Naim, cerca de Hebrón, el 28 de septiembre. Murió a causa de las heridas recibidas en la espalda tras un bombardeo israelí. Riham Abul-Ward, una niña palestina de 10 años de la localidad de Yenín, murió el 18 de octubre por disparos de soldados israelíes mientras se encontraba en su aula del colegio.

#### Asesinato de Rehavam Ze’evi

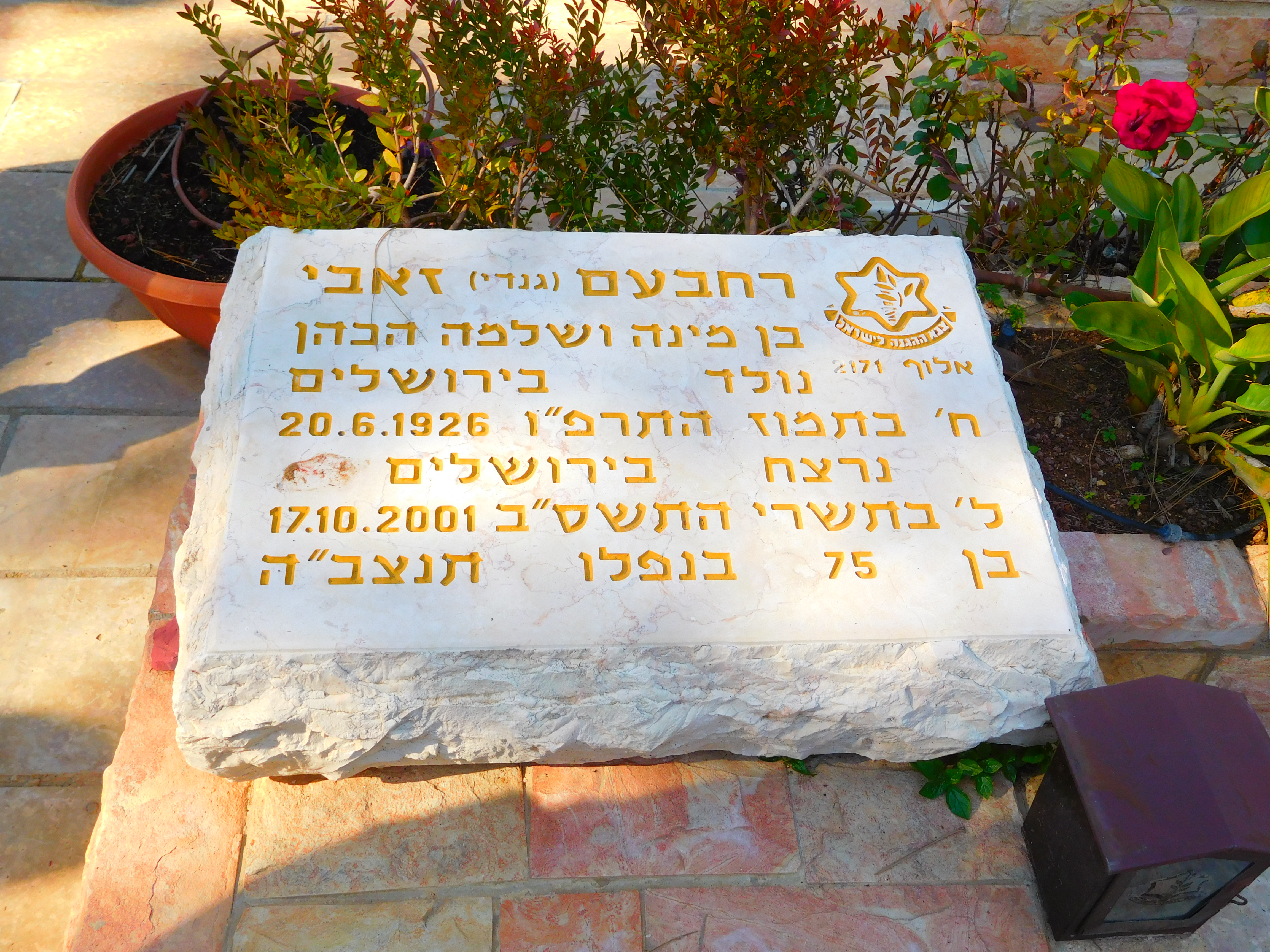
Tumba de Rehavam Ze'evi.

El mes de octubre vio un incremento en la violencia, con al menos 85 muertos del lado palestino (incluidos 9 niños) y 14 del lado israelí: 11 civiles (7 en Israel y 4 en Palestina) y 3 soldados. El 17 de octubre de 2001, un comando del Frente Popular para la Liberación de Palestina asesinaba al ministro de Turismo de Israel Rehavam Zeevi, cuya muerte lo convertía en el más alto cargo israelí asesinado por milicias palestinas desde el nacimiento del Estado de Israel. El comando de asesinos siguió los movimientos de Zeevi, reservó una habitación en su mismo hotel y le disparó tres tiros en la cabeza con una pistola con silenciador cuando subía a su habitación del desayuno. Después huyeron sin dificultad a Cisjordania, donde reclamaron la autoría del atentado y afirmaron que era un acto de represalia por la muerte dos meses antes de Mustafa Ali Zibri, líder del FPLP asesinado por Israel en su despacho de Ramala. Zeevi era un ardiente defensor de la expulsión de los 3 millones de palestinos que por entonces habitaban la Franja de Gaza y Cisjordania.

#### Últimos meses del año
El mes de noviembre terminó con un saldo de muertes de 36 palestinos (9 de ellos niños) y 14 israelíes: 10 civiles (6 en Israel y 4 en los territorios ocupados palestinos) y 4 soldados, todos ellos en territorio palestino. El 13 de noviembre, Amnistía Internacional publicó un informe sobre el primer año de Intifada en el que afirmaba: 

“La inmensa mayoría de los casos de asesinatos y heridos ilegales en Israel y los Territorios Ocupados han sido cometidos por el ejército israelí mediante el uso de una fuerza excesiva. En particular, los soldados israelíes han usado helicópteros proporcionados por los Estados Unidos para lanzar ataques punitivos con cohetes en situaciones en las que no había un peligro inminente contra sus vidas. Israel también ha usado helicópteros para llevar a cabo ejecuciones extrajudiciales y para disparar contra objetivos causando la muerte de civiles, incluidos niños. (…) Hamás y la Yihad Islámica han colocado con frecuencia bombas en lugares públicos, por lo general en Israel, para así matar o mermar grandes números de civiles israelíes de una manera aleatoria. Ambas organizaciones han fomentado el culto del martirio y han usado frecuentemente atacantes suicidas”.

El 4 de noviembre, dos adolescentes israelíes de 14 y 16 años murieron tiroteados por milicianos palestinos en un autobús en la Jerusalén Este ocupada. Cuatro días después, el 8 de noviembre, la policía de fronteras israelí mató a Issa Dababseh, de 48 años, durante una incursión en la ciudad palestina de Yatta. El 22 de noviembre, un bombardeo israelí mató a cinco niños palestinos que se dirigían a su escuela en Jan Yunis: los hermanos Akram y Muhammad Na’im Abd al-Karim al-Astal (6 y 14 años, respectivamente), los hermanos Anis y Omar Idris al-Astal (11 y 13 años, respectivamente) y Muhammad Salim al-Astal, de 11 años. Un nuevo atentado suicida palestino tuvo lugar el 29 de noviembre en un autobús en la localidad israelí de Pardes Hanna. Tuvo como resultado tres muertos y nueve heridos.

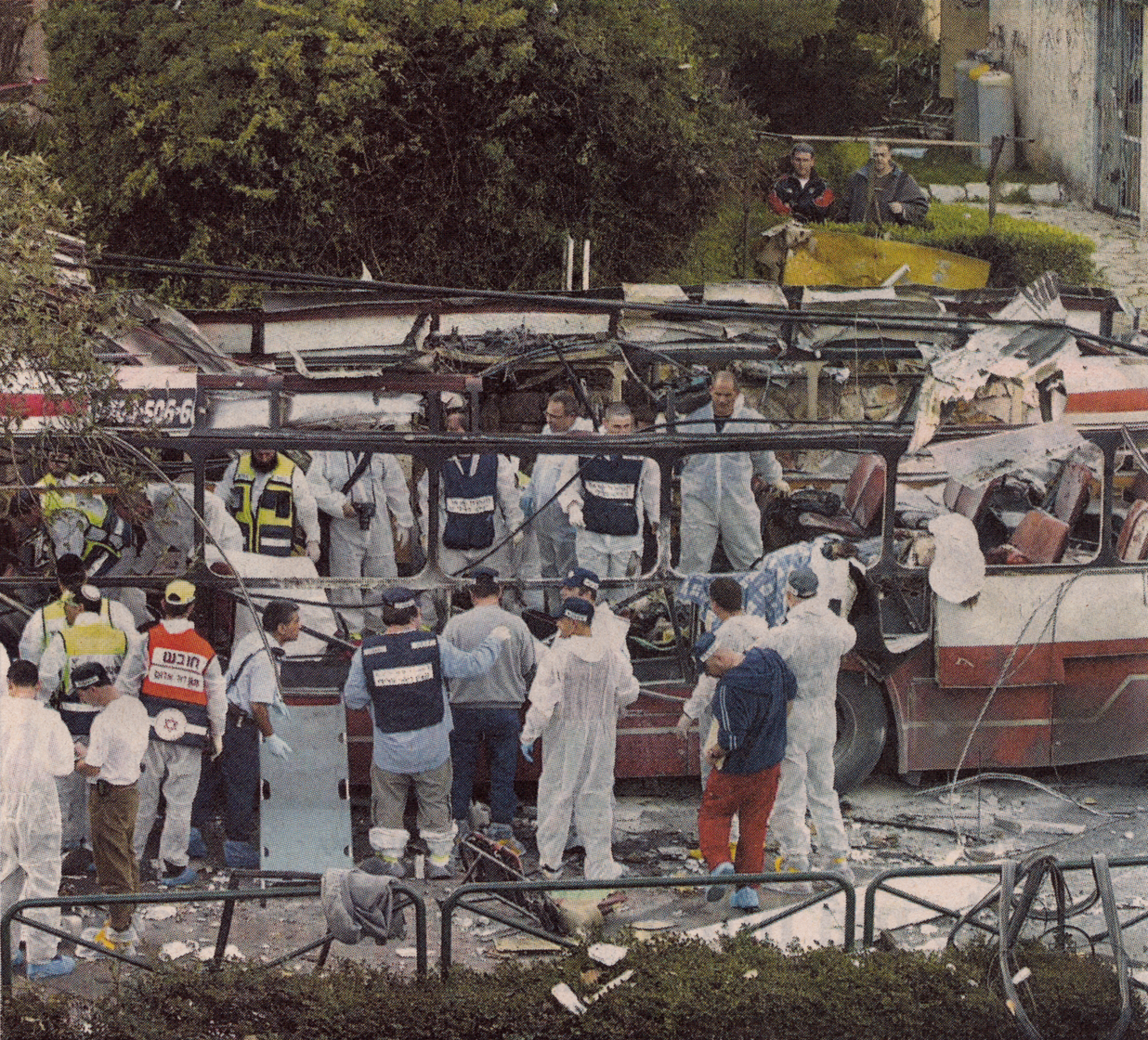
Atentado suicida en un autobús de Haifa.

La violencia de los enfrentamientos creció en el mes de diciembre, con la muerte de 65 palestinos (18 de ellos menores de edad) y 36 israelíes (incluidos 7 menores). Del lado israelí, 33 de los muertos eran civiles (23 en Israel y 10 en Palestina) y 3 soldados (2 en Israel y 1 en los territorios ocupados). El mes comenzó con un nuevo atentado suicida en la calle Ben Yehuda de Jerusalén, en la que dos milicianos palestinos se hicieron estallar poco antes de la explosión de un coche bomba. El ataque causó la muerte de 13 israelíes, incluidos 2 soldados fuera de servicio, y 188 heridos. Ese mismo día, un bombardeo israelí en la ciudad de Yenín mataba al adolescente palestino Muhammad Rateb abu-Shahla, de 12 años. El día siguiente, un nuevo atentado suicida en un autobús de Haifa causó quince muertos y 40 heridos. El 4 de diciembre, el bebé de ocho meses Nasr Khaled Qizmar moría en un puesto de control israelí a causa de la negativa de los soldados a permitir su acceso a un hospital. Dos niños palestinos más de 3 y 13 años, Burhan al-Haymuni y Shadi Ahmad ‘Arafat, fueron las únicas víctimas de un intento de asesinato selectivo israelí en la ciudad palestina de Hebrón. Iban con sus hermanos en un coche el 10 de diciembre cuando un helicóptero israelí les disparó un misil. El 12 de diciembre, 9 colonos israelíes del asentamiento de Immanuel morían en un atentado palestino contra el autobús en el que viajaban; dos de ellos eran menores de edad: Yair Amar, de 13 años, y Avraham Nahman Nitzani, de 17. Rami Khamis Zo’rub, un adolescente palestino de 13 años, murió por disparos israelíes mientras jugaba en el patio de su casa el día siguiente, 13 de diciembre.
Según el recuento de la ONG israelí B’Tselem, un total de 454 palestinos y 189 israelíes (153 civiles y 36 militares) murieron durante el año 2001 como consecuencia de ataques relacionados con la Segunda Intifada.

### 2002

#### De enero a marzo

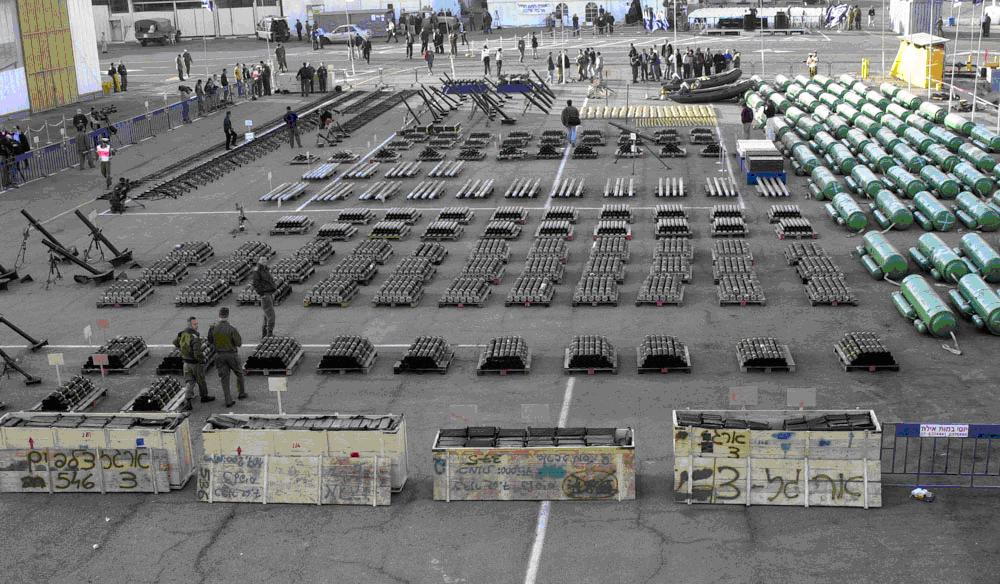
Armas incautadas en el carguero Karine A.

En enero de 2002, las fuerzas de seguridad israelíes mataron a 23 palestinos, 4 de ellos menores de edad. Por su parte, 16 israelíes murieron a causa de ataques de milicianos palestinos: 11 civiles (9 en Israel y 2 en Palestina) y 5 militares (4 en Israel y 1 en los territorios ocupados). El 3 de enero, comandos israelíes del grupo Shayetet 13 capturaron el carguero Karine A, que portaba 80 toneladas de armas hacia la Franja de Gaza, y que se cree que iba destinado a las distintas milicias palestinas para su uso contra Israel. Los israelíes indicaron que diversas personalidades de la Autoridad Nacional Palestina estaban relacionadas con este intento de contrabando de armas, señalando incluso a Yasir Arafat, mientras que este denunció que el Karine A pertenecía a una empresa de construcción israelí. Un comando de milicianos palestinos, disfrazados con uniformes de la policía de la Autoridad Nacional Palestina, atacó el 9 de enero un puesto de control del ejército israelí en el kibutz Kerem Shalom, dejando un saldo de 4 soldados muertos. El 16 de enero, un ataque contra una sala de conferencias en la ciudad israelí de Hadera causó la muerte de 6 israelíes. Samer Sami’Ali al-Qasbah, un joven palestino de 15 años originario del campamento de refugiados de Kalandia, murió por el impacto en la cabeza de una bala de plomo recubierta de goma. Sufrió las heridas el 19 de enero durante una manifestación, y murió el 25 de ese mismo mes a causa de estas. El 22 de enero, dos israelíes murieron cuando un palestino abrió fuego sobre una parada de autobús en Jerusalén. El 25 de enero, dos jóvenes palestinos de 24 años murieron ametrallados cerca del asentamiento israelí de Gush Katif, en la Franja de Gaza. Un joven palestino de 15 años, Luai 'Adili, murió por disparos israelíes el 31 de enero en Osarin, cerca de Nablus.

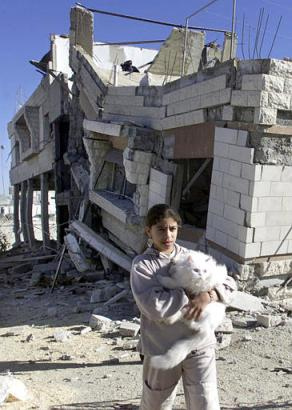
Casa demolida por Israel en el campamento de Balata (2002).

Un total de 79 palestinos (incluidos 9 menores de edad) y 29 israelíes (cuatro de ellos menores de edad) murieron a causa de la violencia en febrero de 2002. El 4 de febrero, un bombardeo israelí mataba a cinco palestinos que viajaban en su coche por Rafah, en lo que Israel denominó “asesinato selectivo”. El 6 de febrero, un adolescente palestino de 13 años, Fadi al-‘Azzi, murió también en Rafah a causa del fuego cruzado entre soldados israelíes y milicianos palestinos. Ese mismo día, un miliciano palestino se infiltró en el asentamiento de Hamra y mató a tres israelíes, incluidos un soldado y Yael Ohana, de 11 años. El 13 de febrero, la niña palestina de 7 años Inas Ibrahim Saleh resultó herida en un bombardeo israelí sobre el campo de refugiados de Jabalia; murió dos semanas y media después. Al día siguiente, tres soldados israelíes morían cerca de Deir el-Balah cuando su tanque pasó por encima de un artefacto explosivo. El 15 de febrero, una incursión israelí en el campamento de refugiados de Nuseirat dejó un saldo de 7 palestinos muertos, entre ellos dos menores de edad. El día siguiente, un atentado suicida en un centro comercial del asentamiento de Karnei Shomron dejó tres adolescentes israelíes muertos: Keren Shatsky, Nehemia ‘Amar y Rachel Thaler. El 18 de febrero, la niña Muna al-Bahabsah, de 10 años, moría junto a su madre y una vecina cuando un tanque israelí bombardeó su casa en Jan Yunis. Al día siguiente, cinco soldados israelíes morían cerca de Ramala en un ataque palestino sobre el puesto de control en el que estaban destinados. El 20 de febrero, un ataque israelí en el campamento de Balata, en Nablus, dejaba como resultado 3 palestinos muertos. Ese mismo día, el ejército israelí atacó un puesto de control de las fuerzas de seguridad palestinas en Nablus, matando a 7 personas. El 25 de febrero, Muhammad al-Hayek, un joven de 24 años de la ciudad de Nablus, llevaba a su mujer embarazada a dar a luz; pasaron un primer puesto de control israelí, pero se encontraron un segundo puesto donde los ametrallaron. Muhammad murió y su mujer resultó herida. Un total de 16 palestinos murieron tan solo en un día, el 28 de febrero; por ejemplo, ese día otra incursión israelí dejó un saldo de 7 palestinos muertos en el campo de refugiados de Yenín, incluido un hombre de 65 años.

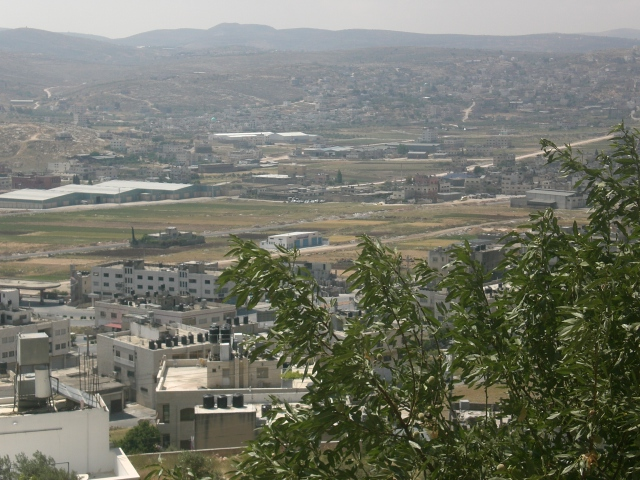
Campamento de refugiados de Askar.

Marzo del año 2002 fue uno de los meses más violentos de la Segunda Intifada, con 230 palestinos muertos como consecuencia de ataques de las fuerzas israelíes y de colonos, y 116 israelíes fallecidos por ataques palestinos: 39 militares y 77 civiles. El incremento de ataques suicidas palestinos, con una media de un ataque cada dos días, hizo crecer enormemente el miedo en la sociedad israelí, cuyas rutinas diarias se vieron seriamente alteradas, hasta el punto de que marzo del 2000 pasó a conocerse como el “marzo negro” en Israel. A su vez, el número de palestinos asesinados por el ejército y la policía de fronteras israelí experimentó un incremento radical, pasando de los 79 del mes de febrero a 229 muertos en marzo, incluidos 31 menores de edad. El mes empezó con la muerte de doce palestinos a manos de las fuerzas israelíes, entre ellos dos niños: Mahmoud Hasan al-Talalka, de 7 años y natural de Beit Hanoun, que recibió los disparos de un soldado israelí cerca del asentamiento de Nisarit; y Maria Izaldeen abu-Sarieh, de 9 años, que murió tras el bombardeo de su casa en el campamento de refugiados de Yenín. El día siguiente, 2 de marzo, otro niño palestino de 9 años moría en el campamento de refugiados de Jabalia tras haber agonizado 20 días de las heridas sufridas en un “asesinato selectivo” israelí. Ese mismo día, un atentado suicida palestino durante un bar mitzvah en Jerusalén Oeste causó la muerte de 11 israelíes, entre ellos seis niños con edades comprendidas entre 1 y 15 años. El 3 de marzo, un francotirador palestino de 22 años mató a 7 soldados israelíes y 3 colonos en un puesto de control en el asentamiento de Ofra, cerca de Ramala. El tirador, Tha’ir Kayid Hamad, se había hecho con una carabina M1 de la Segunda Guerra Mundial y 30 balas, aunque el rifle le explotó cuando disparaba la 25.ª bala. El ataque se saldó con 10 israelíes muertos y 4 más heridos, tres de ellos de gravedad, y supuso un serio golpe para el ejército israelí, que dos años y medio después capturó a su autor. Al día siguiente, 4 de marzo, tres hermanos palestinos de entre 8 y 17 años morían en un “asesinato selectivo” israelí en el campamento de refugiados de Amari. Otros dos hermanos de 7 y 16 años morían en Ramala ese mismo día durante el transcurso de otro asesinato selectivo israelí. Una mujer palestina y sus cuatro hijos, con edades comprendidas entre los 4 y los 17 años, murieron cuando un tanque israelí disparó un obús contra el coche con el que circulaban por Ramala. El 5 de marzo, un miliciano de las Brigadas de los Mártires de Al-Aqsa abría fuego contra dos restaurantes en Tel Aviv, causando la muerte de un policía y dos civiles. El 6 de marzo, cuatro palestinos morían a causa del bombardeo israelí sobre un edificio de la marina palestina en Jan Yunis. Ese mismo día, una incursión israelí en los pueblos de Absan y Karara dejaba tres civiles palestinos muertos. El 7 de marzo, una sangrienta incursión israelí en Tulkarem dejaba un saldo de 21 palestinos muertos, incluidos un niño de 10 años y un anciano de 70 años. Ese mismo día, un comando de Hamás mataba a cinco jóvenes colonos de 18 años en el asentamiento israelí de Gush Katif. Al día siguiente, 8 de marzo, otros 16 palestinos morían en una incursión israelí en Khuza’ah, cerca de Jan Yunis: 5 eran miembros de las fuerzas de seguridad palestinas y 11 eran civiles; otra incursión israelí, esta vez en la ciudad de Belén, dejaba ocho civiles palestinos muertos ese mismo día. El 9 de marzo, otros once israelíes morían en un atentado suicida palestino en el Café Moment del barrio de Rehavia, en Jerusalén. El 12 de marzo, 17 palestinos murieron a manos del ejército israelí durante una incursión en el campamento de refugiados de Jabalia. También el 12 de marzo, dos milicianos de la Yihad Islámica se adentraron en Israel desde el Líbano y atacaron con pistolas y granadas de mano a los coches que circulaban por la carretera Shlomi-Matzuva, causando la muerte de 5 civiles y 1 militar; ese mismo día, un helicóptero israelí lanzó misiles contra una fábrica metalúrgica de Jan Yunis, matando a cuatro civiles palestinos, incluidos tres miembros de la misma familia. El 13 de marzo, un fotógrafo italiano llamado Rafaele Chereilo murió en Ramala ametrallado por el ejército israelí mientras fotografiaba sus tanques. El 14 de marzo, cinco policías palestinos morían durante una operación del ejército israelí en Ramala. Un niño palestino de 11 años, Muhammad Iyad Mughrabi, moría el 17 de marzo en el campamento de refugiados de Askar por el disparo de un francotirador israelí en la cabeza. Cuatro soldados y tres civiles israelíes morían en un atentado suicida de la Yihad Islámica cuando su autobús atravesaba la ciudad de Umm al-Fahm el 20 de marzo. Al día siguiente, un niño palestino de 4 años moría de un disparo en la cabeza durante un enfrentamiento entre soldados israelíes y milicianos palestinos en el campamento de refugiados de Rafah. El 27 de marzo, un atentado suicida perpetrado por Hamás en el Park Hotel de Netanya dejó un saldo de 30 personas muertas y 140 heridas; la mayoría de las víctimas eran ancianos, el mayor de los cuales tenía 90 años. Al día siguiente, el 28 de marzo, un miliciano de Hamás se infiltró en el asentamiento israelí de Elon Moreh, en la Cisjordania ocupada, y mató a cuatro colonos israelíes antes de ser abatido él mismo. El 29 de marzo, siete palestinos morían en una nueva incursión del ejército israelí en Ramala, incluida una madre de 21 años que huía con sus hijos de los enfrentamientos. El 30 de marzo, cinco policías palestinos con edades comprendidas entre los 33 y los 62 años fueron encontrados muertos en un edificio de Ramala bombardeado por la aviación israelí. El mes de marzo terminaba con el atentado suicida del restaurante Matza, perpetrado por un terrorista suicida de Hamás en la ciudad de Haifa con resultado de 16 israelíes muertos y 40 heridos; y con la muerte del adolescente palestino Murad Wafiq ‘Awaisa, que fue detenido en una habitación en Hebrón, golpeado, maniatado y extraído de la habitación por soldados israelíes, tras lo que su cuerpo apareció con dos disparos en corazón y rodilla.
El 12 de marzo, el Consejo de Seguridad de las Naciones Unidas aprobó su resolución 1397, que reafirmaba la solución de dos estados y puso los cimientos para la Hoja de Ruta para la Paz. Los líderes del mundo árabe, cuya población se había visto sujeta a una amplia cobertura mediática del conflicto, plantearon la Iniciativa Árabe para la Paz, que fue resumida por Arabia Saudí el 28 de marzo. Arafat apoyó el plan, mientras que los israelíes le dieron una fría acogida, prácticamente ignorándola.
Del 29 de marzo al 3 de mayo, Israel lanzó una amplia operación militar en los territorios ocupados palestinos que denominó Operación Escudo Defensivo. El ejército israelí realizó incursiones por toda Cisjordania, incluido en numerosas ciudades palestinas. Arafat, que se encontraba en su cuartel general en Ramala, quedó bajo sitio. La ONU calculó que 497 palestinos fueron asesinados y 1.447 resultaron heridos por el ejército israelí entre el 1 de marzo y el 7 de mayo. Además, las fuerzas israelíes arrestaron a 4.258 palestinos durante la operación. Las bajas israelíes fueron de 30 muertos y 127 heridos. La operación concluyó con una nueva ocupación de las zonas que controlaba la Autoridad Nacional Palestina.

#### La batalla de Yenín

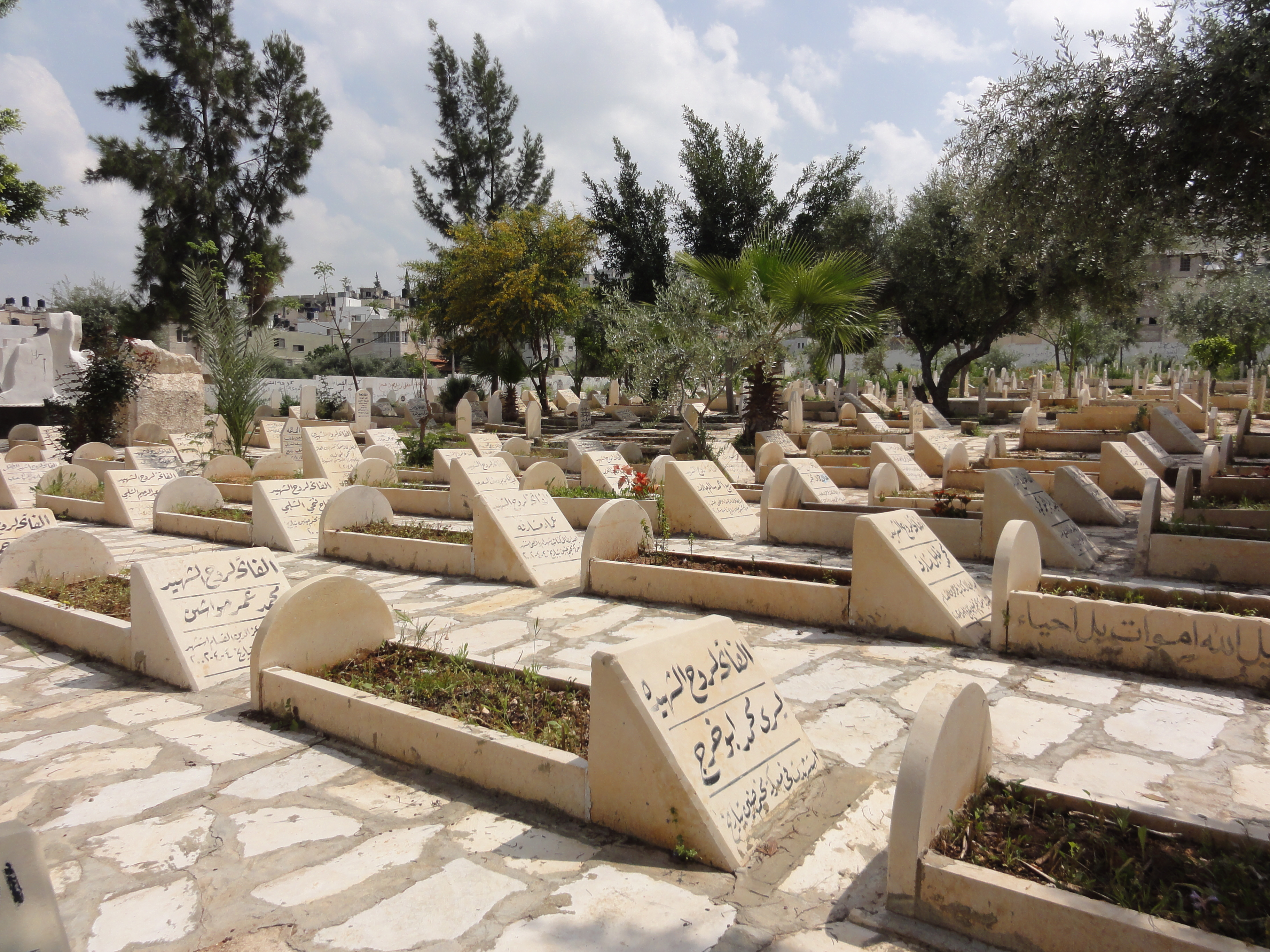
Memorial por las víctimas palestinas de la Batalla de Yenín.

Entre el 2 y el 11 de abril tuvo lugar lo que pasaría a conocerse como la Batalla de Yenín o la Masacre de Yenín, un asedio y una dura batalla en el campo de refugiados adyacente a la ciudad palestina de Yenín. El ejército israelí había determinado que el campamento había “servido como base de lanzamiento de numerosos ataques terroristas tanto contra civiles israelíes como contra pueblos y aldeas de la zona”. La batalla de Yenín se convirtió en un momento icónico para ambos bandos. Tras haber sufrido considerables bajas al inicio de la batalla, las tropas israelíes introdujeron una docena de bulldozers acorazados que destruyeron numerosas viviendas palestinas, así como posibles trampas, cargas explosivas y puestos de tiradores, mostrándose impenetrables para los ataques de los milicianos palestinos.
Durante la propia batalla, fuentes palestinas acusaron al ejército israelí de haber causado una masacre de cientos de personas. Un alto cargo palestino declaró a mediados de abril que medio millar de personas habían muerto. Durante la Batalla de Yenín, los funcionarios israelíes también estimaron las muertes en cientos de palestinos, aunque luego redujeron la cifra a entre “45 y 55”. Israel rechazó la posibilidad de que las Naciones Unidas llevasen a cabo una investigación de primera mano que había sido aprobada de manera unánime por su Consejo de Seguridad; en cualquier caso, las Naciones Unidas negaron la posibilidad de que una masacre hubiese tenido lugar, estableciendo la cifra de víctimas en aproximadamente 52 palestinos y criticando a ambos bandos por poner en riesgo las vidas de civiles. Amnistía Internacional y Human Rights Watch, que llevaron a cabo sus propias investigaciones, acusaron al personal del ejército israelí en Yenín de haber cometido crímenes de guerra, confirmaron que no había tenido lugar una masacre de las proporciones inicialmente estipuladas y pidieron investigaciones independientes. El ejército israelí negó estas acusaciones.
A la conclusión de la batalla, la mayoría de fuentes (incluidos el ejército israelí y la Autoridad Nacional Palestina) concluyeron que el número de víctimas palestinas rondaba los 52-56 muertos; Human Rights Watch aportó sus nombres y los detalles de sus muertes, afirmando que se trataba de 27 milicianos y 22 civiles, mientras que el ejército israelí dio la cifra de 48 milicianos y 5 civiles. Según Human Rights Watch, el ejército israelí destruyó 140 edificios. En el bando contrario, el ejército israelí contabilizó 23 soldados muertos y 75 heridos.

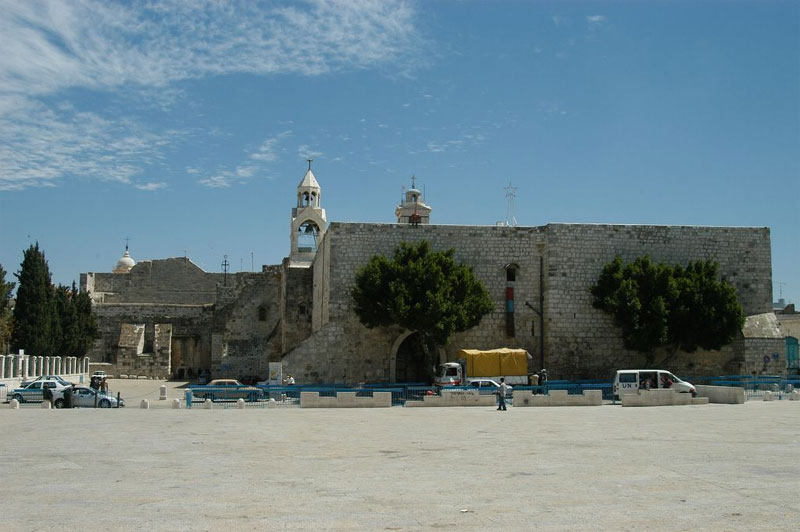
Basílica de la Natividad en Belén.

#### Asedio a la Basílica de la Natividad
Entre el 2 de abril y el 10 de mayo, el ejército israelí rodeó y sitió la Basílica de la Natividad en Belén mientras civiles, milicianos y párrocos palestinos se encontraban dentro. Durante el asedio, los francotiradores israelíes mataron a 8 milicianos dentro de la iglesia e hirieron a más de 40 personas, incluidos varios monjes. Transcurridos 38 días, el asedio a la Basílica de la Natividad terminó con un acuerdo que incluía la deportación a Europa de 13 milicianos palestinos a los que el ejército israelí acusaba de terrorismo.

#### De abril a julio
Durante el mes de abril, el número de víctimas israelíes se redujo drásticamente hasta las 46 víctimas mortales, menos de la mitad que en marzo, de las que 29 fueron militares en territorio palestino (23 de ellos durante la Batalla de Yenín) y otros 7 en territorio israelí; de los civiles, 6 murieron en Israel y 4 en territorio ocupado. En cambio, el número de víctimas palestinas fue ligeramente superior al de marzo, con 245 muertos. Solamente el 1 de abril murieron 42 palestinos en el campamento de refugiados de Yenín en el marco de la incursión israelí que generaría la Batalla de Yenín. B’Tselem catalogó a 17 de ellos como “no participaban en los enfrentamientos en el momento de su muerte”, entre los que se incluyen dos niños de 13 años y dos hombres de 60 y 70 años. Ese mismo 1 de abril, un grupo de colonos israelíes emboscó a un camión cerca del asentamiento de Kochav Hashachar, matando a dos civiles palestinos. Al día siguiente, nueve palestinos murieron en distintos ataques israelíes en la ciudad de Belén; por ejemplo, el párroco Jack As’ad moría en el bombardeo israelí de la Basílica de la Natividad de Belén, mientras que una anciana de 64 años y su hijo de 36 morían en la misma Belén cuando el ejército israelí voló sin avisar la puerta de su casa. El 3 de abril, otro adolescente palestino de 13 años moría en Yenín de un disparo en la cabeza mientras jugaba en el transcurso de una incursión israelí. Ese mismo día, una familia palestina de siete miembros moría en Nablus como consecuencia de un misil israelí lanzado durante una incursión; entre los muertos se contaban tres niños de 4, 7 y 10 años. Un total de 25 palestinos morían tan solo en la ciudad de Nablus el día 4 de abril como consecuencia de distintas operaciones israelíes. El ejército israelí mató a tiros a un niño de 12 años en el campamento de Askar el 4 de abril y a una niña de 13 años al día siguiente en la localidad de Tubas. El 6 de abril, soldados israelíes mataron de sendos disparos en la cabeza a dos niñas de 6 y 10 años en el campamento de refugiados de Rafah, de un disparo en el costado a un niño de 10 años en Beitunia, y a dos adolescentes de 14 años en Rafah y en el campamento de refugiados de Fawwar. Otro adolescente palestino de 13 años moría en Nablus el 9 de abril de un disparo en la cabeza. El 10 de abril, un miliciano de Hamás se inmoló en un autobús que hacía el trayecto entre Haifa y Jerusalén; causó ocho muertos (seis de ellos soldados) y 19 heridos. Al día siguiente, una niña palestina de 5 años, Ahed Hamad, moría por disparos de soldados israelíes durante una incursión en Hebrón. El 12 de abril tuvo lugar un nuevo atentado suicida reivindicado por las Brigadas de los Mártires de Al-Aqsa: un hombre bomba detonó su cinturón de explosivos en una parada de autobús cercana al Mercado Mahane Yehuda de Jerusalén, causando 6 muertos (dos de ellos ciudadanos chinos) y 104 heridos. El 16 de abril, un niño palestino de 12 años moría por disparos de soldados israelíes cuando jugaba en el patio de su casa durante una incursión. Dos días más tarde, durante una incursión israelí en Beitunia, un tanque israelí disparó un obús contra la casa de Fadel Mahmoud abu-Zuheirah, de 9 años, que murió a causa de las heridas sufridas en el abdomen. El 20 de abril, un vehículo acorazado israelí mató a un niño de 4 años y a tres hermanos de 11, 12 y 14 años en la localidad de Awarta, cerca de Nablus. Al día siguiente, con la Batalla de Yenín todavía en curso, un bombardeo israelí en dicha ciudad mataba a Othmann Masharqah, de 7 años, y a Asad Qarini, de 10. El 27 de abril, un palestino se infiltró en el asentamiento israelí de Adora, en la Cisjordania ocupada, y mató a tiros a cuatro colonos, incluida Danielle Shefi, una niña de 5 años. El mes terminó con la muerte por un bombardeo israelí de un adolescente palestino de 12 años en Rafah y con el asesinato de un niño de 8 años en la localidad de Hebrón a manos del ejército israelí.

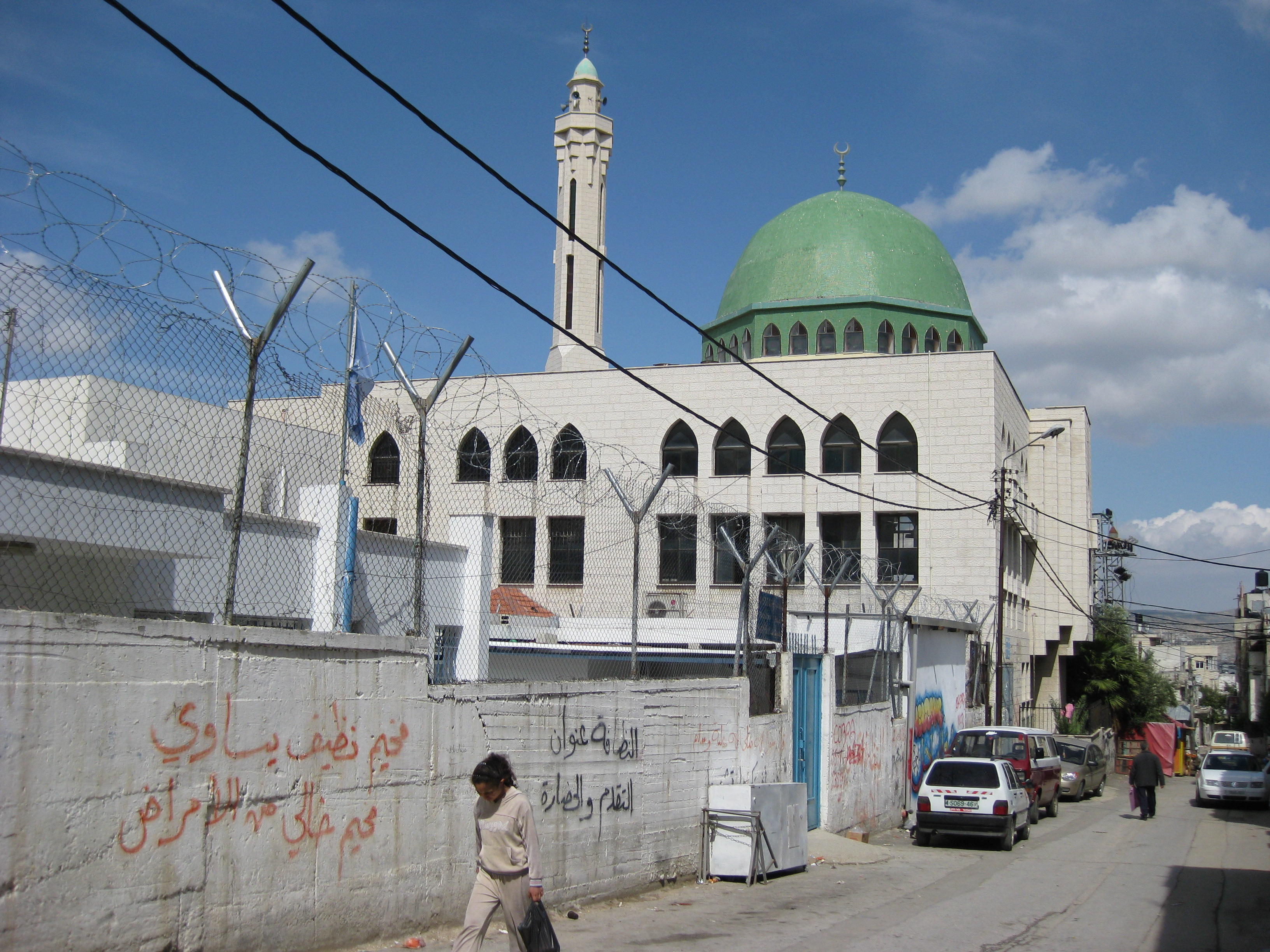
Campamento de refugiados de Balata.

El mes de mayo se redujo considerablemente el número de víctimas por el conflicto del lado palestino, pasando a tan solo 48 muertos. Del lado israelí murieron 29 personas (22 en Israel y 7 en Palestina), de las que 27 eran civiles. Mayo empezó con un nuevo niño palestino de 11 años abatido por soldados israelíes en Artas, cerca de Belén; su hermano de 14 años, herido por los mismos soldados, murió dos días después. El 5 de mayo, un bombardeo israelí mataba a los niños Abeer y Basel Zakarna, de 3 y 4 años, y a su madre cuando esta trabajaba en un campo de la localidad cisjordana de Qabatiya. Ese mismo día, un niño palestino de 10 años llamado Tamer abu-Siriyye moría en Tulkarem ametrallado por un tanque israelí cuando le arrojaba piedras. Un nuevo atentado suicida de Hamás tuvo lugar el 7 de mayo en el Club Shefield de Rishon LeZion, con resultado de 15 muertos (además del suicida) y 57 heridos. Una incursión israelí en la ciudad de Gaza causó la muerte de un adolescente palestino de 12 años el 10 de mayo. El 19 de mayo, un atentado suicida reivindicado por Hamás y el FPLP dejó tres muertos y entre 56 y 59 heridos en el mercado de la localidad israelí de Netanya. Dos israelíes murieron en un nuevo atentado suicida en la Calle Rothschild de Rishon Lezion el 22 de mayo, el mismo día que un asesinato selectivo israelí mataba a cuatro palestinos en el campamento de refugiados de Balata, en Nablus. El 25 de mayo, un tanque israelí mató a Anwar abu-Said, de 12 años, y a su padre Kamleh, de 45, cuando paseaban cerca de la valla fronteriza a la altura de Jan Yunis; al día siguiente, un nuevo bombardeo israelí, esta vez en Yenín, mató a otro adolescente palestino de 15 años. El 27 de mayo, un niño israelí de un año, Sinai Keinan, murió como resultado de un atentado suicida en un centro comercial de la localidad de Petaj Tikva que mató también a su abuela. Dos colonos israelíes de 17 años y otro de 14 morían el 28 de mayo en el asentamiento de Itamar, cerca de la ciudad palestina de Nablus, cuando un palestino se infiltró en el asentamiento y abrió fuego sobre ellos mientras jugaban a baloncesto. Al día siguiente, un joven civil palestino de 26 años moría en el curso de una operación policial israelí en Osarin, cerca de Nablus.

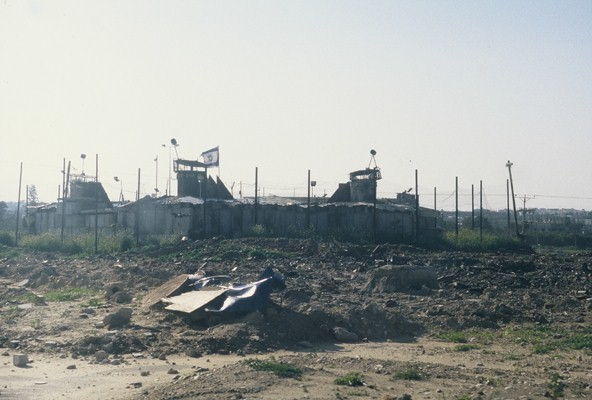
Base militar israelí de Netzarim (febrero de 2001).

En junio el número de muertos en ambos bandos fue idéntico: 57 palestinos murieron tanto en Palestina como en Israel a manos de soldados y colonos, mientras que los milicianos palestinos mataron a otros 57 israelíes (37 en Israel y 20 en territorio ocupado), de los que 37 eran civiles y 20 militares. El 1 de junio, los disparos de soldados israelíes durante una incursión en Nablus mataron a un adolescente palestino de 14 años y a un joven de 23. El 4 de junio, otro adolescente palestino de 16 moría de un disparo en la cabeza durante una manifestación en Beit Omar, cerca de Hebrón. El 5 de junio de 2002, en el trigésimo quinto aniversario de la Guerra de los Seis Días y de la ocupación israelí de Palestina, un miliciano de la Yihad Islámica hizo explotar su coche en un cruce cerca de la localidad israelí de Afula; la explosión mató a 13 soldados y 4 civiles israelíes y dejó además 43 heridos, la mayoría de ellos soldados. Dos milicianos palestinos que intentaban infiltrarse en Israel a nado fueron abatidos el 7 de junio al norte de la Franja de Gaza. El 11 de junio murió un adolescente israelí de 15 años a causa de un atentado suicida contra un restaurante de la ciudad de Herzliya; ese mismo día, un bombardeo israelí cerca de Jan Yunis mataba a Hussein al-Matwi, un niño palestino de 8 años. También ese día, un comando de seis milicianos palestinos fue abatido cuando se acercaba al asentamiento de Netzarim, en la Franja de Gaza. El 13 de junio, un palestino de 62 años del barrio jerosolimitano de Silwan moría asfixiado en su propia casa cuando la policía israelí lanzó más de 20 granadas de gas lacrimógeno en su interior. El 15 de junio, tres soldados israelíes morían en un intercambio de disparos con milicianos palestinos cerca de Dugit, en la Franja de Gaza. El 18 de junio, otro atentado suicida palestino en un autobús de Jerusalén, este reivindicado por Hamás, mató a 19 israelíes (17 de ellos colonos del asentamiento de Gilo) e hirió a otros 74; entre las víctimas mortales había una niña, Galila Bugala, de 11 años, y un adolescente de 15. Otros siete israelíes murieron en un atentado suicida al día siguiente en una parada de autobús de la Colina Francesa, en el Jerusalén Este ocupado, y otras 50 personas resultaron heridas, ocho de ellas de gravedad. Entre los muertos se encontraba Gal Eisenman, una niña israelí de 5 años natural del asentamiento de Ma'ale Adumim. El 20 de junio, un miliciano palestino se infiltró en el asentamiento israelí de Itamar, cerca de Nablus, y mató a cinco colonos, entre ellos cuatro miembros de la familia Shabo: la madre y tres menores de 5, 14 y 16 años. Ese mismo día, un niño palestino de 12 años llamado Fares a-S’adi moría enterrado vivo en su casa del campamento de refugiados de Yenín cuando el ejército israelí voló la casa del vecino, mientras que una joven de 28 años moría en su propia casa en Kalkilia al recibir un disparo en el pecho proveniente de soldados israelíes. Al día siguiente, un grupo de colonos israelíes atacaron el pueblo palestino de Huwara, en la Cisjordania ocupada, matando a un joven de 22 años. Ese mismo día, soldados israelíes mataron al niño Abdul-Samad Hashem Shamlakh, de 10 años, en Gaza, mientras que un tanque israelí mataba a una mujer de 60 años y tres niños de 6, 8 y 9 años en Yenín (el hermano de 12 años de dos de ellos también murió el 23 de junio a consecuencia de las heridas). En esta misma ciudad palestina murió poco después Bassam al-Sadi, de 6 años también, por el disparo de un soldado israelí en el pecho. Una incursión israelí en Hebrón el 25 de junio dejó un saldo de cuatro palestinos muertos. Otro niño palestino de 10 años moría en Kalkilia el 27 de junio por disparos de soldados israelíes durante el toque de queda. El 29 de junio, un adolescente palestino de 14 años murió en el campamento de Far’a tras recibir el impacto en el pecho de una bala de goma, caer al suelo y estallarle una granada de gases lacrimógenos en la cara.

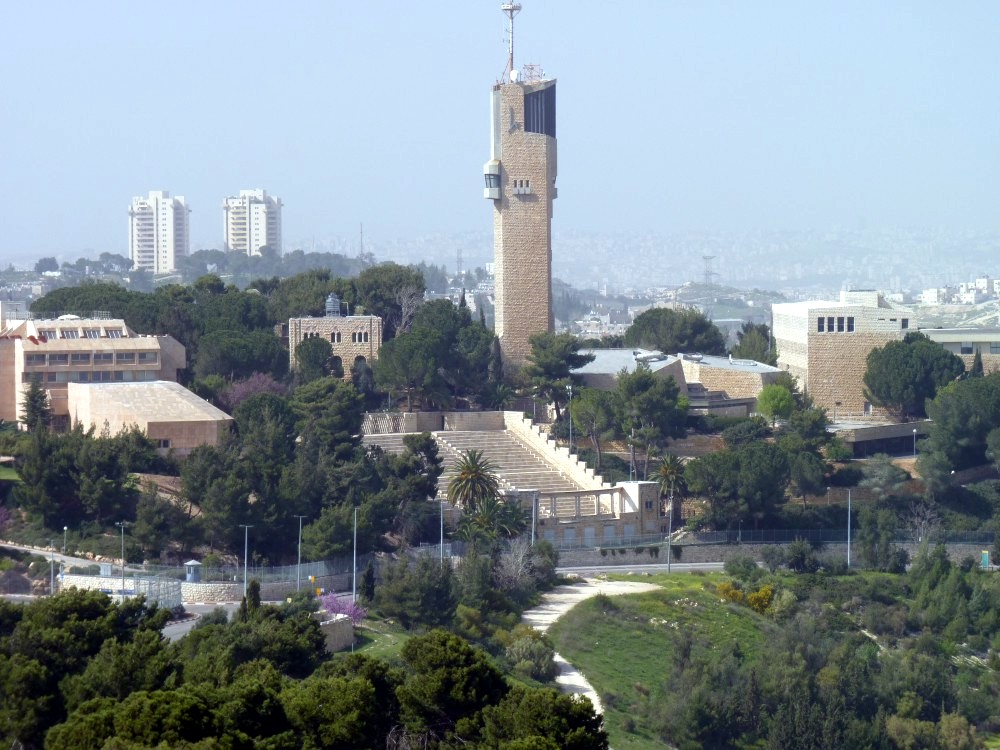
Universidad Hebrea de Jerusalén.

En julio se redujo el número de víctimas tanto palestinas como israelíes. Del lado palestino hubo 43 muertes, mientras que del israelí hubo 25 (7 en Israel y 18 en Palestina), de los que 22 eran civiles y 3 eran militares. Anwaar al-Hindi, un niño palestino de 2 años, murió con su madre cuando soldados israelíes dispararon a su coche en Jan Yunis el 6 de julio. Dos días después, otro niño palestino de 10 años moría en Kalkilia a causa de las heridas de bala recibidas durante un toque de queda el 27 de junio. El 12 de julio, un tanque israelí mató al fotógrafo palestino ‘Imad Abu Zahara, que estaba grabando la actuación de las tropas israelíes en Yenín. El 15 de julio moría de las heridas sufridas dos semanas antes Marwan Khial, de 69 años y natural de la ciudad de Gaza. El 16 de julio, tres milicianos palestinos disfrazados de soldados israelíes emboscaron un autobús de colonos israelíes cerca del asentamiento de Immanuel, en la Cisjordania ocupada, matando a nueve de ellos e hiriendo a otros 20. Dos de los muertos eran bebés de 11 meses y 9 horas. Al día siguiente, soldados israelíes mataban con una granada a un niño de 7 años en el campamento de refugiados de Amari, en Cisjordania. Cinco personas (dos isralíes y tres extranjeros) y dos terroristas suicidas palestinos perdieron la vida el 17 de julio en un atentado en la calle Ne’eve Sha’anan de Tel Aviv. El 23 de julio, una incursión israelí en Tell, cerca de Nablus, acabó con la vida de tres milicianos palestinos de entre 21 y 22 años. El 25 de julio, tres colonos israelíes del asentamiento de Psagot murieron en un ataque de milicianos palestinos, incluido un niño de 9 años llamado Shuvel Zion Dikstein. El 28 de julio, un adolescente palestino de 16 años fue abatido por soldados israelíes mientras trabajaba en un olivar en la Gobernación de Ramala y Al Bireh. Ese mismo día, un grupo de colonos israelíes de la ciudad palestina de Hebrón circuló por la ciudad disparando a palestinos y mató al adolescente Nivin Jamjum, de 14 años. También ese día, una pareja israelí y su hijo de 9 años morían al ser ametrallados mientras conducían cerca de Hebrón. El 31 de julio, un atentado suicida de Hamás en la cafetería de la Universidad Hebrea de Jerusalén mataba a nueve civiles (cinco de ellos estadounidenses) y dejaba alrededor de 100 heridos.

#### Asesinato de Salah Shehade
El 22 de julio, en el curso de un asesinato selectivo, un F16 israelí lanzó una bomba de una tonelada contra un bloque de edificios en un barrio residencial de Beit Lahia, al norte de la Franja de Gaza, donde se encontraba Salah Shehade, el líder de las Brigadas de Izzeldin al-Qassam, el brazo militar de Hamás. Además de Shehade, la aviación israelí mató en ese mismo ataque a 15 civiles más, incluidas la mujer y la hija de 14 años de Shehade y siete miembros de la familia vecina; entre las víctimas se contaron dos niños recién nacidos, uno de 3 años, otro de 4, tres de 5 y otro de 11. La comunidad internacional condenó duramente el ataque, que Ariel Sharon calificó de “uno de nuestros mayores éxitos”.

#### De agosto a diciembre

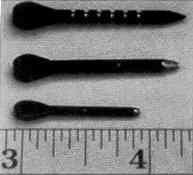
Flechettes.

La Segunda Intifada dejó en agosto un saldo de muertos de 53 palestinos y 13 israelíes (9 de ellos civiles y 4 militares), de los que 7 murieron en Israel y 6 en territorio ocupado palestino. El mes comenzó con la muerte en el patio de su casa de Asma Ahmad, una niña palestina de 9 años de la localidad de Jan Yunis, a consecuencia de un bombardeo israelí. El 3 de agosto, una nueva incursión israelí en Nablus dejó dos palestinos muertos; ese mismo día, soldados israelíes asesinaron a una anciana palestina de 75 años en el jardín de su casa, en la localidad de Deir el-Balah. El 4 de agosto, un nuevo atentado suicida de Hamás en un autobús cerca de la ciudad norteña de Safed dejó un saldo de 6 civiles (4 israelíes y 2 filipinos) y 3 soldados israelíes muertos, además del suicida, así como 38 heridos. El 5 de agosto, un adolescente palestino de 13 años murió por los disparos de soldados israelíes mientras jugaba dentro de su casa en el campamento de Balata, en Nablus, cerca de donde otros dos palestinos murieron abatidos por soldados israelíes poco después. Ese mismo día, dos colonos israelíes murieron ametrallados en su coche mientras conducían cerca del asentamiento de Eli, en las proximidades de la misma Nablus. El 7 de agosto, un francotirador israelí mató de un tiro en la cabeza a un adolescente palestino de 13 en su casa de Deir el-Balah. Ayman Bassem Fares, un niño palestino de 6 años, murió en Jan Yunis el 15 de agosto ametrallado por soldados israelíes cuando se dirigía, junto con su familia, a la huerta familiar. Otro niño de 13 años murió el 19 de agosto en la localidad de Burqin, en la Cisjordania ocupada, por disparos de un vehículo acorazado israelí. Al día siguiente fue un adolescente palestino de 15 años quien murió en Jan Yunis por los disparos de un tanque israelí. Cuatro palestinos de la misma familia murieron el 28 de agosto en la ciudad de Gaza cuando un tanque israelí disparó con flechettes hacia los viñedos que trabajaban y en los que dormían en ese momento. El mes terminó con un asesinato selectivo israelí en la localidad de Tubas que no logró matar a su objetivo, aunque sí acabó con la vida de 5 civiles palestinos que pasaban por el lugar del impacto, incluida una niña de 6 años llamada Bahira Daraghmeh y otros tres menores con edades comprendidas entre los 12 y los 17 años.

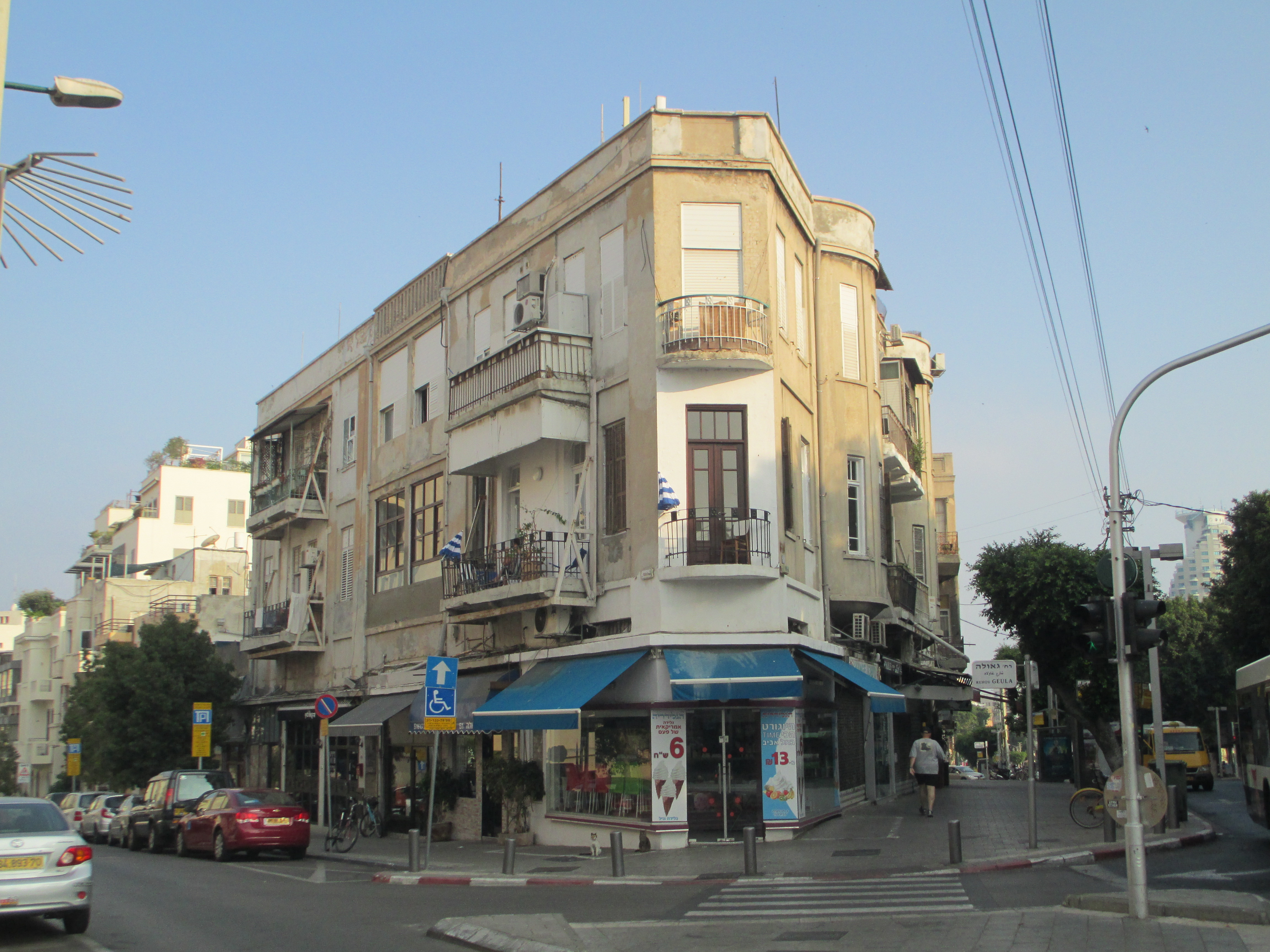
Calle Allenby de Tel Aviv.

El saldo de muertos tanto palestinos como israelíes varió mínimamente en septiembre, con 51 víctimas mortales palestinas y 13 israelíes, de las que 6 eran civiles y 7 militares. El 1 de septiembre, 4 palestinos que volvían a casa del trabajo murieron ametrallados por soldados israelíes en la localidad de Bani Na’im, cerca de Hebrón. Dos milicianos palestinos murieron en el campo de refugiados de Yenín en un intercambio de fuego con soldados israelíes el 6 de septiembre. Otros dos jóvenes palestinos fueron abatidos al intentar acceder a Israel desde la Franja de Gaza dos días después. Siete personas perdían la vida (incluido el terrorista suicida) y otras 70 resultaron heridas el 19 de septiembre en la calle Allenby de Tel Aviv, cuando un miliciano de Hamás se inmoló en un autobús urbano. Ese mismo día, un chico palestino de 12 años fue asesinado por soldados israelíes durante un toque de queda en Ramala. Al día siguiente, en el transcurso de una incursión israelí en la ciudad de Gaza, cinco palestinos murieron a manos de soldados israelíes, incluidos un adolescente de 14 años y una joven de 25. El 22 de septiembre, otro adolescente de 14 años murió en Nablus cuando un vehículo acorazado israelí lo ametralló mientras hablaba con voluntarios extranjeros. Ese día hubo múltiples manifestaciones por toda Palestina en las que murieron cuatro jóvenes palestinos más. El 24 de septiembre, una nueva incursión israelí en la ciudad de Gaza dejó un saldo de 9 palestinos muertos, la mayoría de ellos milicianos. Dos días después, Gharam Man’a, un niño palestino de 1 año, murió como consecuencia de los gases lacrimógenos lanzados por el ejército israelí durante un toque de queda en Ad-Dhahiriya. El 27 de septiembre, un asesinato selectivo israelí mató a dos palestinos en la ciudad de Gaza, ninguno de los cuales era el objetivo del ataque. Por último, el ejército israelí mató a otros dos niños palestinos de 12 y 13 años en Nablus el último día del mes.

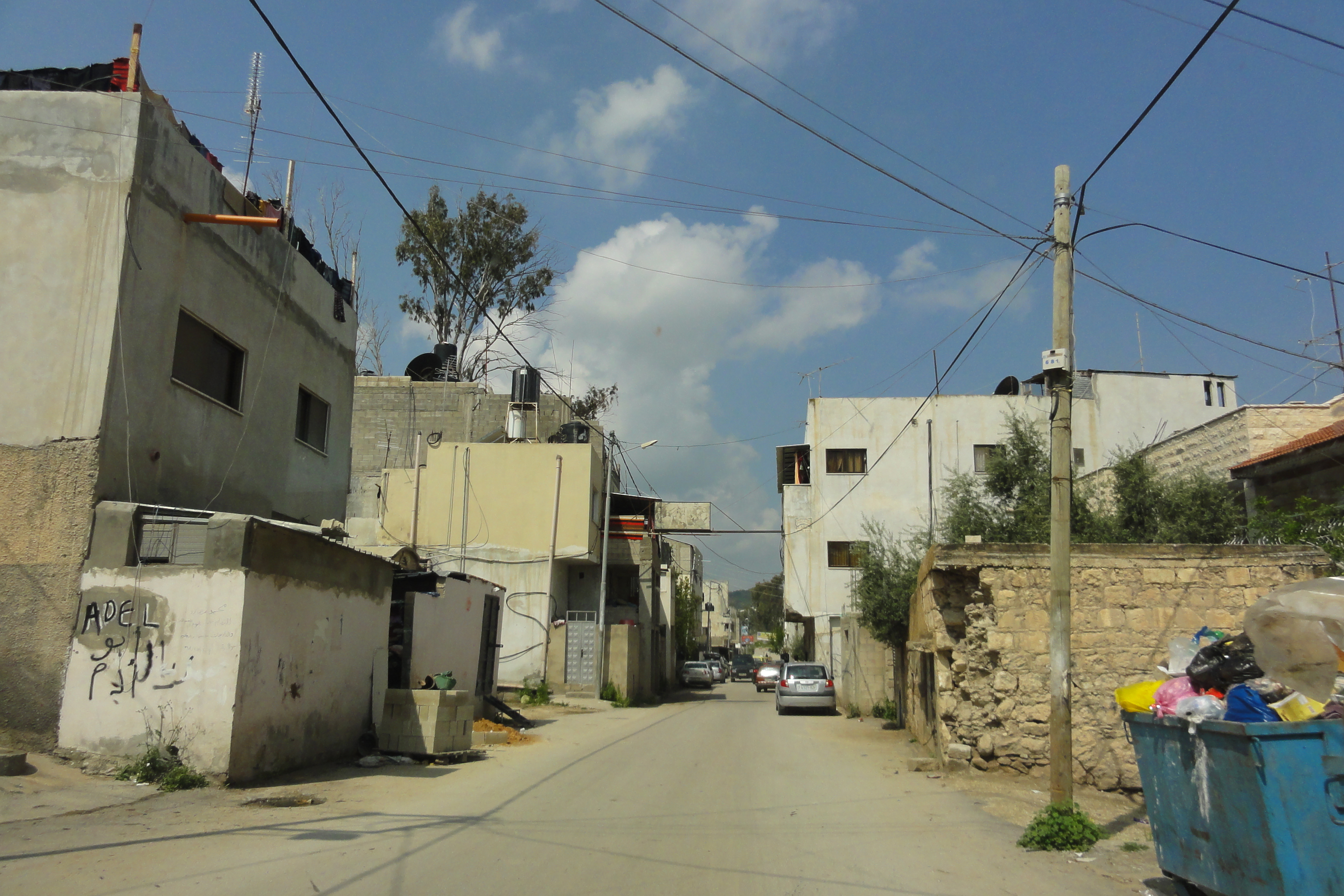
Campamento de refugiados de Yenín.

En octubre aumentaron los muertos de ambos bandos: 66 palestinos perdieron la vida a manos de soldados y colonos israelíes, mientras que 22 israelíes (12 civiles y 10 militares, de los que 15 morían en Israel y 7 en Palestina) perecían como consecuencia de ataques de milicianos palestinos. El 5 de octubre, la imposición de toques de queda en numerosas ciudades palestinas supuso la muerte de varios civiles: un taxista de 51 años en Yenín, un chico de 16 en el campo de refugiados de Beit Ilma, y otro chico de 16 años cerca de Yenín. El 6 de octubre, un grupo de colonos israelíes asesinó a un joven palestino de 22 años mientras recogía oliva en Aqraba, cerca de Nablus. Tan solo durante el 7 de octubre murieron 19 civiles palestinos, la mayoría durante una incursión israelí en Jan Yunis. En dicha incursión, un helicóptero israelí mató a 9 civiles palestinos, 7 de los cuales eran menores de edad; otro misil lanzado desde un helicóptero durante la misma incursión mató a otros 6 civiles palestinos, mientras que otros dos civiles más murieron por disparos de soldados. Cinco civiles palestinos más murieron en Rafah por disparos de soldados israelíes entre el 9 y el 11 de octubre, incluidos tres menores de 13, 14 y 15 años. El 13 de octubre murieron también en Rafah el niño de 2 años Tawfiq Bariqi y su abuelo de 60; el ejército israelí dinamitó la casa vecina, en la que había un túnel, y ellos murieron enterrados vivos cuando la suya también se vino abajo. Una nueva incursión israelí en Rafah, llevada a cabo entre los días 16 y 17 de octubre, dejó un saldo de 8 palestinos muertos, incluidos dos niños de 8 años y una anciana de 70. El 21 de octubre, un coche bomba se empotró en la parte trasera de un autobús israelí de línea en el Uadi Ara; la detonación hizo estallar las armas de los soldados que viajaban dentro, y esto a su vez hizo explotar el depósito del autobús, causando 7 soldados y 7 civiles muertos y unos 50 pasajeros heridos. El ataque fue reivindicado por las Brigadas Al-Quds, el brazo armado de la Yihad Islámica. El 26 de octubre, otra incursión israelí en Rafah mató a dos adolescentes palestinos de 13 y 16 años. El 27 de octubre, un nuevo ataque suicida de Hamás tuvo lugar en una gasolinera del asentamiento israelí de Ariel, en la Cisjordania ocupada. Murieron 3 soldados israelíes y resultaron heridas 18 personas más, la mayoría de ellas soldados. El 29 de octubre, un miliciano palestino se adentró en el asentamiento israelí de Hermesh, también en Cisjordania, y mató a tiros a tres colonos israelíes, incluidas dos adolescentes de 14 años.

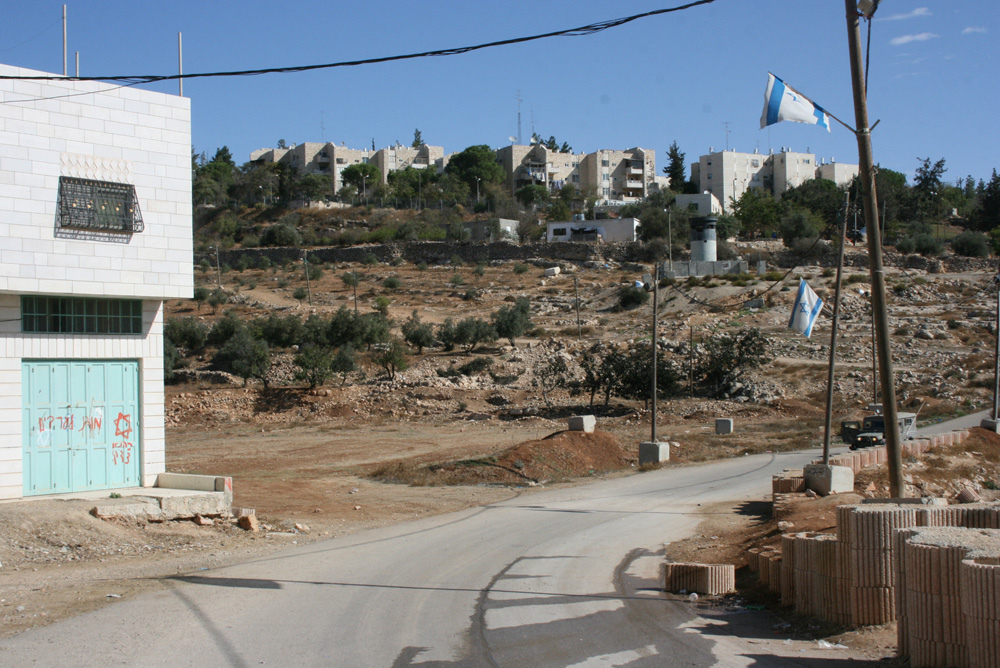
Carretera de acceso al asentamiento israelí de Kiryat Arba (Hebrón, Palestina).

Noviembre se cerró con un saldo de 46 palestinos y 40 israelíes muertos; de estos últimos, 26 fueron civiles y 14 militares (23 muertos en Israel y 17 en los territorios ocupados palestinos). El 3 de noviembre, un tanque israelí disparó sobre un grupo de palestinos cerca de la valla fronteriza de la Franja de Gaza, matando a tres de ellos; ninguno iba armado. Al día siguiente, una bomba colocada en su coche por agentes israelíes mató a dos personas en Nablus. El 10 de noviembre, un miliciano palestino se infiltró en el kibutz Metzer y mató a cinco civiles israelíes allí, incluidos dos hermanos de 4 y 5 años. Al día siguiente, un niño palestino de 2 años murió por disparos de soldados israelíes en Rafah, lugar donde dos días después volvieron a asesinar a otro niño, también de 2 años. El 15 de noviembre, tres milicianos de las Brigadas Al-Quds emboscaron y mataron a 12 soldados, policías de fronteras y guardias de seguridad israelíes a la salida del asentamiento de Kiryat Arba, en la ciudad palestina de Hebrón; otros quince militares israelíes resultaron heridos en el ataque, y entre los muertos se contaron tres importantes oficiales del ejército israelí, incluido el coronel Dror Weinberg, el oficial israelí de más alto rango muerto durante la Segunda Intifada. Una incursión israelí en Tulkarem los días 19 y 20 de noviembre dejó 6 palestinos muertos, el último de ellos un chico de 13 años. El 21 de noviembre tuvo lugar un atentado suicida en un autobús que discurría por el barrio jerosolimitano de Kyriat Menachem, dejando un saldo de 11 personas muertas y más de 50 heridos; Hamás reclamó la autoría de este atentado. Un día después, Ian Hook, un trabajador británico de UNRWA de 50 años, murió por disparos de soldados israelíes cuando se encontraba en la base de UNRWA del campamento de refugiados de Yenín; ese mismo día y en ese mismo lugar, soldados israelíes también mataron a un niño de 11 años que les arrojaba piedras. Husam Khalil al-Faqih, un niño palestino de 8 años, murió abatido por soldados israelíes en Nablus el 25 de noviembre. El 28 de noviembre, un ataque llevado a cabo por Fatah dejó seis israelíes muertos en la oficina del Likud en la ciudad de Nazaret Illit.

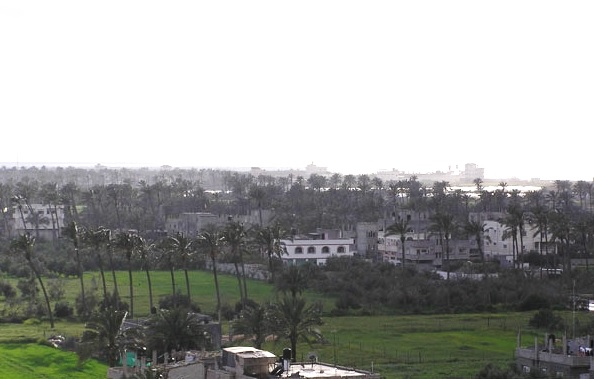
Deir al-Balah.

El último mes de 2002 supuso un notable aumento en las muertes de palestinos y un igualmente notable descenso en la de israelíes: 72 palestinos murieron a consecuencia de actos relacionados con la Segunda Intifada, mientras que tan solo 7 israelíes (3 colonos y 4 soldados) morían por la misma causa, todos ellos en Palestina. El primer día del mes, el ejército israelí demolió un edificio de cinco plantas en Beit Lahia con un anciano de 69 años dentro, que falleció enterrado vivo en su interior. El 3 de diciembre, una incursión israelí en Ramala dejó seis palestinos muertos, incluida una anciana de 94 años que murió ametrallada cuando el taxi en el que viajaba se acercó a un puesto de control israelí. El 6 de diciembre, una operación israelí para capturar a un fugitivo palestino dejó nueve muertos en el campamento de refugiados de Bureij, incluido un chico de 16 años; el fugitivo no fue encontrado. El 12 de diciembre, cinco jóvenes palestinos murieron ametrallados por soldados israelíes cuando intentaban cruzar la frontera palestino-israelí a la altura del paso fronterizo de Karni. Entre el 19 y el 22 de diciembre, las tropas israelíes mataron a tres niños palestinos en la Franja de Gaza: una niña de 11 años llamada Nada Madi moría en su propia casa en Rafah el día 19; otro niño de 12 años también de Rafah moría el 21, mientras que, al día siguiente, fue en Deir al-Balah donde falleció un niño de 12 años. El 23 de diciembre, un asesinato selectivo israelí mató a dos palestinos que viajaban en tractor cerca de la localidad de Birqin. Dos jóvenes colonos israelíes de 17 y 18 años murieron el 27 de diciembre en el asentamiento israelí de Otniel, cerca de Hebrón, en la Cisjordania ocupada, cuando un palestino se infiltró en la yeshivá del asentamiento. Soldados israelíes mataron consecutivamente a otros dos niños palestinos de 11 años los días 28 y 29 en Jan Yunis y Tulkarem, respectivamente. El 30 de noviembre, cuatro policías de fronteras israelíes secuestraron en Hebrón a un joven de 17 años llamado Amram Abu Hamadiya para poco después asesinarlo arrojándolo de un jeep a gran velocidad; los policías fueron condenados a penas de entre 4 y 6 años de cárcel por este asesinato y por otros intentos de asesinato similares.

### 2003

#### De enero a marzo

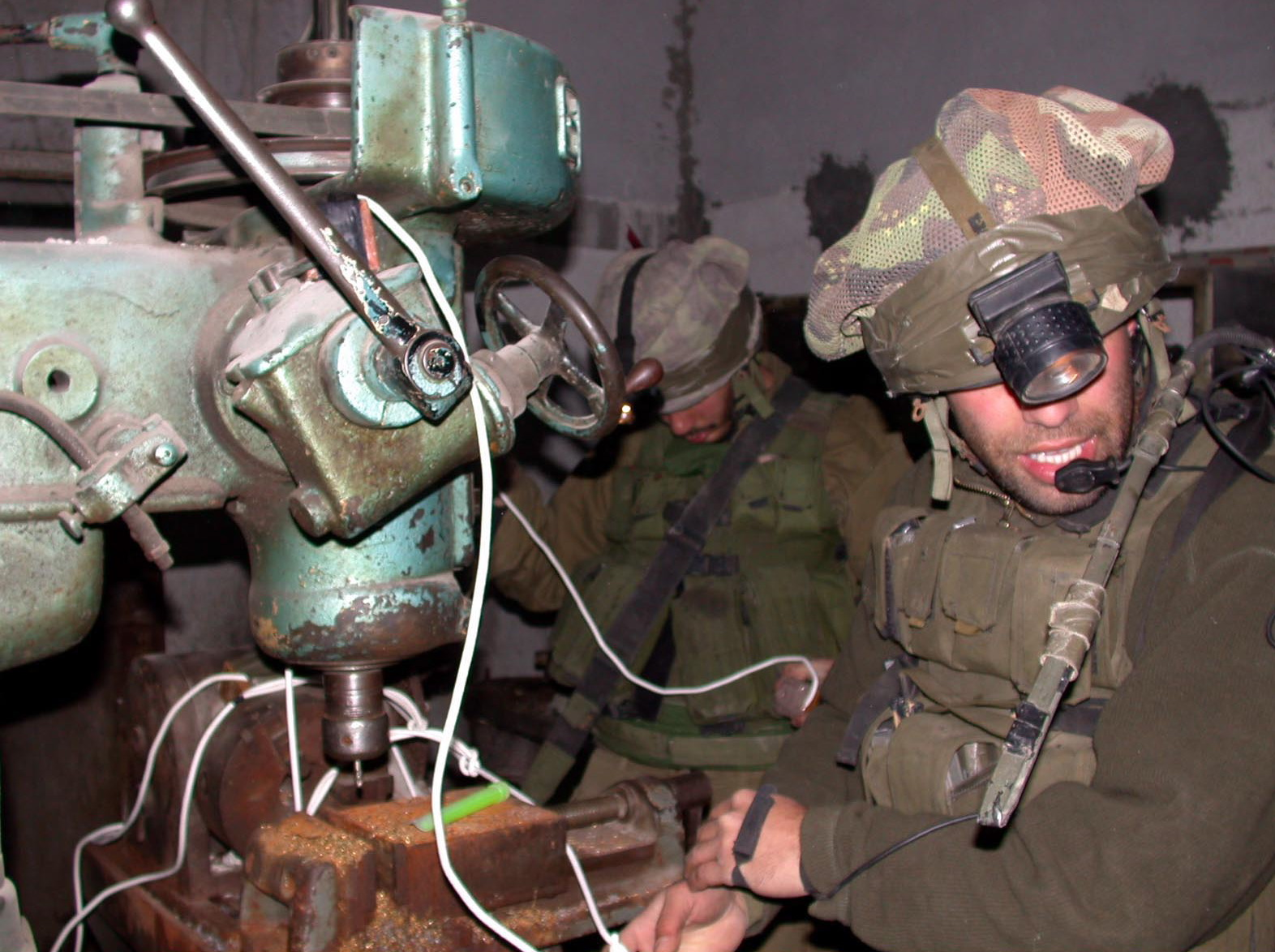
Soldados israelíes en una fábrica de morteros en Beit Hanoun (26 de enero de 2003).

La violencia prosiguió en enero de 2003 con 60 muertos del lado palestino y 22 del lado israelí. De entre las víctimas palestinas, 52 murieron a manos del ejército israelí en Palestina y otras 5 en Israel, mientras que 3 fueron asesinados por colonos. De entre los israelíes muertos (17 fallecidos en Israel y 5 en Palestina), 17 eran civiles y 5 militares. El 1 de enero, un tanque israelí mató a tres adolescentes palestinos de 16 años cuando se acercaron a la valla perimetral del asentamiento de Alei Sinai. Las Brigadas de los Mártires de Al-Aqsa reivindicaron el atentado que tuvo lugar el 5 de enero de 2003 en la antigua Estación Central de Autobuses de Tel Aviv, donde dos suicidas se inmolaron causando la muerte de 23 personas (15 israelíes y 8 extranjeros) e hiriendo a más de cien. Al día siguiente, una incursión israelí cerca de Jan Yunis dejó tres milicianos palestinos muertos. El 12 de enero, un asesinato selectivo israelí mató a dos chicos de 13 y 14 años en Jan Yunis, pero fracasó con su objetivo principal. En Nazlet ‘Issa, cerca de Tulkarem, los bulldozers israelíes demolieron más de 60 tiendas propiedad de palestinos. Otros dos adolescentes palestinos de 15 y 16 años murieron durante una incursión israelí en Tulkarem el 15 de enero. El 23 de enero, una emboscada de milicianos de Hamás mató a tres soldados israelíes cerca de la ciudad palestina de Yatta; ese mismo día, soldados israelíes mataron a un discapacitado psíquico palestino de 25 años en el campamento de Maghazi, en la Franja de Gaza. El 24 de enero, tropas israelíes tendieron una emboscada cerca de Nablus a dos palestinos que iban a perpetrar un atentado suicida. Una incursión israelí en el barrio de a-Zaytun de la ciudad de Gaza dejó un saldo de 12 palestinos muertos entre los días 25 y 26 de enero; dos de ellos eran menores de edad. Un niño de 8 años llamado Ali Aziz murió en Rafah el 28 de enero a consecuencia de disparos de soldados israelíes; ese mismo día, cuatro palestinos murieron durante una incursión israelí en Yenín.

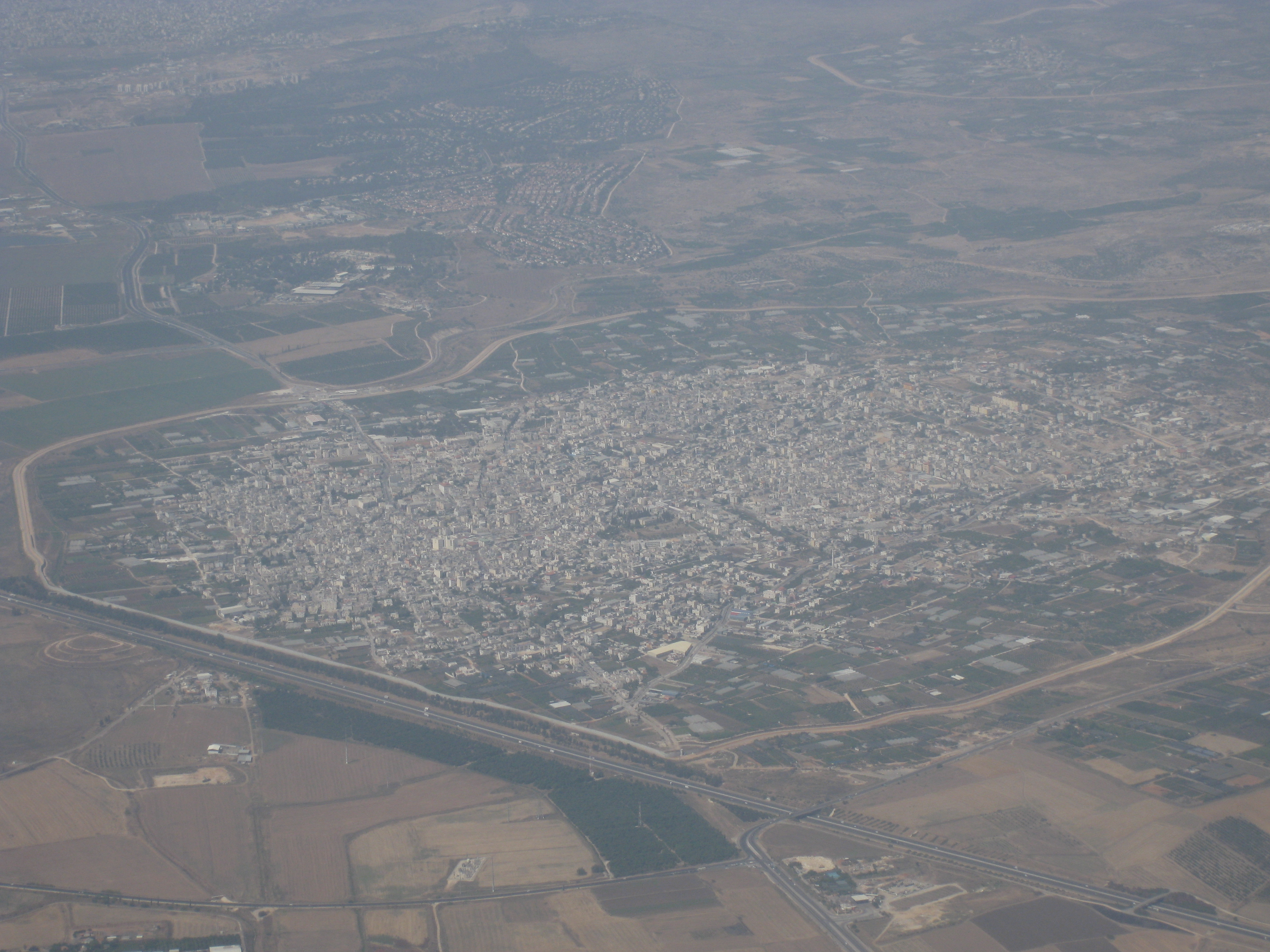
Kalkilia, con el muro de separación israelí alrededor de la ciudad.

En febrero, 69 palestinos murieron a manos de las distintas fuerzas israelíes, mientras que tan solo 8 israelíes murieron como consecuencia de ataques de milicianos palestinos; todos los israelíes eran soldados y todos murieron en combate en territorio ocupado palestino. El 3 de enero, un palestino de 65 años y otro de 25 murieron por disparos de soldados israelíes mientras trabajaban en su finca familiar, ubicada cerca de Jan Yunis. Dos días después, en el campamento de refugiados de Maghazi, la demolición de una casa por parte del ejército israelí causó la muerte a una mujer palestina de 65 años. El 6 de febrero, milicianos palestinos atacaron una casa que había sido confiscada por soldados israelíes y convertida en un puesto militar en Nablus; el ataque concluyó con la muerte de dos de los soldados. El 6 de febrero, soldados israelíes mataron a un chico palestino de 13 años cuando les arrojaba piedras en Tammun, cerca de Tubas, y al día siguiente a un niño de 10 años en Jan Yunis. Hassan al-Ghul, un niño palestino de 8 años, murió abatido por soldados israelíes en Kalkilia el 11 de febrero. El 14 de febrero, el ejército israelí voló un túnel en la ciudad de Rafah con dos palestinos dentro. Al día siguiente, el 15 de febrero, cuatro soldados israelíes que viajaban en un tanque murieron al pasar por encima de un artefacto explosivo cerca de la localidad palestina de Beit Lahia, en la Franja de Gaza. A esto le siguió una bomba colocada por el ejército israelí en la ciudad de Gaza el 16 de febrero, que mató a seis palestinos en lo que Israel calificó de asesinato selectivo. Ese mismo día, durante una incursión en Nablus, soldados israelíes se vieron atacados a pedradas por un grupo de palestinos a los que dispararon, matando a tres jóvenes de 21 años. Al día siguiente, cuatro milicianos palestinos murieron en un intercambio de disparos con soldados israelíes en el campamento de Jabalia. El 18 de febrero, artificieros del ejército israelí volaron otra casa en la ciudad de Gaza, lo que causó el derrumbe de varias casas vecinas, matando a tres jóvenes palestinos que se encontraban en ellas. Incursiones israelíes en Nablus y Gaza dejaron cinco palestinos muertos entre el 19 y el 20 de febrero, con edades que iban de los 17 a los 61 años. El 23 de febrero, un soldado israelí mató un chico de 15 años murió mientras jugaba a fútbol en Jan Yunis. Ese mismo día, seis palestinos murieron en una incursión israelí en Beit Hanoun, tres de ellos menores de edad.

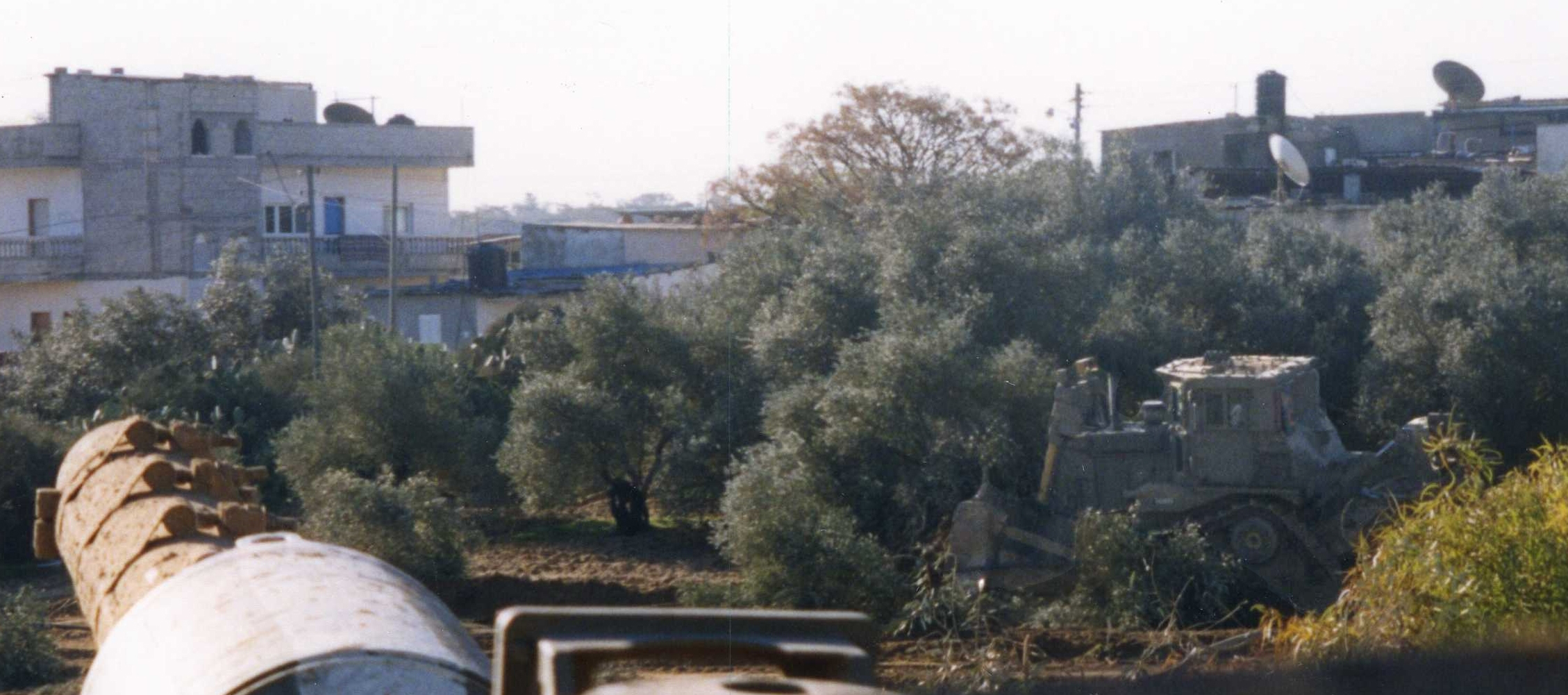
Bulldozer israelí en el campamento de refugiados de Bureij (a la derecha, entre los árboles).

El número de víctimas aumentó considerablemente en marzo, con 85 palestinos y 23 israelíes muertos como consecuencia de actos violentos relacionados con la Segunda Intifada. De los palestinos, 83 murieron en Palestina y 2 en Israel; de los israelíes, 17 murieron en Israel y 6 en Palestina (del total de 23, 18 eran civiles y 5 eran militares). El 2 de febrero murieron durante ataques israelíes en la Franja de Gaza un niño de 8 años, una mujer de 33 y un hombre de 50, todos ellos civiles. Otros 7 palestinos murieron en una incursión israelí en el campamento de refugiados de al Bureij al día siguiente. Una mujer de 55 años moría en su casa de Rafah ese mismo día cuando el ejército israelí la dinamitó, y un anciano palestino de 75 años fue abatido al día siguiente de un disparo en el cuello cerca del asentamiento israelí de Netzarim. El único atentado de marzo contra civiles israelíes tuvo lugar el 5 de marzo, cuando el autobús 37 de la ciudad de Haifa sufrió un atentado suicida en el que murieron 17 pasajeros y resultaron heridos 53 más; la mayoría de las víctimas eran estudiantes de la Universidad de Haifa, y Hamás reivindicó la autoría del atentado. Otro anciano palestino, esta vez de 84 años, murió cuando soldados israelíes le dispararon en el hospital de al-Wafaa, en el campamento de Jabalia, el 6 de marzo. Un asesinato selectivo israelí mató a cuatro palestinos que viajaban en coche por la ciudad de Gaza el 8 de marzo. El 13 de marzo, una incursión israelí en Tammun dejó cinco milicianos palestinos muertos. Otros tres murieron en otra incursión en Beit Lahia y otros 7 en el campamento de refugiados de Nuseirat el 17 de marzo; entre ellos estaba Ilham Ziad Hassan al-Assar, un niño de 4 años. Tres palestinos murieron (incluida una niña de 11 años) durante un asesinato selectivo israelí en Belén el 25 de marzo.

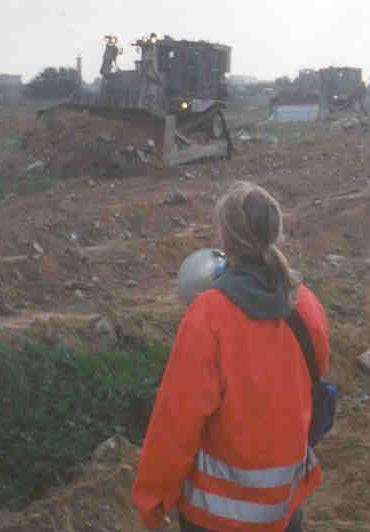
Rachel Corrie intentando detener las demoliciones de hogares palestinos en Rafah (16 de marzo de 2003).

Tras un informe israelí que acusaba a Yasir Arafat de haber transferido 20 000$ a las Brigadas de los Mártires de Al Aqsa, los Estados Unidos presionaron a la Autoridad Nacional Palestina para que se abriese a reformas democráticas y al nombramiento de un primer ministro independiente de Arafat. El 13 de marzo de 2003, Arafat cedió a la presión estadounidense y nombró a Mahmoud Abbas como primer ministro palestino.

#### Asesinato de Rachel Corrie
El 16 de marzo de 2003 ocurrió un hecho que tuvo gran repercusión internacional, especialmente en los Estados Unidos. La joven estadounidense de 23 años Rachel Corrie, una activista por la paz desplegada en el campamento de refugiados de Rafah para intentar evitar la demolición de hogares palestinos, murió aplastada por un bulldozer israelí que le pasó por encima para derribar la casa que intentaba proteger. El ejército israelí adujo que se trató de un accidente, mientras que diversos testigos del Movimiento Internacional de Solidaridad afirmaron que se había tratado de un asesinato deliberado. Nadie fue condenado por su muerte.

#### De abril a diciembre
Abril vio un descenso en el número de víctimas palestinas, que terminó en 59 muertes (56 en Palestina y 3 en Israel), e israelíes, con solo 6 fallecidos (1 civil en Israel y 1 colono y 4 militares en territorio ocupado). El 3 de abril, una incursión israelí en Rafah dejó tres civiles palestinos muertos. Esa misma semana murieron tres menores palestinos en incursiones israelíes en Kalkilia, el campamento de Nuseirat y el asentamiento israelí de Netzarim. El 8 de abril, un helicóptero israelí lanzó un misil contra el coche en el que viajaba Sa’ad el-Arabid, en lo que calificó de asesinato selectivo; nueve personas murieron en el ataque, siete de los cuales eran viandantes y dos de ellos menores de edad. El 11 de abril, Tom Hurndall, un activista pacifista británico de 22 años, recibió un impacto de bala en la cabeza disparada por un soldado israelí; murió a causa de las heridas el 13 de enero de 2004. El 19 de abril, cuatro palestinos murieron en el curso de una incursión israelí en Rafah; dos de ellos eran adolescentes de 14 años. Un asesinato selectivo israelí mató el 29 de abril a Nidal Salameh cuando viajaba en su coche por Jan Yunis; también mató a un civil que viajaba en el coche de atrás. El 30 de abril, un ciudadano británico musulmán se inmoló en el Café Mike de Tel Aviv matando a 3 personas e hiriendo a otras cincuenta, una de ellas en estado crítico.

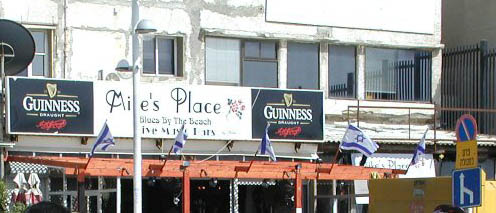
Café Mike de Tel Aviv días después del atentado del 30 de abril.

Al nombramiento de Abbas le siguió el 30 de abril el anuncio por parte de la administración estadounidense de la Hoja de Ruta para la Paz, un plan del Cuarteto para terminar con el conflicto palestino-israelí mediante el desarme de las milicias, la detención de la construcción de asentamientos y el establecimiento de un Estado de Palestina democrático y pacífico. La primera fase del plan exigía que la Autoridad Nacional Palestina detuviese los ataques de sus milicianos y confiscase las armas ilegales, así como que Israel detuviese la construcción de asentamientos en territorio ocupado palestino. Incapaz de enfrentarse a las milicias y temiendo arriesgarse a una guerra civil, Abbas intentó alcanzar un acuerdo de alto el fuego temporal con las distintas facciones palestinas, a las que pidió que detuviesen los ataques contra civiles israelíes. 

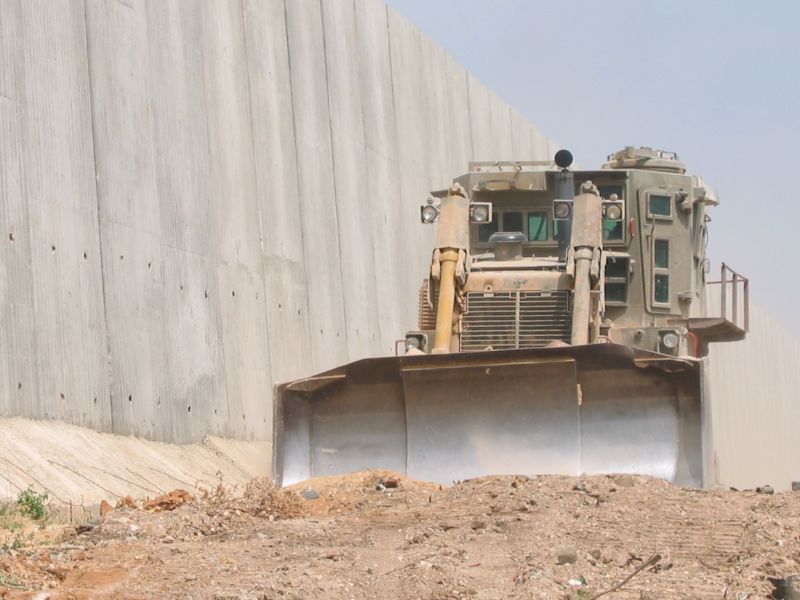
Bulldozer israelí durante la construcción del muro israelí de separación (2003).

En mayo, 61 palestinos y 13 israelíes murieron en ataques relacionados con la Segunda Intifada. Todas las víctimas palestinas murieron en territorio ocupado palestino, mientras que entre los israelíes, todos ellos civiles, se contaron 3 muertos en Israel y 10 colonos en territorio ocupado. El primer día de mayo dejó quince palestinos muertos a manos del ejército israelí. Unos soldados mataron a Amir Ayad, un niño gazatí de 2 años, durante una incursión en la ciudad de Gaza que dejó once muertos más, dos de ellos chicos de 13 años. El 3 de mayo de 2003, el periodista británico James Miller murió en Rafah por disparos de soldados israelíes durante un enfrentamiento con milicianos palestinos. Un niño palestino de un año llamado Alian Bashiti murió acribillado el 7 de mayo durante una incursión israelí en Jan Yunis. El 15 de mayo, durante una nueva incursión israelí en Beit Hanoun, soldados israelíes mataron a siete palestinos, tres de ellos menores de edad. El 18 de mayo, un atentado suicida en un autobús que circulaba por la Colina Francesa de la Jerusalén Este ocupada causó la muerte de 7 pasajeros, dejando a otros 20 heridos. Al día siguiente, 19 de mayo, una terrorista suicida se inmoló a la entrada de un centro comercial de la localidad de Afula, al norte de Israel, causando 3 muertos (dos guardias de seguridad y una compradora) y más de 70 heridos. El 26 de mayo, un niño palestino de 11 años fue abatido por soldados israelíes cerca de Ramala cuando el grupo en el que se encontraba les arrojaba piedras. Otros dos jóvenes palestinos de 17 y 19 años murieron en Deir al-Balah el 29 de mayo cuando un tanque israelí disparó contra el patio de la casa de uno de ellos.

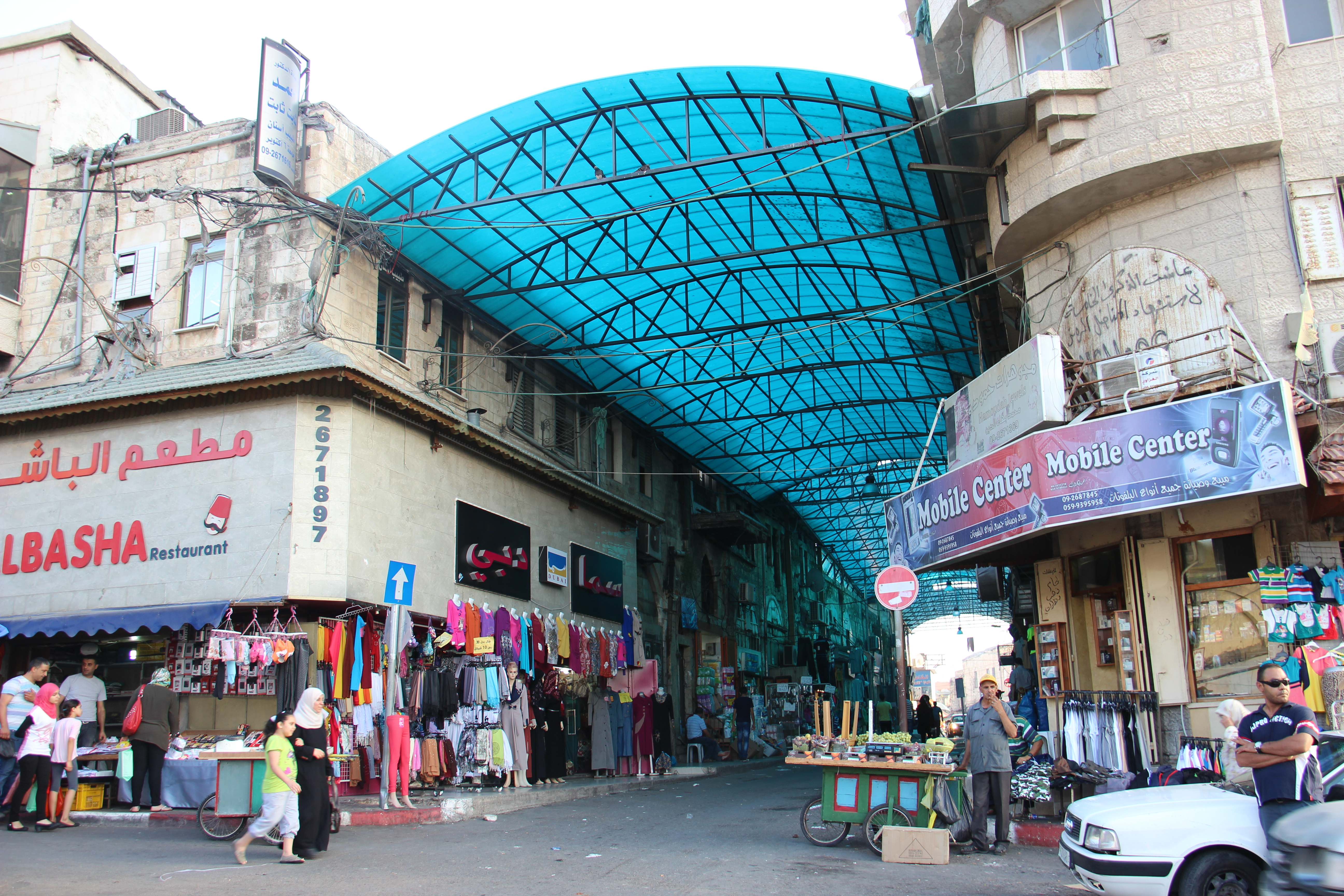
Mercado en Tulkarem.

El mes de junio disminuyeron mínimamente las cifras de víctimas entre los palestinos (59 muertes) y crecieron a más del doble entre los israelíes (28 muertes). Entre estos últimos, 20 murieron en Israel y 9 en Palestina (del total, 19 eran civiles y 9 militares). El 5 de junio, una operación israelí en Tulkarem dejaba dos milicianos palestinos muertos. El 8 de junio un ataque de milicianos palestinos contra un puesto de control israelí en la zona industrial de Erez, en territorio ocupado, dejó un saldo de 4 soldados israelíes y 3 milicianos muertos. Dos intentos de asesinato selectivo israelíes dejaron 15 civiles muertos en la ciudad de Gaza entre los días 10 y 11 de junio; el día 10 murieron 6 personas en el intento fallido de asesinar a Abdelaziz al-Rantisi, incluida una niña de 7 años, mientras que el día siguiente murieron Masud Titi, el objetivo del asesinato selectivo, y 8 viandantes que se encontraban cerca de él cuando un helicóptero israelí le lanzó un misil. Ese mismo día, un miliciano de Hamás disfrazado de judío ortodoxo se hizo explotar en un autobús a la altura de la plaza Davidka, en Jerusalén, causando 17 muertos y más de cien heridos. Al día siguiente, 12 de junio, el asesinato selectivo de Yasser Taha en la ciudad de Gaza dejó también 6 civiles palestinos muertos, incluidas su mujer y su hija recién nacida. El 17 de junio, una niña israelí de 7 años llamada Noam Lebovitch moría ametrallada en el coche en el que viajaba con su familia de vuelta de un bar-mitzvah. El 21 de junio, en Hebrón, un equipo de policías israelíes disfrazados de trabajadores palestinos mató a tiros a Abbedullah Qawasmeh cuando este salía de una mezquita. La policía israelí declaró que Qawasmeh, al que identificaban como líder de las Brigadas de Ezzeldin al-Qassam en Hebrón, iba a ser detenido cuando intentó huir, motivo por el que los policías lo abatieron. El asesinato de Qawasmeh fue condenado internacionalmente, con Colin Powell, Secretario de Estado de los Estados Unidos, declarando que era un acto innecesario y que suponía “un posible impedimento para el progreso” hacia la paz. Cuatro milicianos palestinos y un soldado israelí murieron el 27 de junio en la Franja de Gaza durante una operación israelí para detener sospechosos. El 29 de junio de 2003, Fatah, Hamás y la Yihad Islámica anunciaron un alto el fuego temporal unilateral que declaraba la detención de todos los ataques contra Israel por un periodo de tres meses. La violencia disminuyó en este periodo, aunque siguieron realizándose incursiones israelíes contra milicianos palestinos y ataques suicidas de estos contra objetivos civiles israelíes.
Julio de 2003 fue un mes excepcional en la Segunda Intifada por el extremadamente reducido número de víctimas registradas en ambos bandos, con tan solo 4 palestinos y 2 israelíes muertos, como consecuencia en parte del alto el fuego unilateral declarado por las distintas facciones palestinas. Dos de los muertos palestinos murieron en operaciones de arresto en Kalkilia y Burqin, mientras que un tercero, un niño de 3 años, murió cuando un tanque israelí disparó por error contra el coche que viajaba cerca de Yenín. Los dos israelíes muertos (una de ellas una anciana de 65 años) murieron en Tel Aviv y Kfar Ya’bez, el primero apuñalado y la segunda por un atentado suicida.

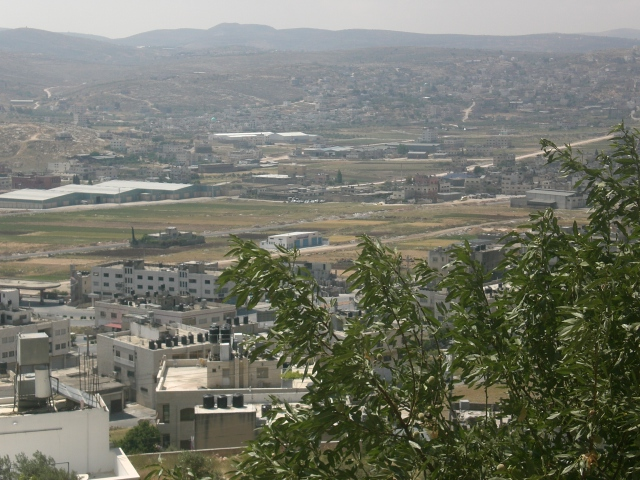
Campamento de refugiados de Askar.

El mes de agosto supuso un recrudecimiento de la violencia, con 29 palestinos y 25 israelíes muertos; de las bajas israelíes, 21 fueron civiles en la propia Israel, mientras que también murieron 3 eran colonos y 1 militar en territorio ocupado palestino. Un intento de demolición de un hogar palestino en el campamento de refugiados de Askar dejó un saldo de 3 palestinos y 1 soldado israelí muertos el 8 de agosto. El 19 de agosto, Hamás realizó un ataque suicida contra un autobús en Jerusalén que dejó un saldo de 23 civiles israelíes muertos, entre ellos 7 niños. Portavoces de Hamás declararon que se trataba de un ataque de represalia contra el asesinato de cinco palestinos (incluido el líder de Hamás Abbedullah Qawasmeh). Este ataque en Jerusalén ha sido frecuentemente citado por los medios de comunicación israelíes y estadounidenses como el que marcó el fin del alto el fuego unilateral palestino. El ejército israelí impuso duros toques de queda en Nablus, Yenín y Tulkarem; por ejemplo, el toque de queda de Nablus duró 100 días. Dos días después, el asesinato selectivo israelí de Abu Shanab dejó también tres civiles muertos en la ciudad de Gaza, incluida una mujer de 74 años. Cuatro activistas palestinos murieron en su coche por el misil lanzado por un helicóptero israelí el 24 de agosto. Dos días después, un nuevo asesinato selectivo en la ciudad de Gaza mató a Khaled Masud y a tres civiles de 9, 16 y 74 años. El 30 de agosto, un tanque israelí mató a Aya Fayad, una niña palestina de 8 años, cuando se encontraba en su casa de Jan Yunis.

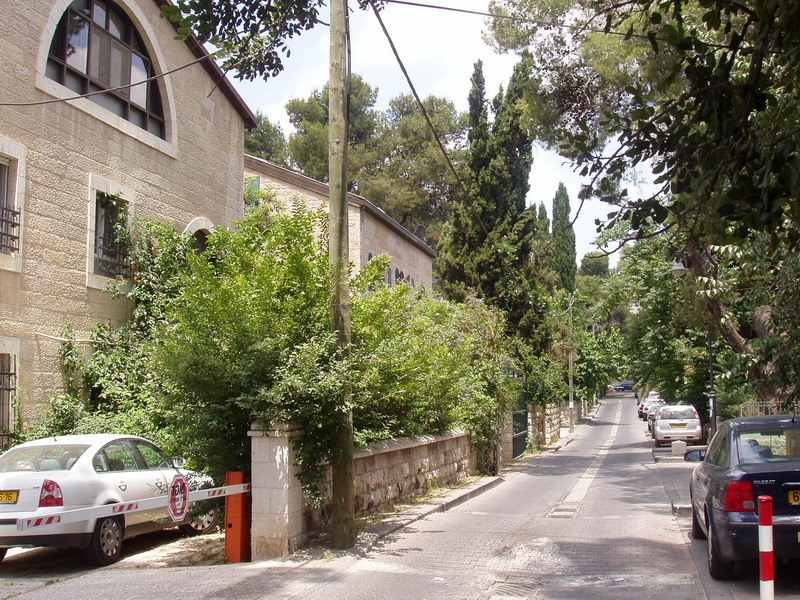
Colonia Alemana de Jerusalén.

Un total de 29 palestinos y 21 israelíes murieron en septiembre de 2003 a consecuencia de la Segunda Intifada; de las víctimas israelíes, 9 eran civiles y 12 militares (de los 21 fallecidos, 16 murieron en Israel y 5 en Palestina). El 9 de septiembre, un tanque israelí disparó sobre un edificio en Hebrón en el que se escondían dos fugitivos palestinos, matando a ambos y a un niño de 9 años llamado Thaer a-Siuri. Dos nuevos atentados suicidas tuvieron lugar también el 9 de septiembre en una parada de autobús cerca de la base militar de Tzrifin y en la propia Jerusalén. En el primero murieron nueve soldados y otros 15 resultaron heridos cuando un suicida de Hamás se hizo detonar en una estación de autobuses llena de soldados. En el segundo, horas después, otro terrorista suicida de Hamás se inmoló en el Café Hillel, en el barrio de la Colonia Alemana de Jerusalén, dejando 7 civiles israelíes muertos y más de 50 heridos. El 10 de septiembre, soldados israelíes abrieron fuego indiscriminado en el campamento de refugiados de Balata y mataron a dos civiles palestinos. Dos días después, un anciano de 80 años moría en Nablus durante un intercambio de disparos entre soldados y milicianos. El 25 de septiembre, dos milicianos palestinos murieron por disparos de soldados israelíes en Deir al-Balah y otros dos lo hicieron en Hebrón. Ese mismo día, un palestino llamó a la puerta de una casa del asentamiento israelí de Negohot, cerca de Hebrón, y mató a dos colonos, uno de ellos una niña de menos de un año llamada Shaked Avraham.

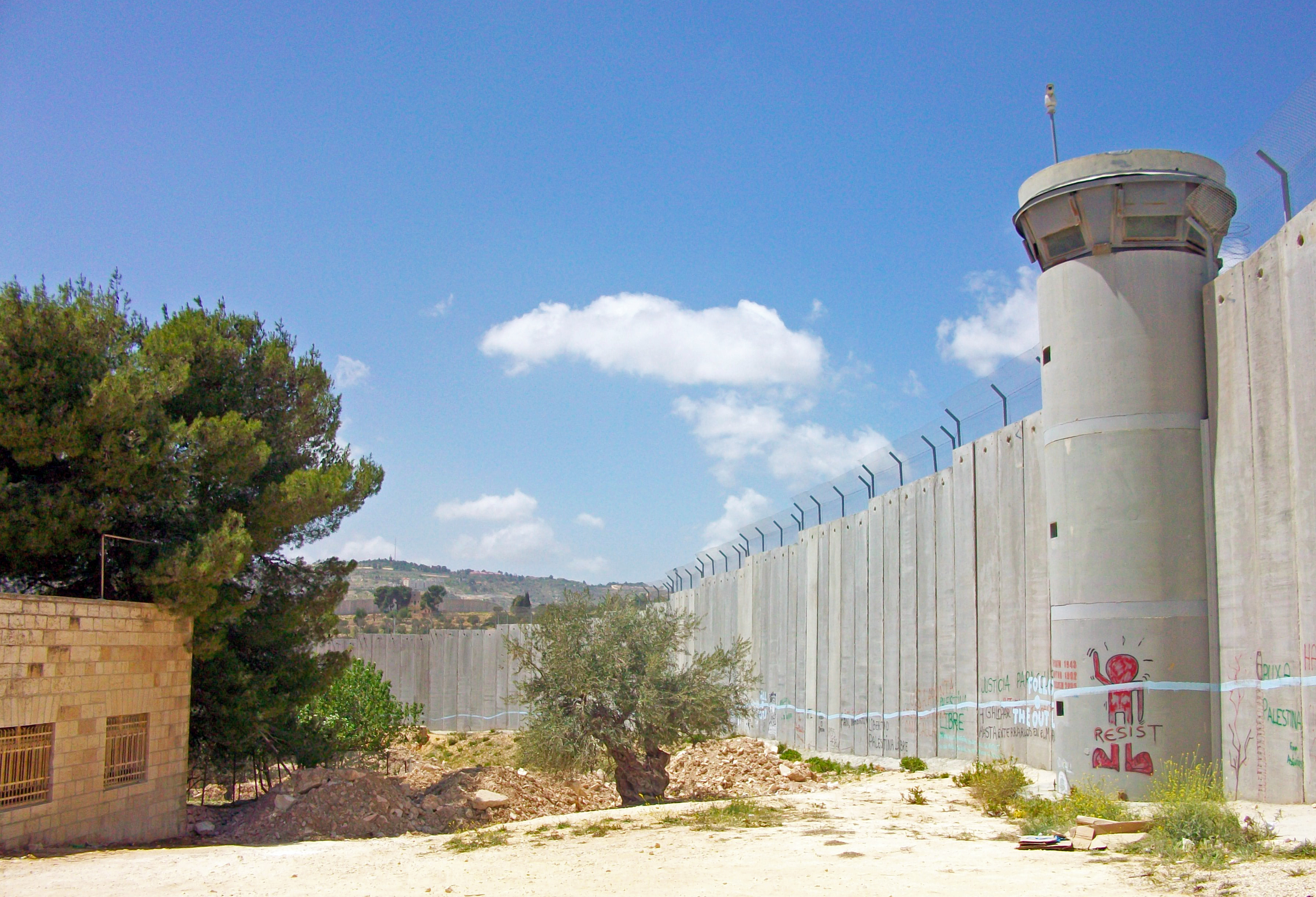
Muro de separación israelí a la altura de Belén.

Incapaz de gobernar a la sombra de Arafat, Mahmoud Abbas dimitió en septiembre de 2003 y fue reemplazado por Ahmed Qurei (Abu Ala). El gobierno israelí abandonó la búsqueda de un acuerdo negociado y continuó con la construcción del muro de separación israelí dentro de la propia Cisjordania, intentando obtener con él la separación física de las comunidades israelíes y palestinas. Mientras que los israelíes afirman que el muro es necesario para evitar ataques palestinos sobre sus ciudades, los palestinos afirman que divide Palestina y aísla a las distintas comunidades palestinas, así como que el muro es un plan de anexión de territorio palestino de facto, dado que todo él está construido sobre terreno palestino. La Corte Penal Internacional declaró el muro ilegal en 2006 e instó a Israel a demolerlo, si bien Israel ha hecho caso omiso de esta sentencia al no ser estado integrante de este organismo.

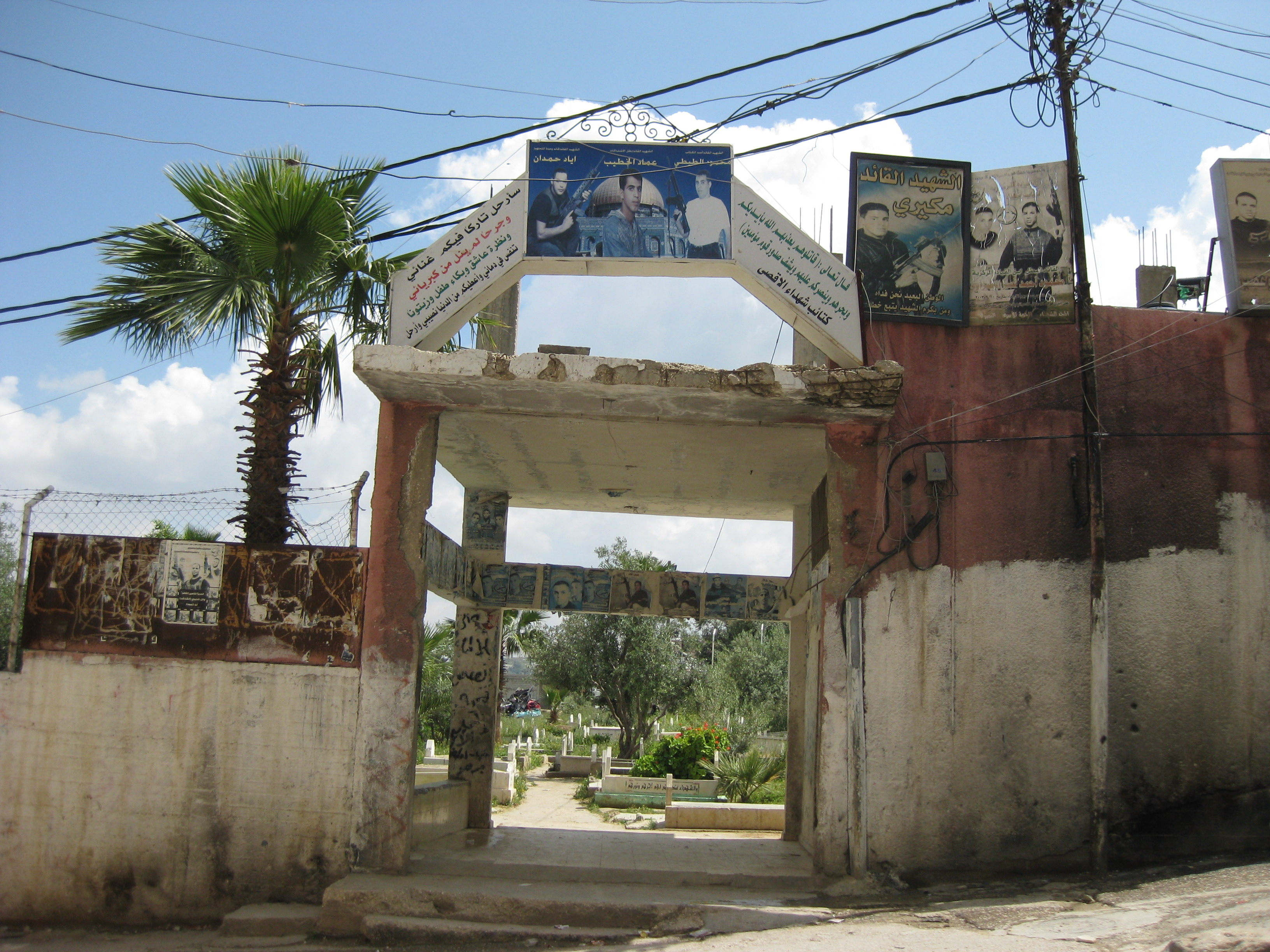
Cementerio del campamento de refugiados de Balata.

Octubre supuso un notable ascenso de la violencia, con 58 palestinos muertos a manos del ejército israelí en la propia Palestina y 27 israelíes muertos, de los que 21 fueron civiles en la propia Israel y 6 militares en territorio ocupado. El 2 de octubre, un tanque israelí emplazado en el asentamiento de Ganei Tal mató a un niño palestino de un año en Jan Yunis llamado Mustafa al-Badrasawi. El 4 de octubre, otro niño de 7 años moría en el campamento de refugiados de Tulkarem durante el asesinato del miliciano palestino Sarhan Sarhan. Ese mismo día, un atentado suicida palestino en el restaurante Maxim de Haifa se cobró la vida de 21 israelíes, entre los que estaban los hermanos Liran y Noya Zer-Aviv, de 4 y 1 años respectivamente. Israel acusó a Siria e Irán de patrocinar a la Yihad Islámica y a Hezbolá y las hizo responsables del ataque. Al día siguiente, la aviación israelí bombardeó un supuesto campo de entrenamiento palestino en Ain Saheb (Siria), destruyendo munición almacenada en él e hiriendo a un guardia de seguridad. El 10 de octubre, tanques israelíes destruyeron 150 casas de Rafah en un intento de eliminar los túneles que unían dicha ciudad con Egipto; durante esa incursión mataron a siete palestinos entre los que había un niño de 10 años. El 19 de octubre, otros cuatro palestinos murieron en una nueva incursión israelí en Rafah, mientras que un ataque contra una patrulla israelí cerca del asentamiento de Ofra, en la Cisjordania ocupada, dejó tres soldados muertos. Al día siguiente, un helicóptero israelí disparó misiles contra un camión que huía de él por la ciudad de Gaza, matando a doce viandantes entre los que se contaron un niño de 10 años y un médico que había acudido a tratar a los heridos. El 24 de octubre, un niño palestino de 10 años llamado Muhammad al-Hamaydah fue abatido por una patrulla israelí que buscaba a palestinos armados en Deir al-Balah. Ese mismo día, milicianos palestinos se infiltraron en una base militar israelí en Netzarim, en la Franja de Gaza, y dispararon contra los soldados en el cuartel matando a 3 de ellos; uno de los atacantes también resultó muerto. El 31 de octubre, un chico de 12 años del campamento de refugiados de Balata fue abatido por soldados israelíes cuando les lanzaba piedras.

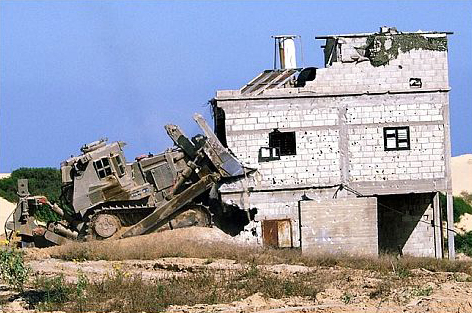
Un bulldozer israelí demoliendo una casa en la Franja de Gaza (2002-2003).

En noviembre, el ejército israelí mató a 30 palestinos, mientras que los actos de las distintas facciones palestinas causaron la muerte a 2 colonos y 2 soldados israelíes, todos ellos en Palestina. Soldados israelíes mataron a un adolescente palestino de 12 años cuando cazaba pájaros con su padre cerca de la ciudad de Gaza el 7 de noviembre; ese mismo día, dos jóvenes de 17 y 18 años fueron abatidos tratando de cruzar la frontera palestino-israelí a la altura de Beit Lahia para buscar trabajo. El 8 de noviembre, cuatro menores de edad palestinos fueron abatidos por soldados israelíes en sendos incidentes en los que grupos de jóvenes lanzaban piedras a los soldados en Yenín y Birqin. El 22 de noviembre, el ejército israelí realizó una incursión en Yenín para arrancar árboles y tuvo lugar un enfrentamiento con milicianos palestinos que dejó a un niño de 10 años muerto. Tres miembros de la misma familia fueron ametrallados por soldados israelíes cuando volvían a su casa del trabajo el 26 de noviembre en Deir al-Balah.
El último mes de 2003 supuso 48 víctimas del lado palestino y 6 muertos del lado israelí, de los que 5 eran militares. El 1 de diciembre, el ejército israelí mató a tres milicianos palestinos a los que buscaba en la ciudad de al-Bireh; luego demolió el bloque de pisos en el que se encontraban. El 11 de diciembre, una incursión israelí en Rafah para buscar a fugitivos palestinos dejó como resultado seis palestinos muertos: dos milicianos y cuatro civiles, incluido un chico de 15 años y un enfermero que acudió a tratar a los heridos por los tiroteos. Una nueva incursión israelí en Nablus causó la muerte de cuatro palestinos (tres de ellos milicianos) el 18 de diciembre. Tres días después, soldados israelíes mataron de un disparo en el pecho al niño palestino Muhammad al-A’araj, de 6 años, cuando se encontraba en la puerta de su casa en el campamento de Balata. Nueve palestinos murieron en una incursión israelí en Rafah el 23 de diciembre. Otros cinco palestinos más murieron durante el asesinato selectivo de Miqled Hamid en la ciudad de Gaza el 25 de diciembre, el mismo día que un atentado suicida en un autobús a las afueras de Tel Aviv mató a tres soldados israelíes y a una joven de 19 años, además de herir a otras 16 personas. El año terminó con la muerte por disparos de soldados israelíes de un chico palestino de 15 años durante una manifestación en Nablus.

### 2004

#### De enero a marzo
2004 fue un año mucho más sangriento en cuanto al número de víctimas entre los palestinos, con 829 muertos, a la par que se redujo considerablemente el número de víctimas israelíes, con 98 víctimas mortales. En 2004, el ejército israelí centró sus esfuerzos en destruir los túneles que usaban los milicianos palestinos en la Franja de Gaza para importar diversos productos –armas, munición, cigarrillos, recambios de coche, electrodomésticos, dinero extranjero, oro, ropa y personas- desde Egipto, sobre todo alrededor de la ciudad de Rafah. Entre septiembre de 2000 y mayo de 2004, el ejército israelí detectó y destruyó noventa túneles que conectaban Egipto con la Franja de Gaza. Las incursiones israelíes dejaron a un gran número de familias sin hogar. 

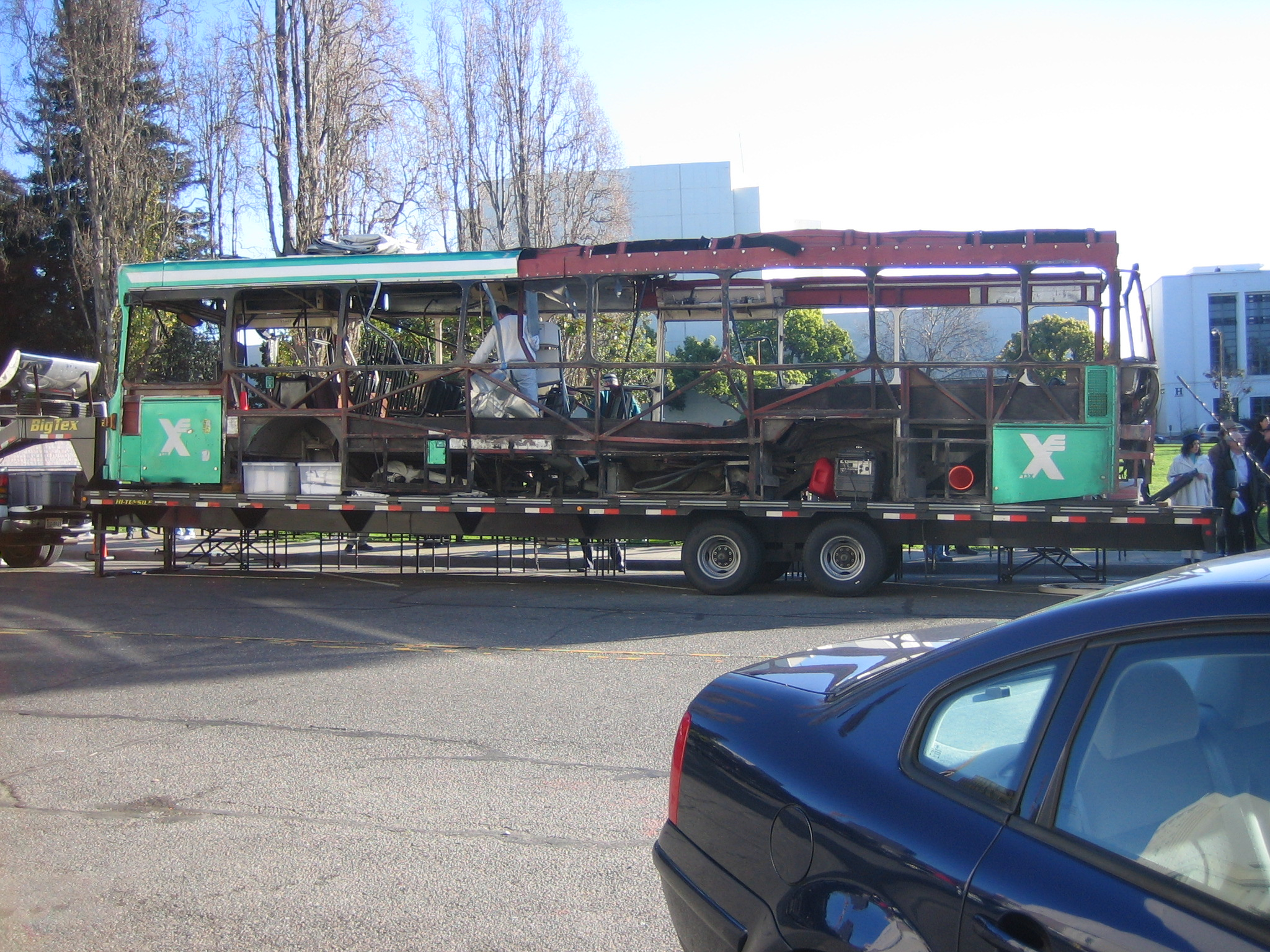
Autobús donde un suicida palestino se inmoló en Jerusalén el 29 de enero de 2004.

Enero fue un mes relativamente tranquilo en número de víctimas mortales, con 27 palestinos muertos a manos del ejército israelí y 15 israelíes muertos por diversos ataques de milicianos palestinos; de estos últimos, 12 eran civiles y 3 militares (10 murieron en Israel y 5 en Palestina). El 4 de enero, durante una incursión en la ciudad cisjordana de Nablus, soldados israelíes mataron a cuatro civiles palestinos, dos de ellos menores de edad. El 14 de enero, tres soldados y un funcionario de fronteras israelíes morían en un atentado suicida en el Paso de Erez, en la frontera palestino-israelí de la Franja de Gaza. El atentado, que también dejó diez heridos (incluidos cuatro palestinos), fue reivindicado por Hamás y por las Brigadas de los Mártires de Al-Aqsa. El 22 de enero, un soldado israelí mató de un tiro en la cabeza a un niño palestino de 10 años que jugaba con sus amigos cerca de la frontera palestino-israelí, en el campamento de refugiados de Jabalia. El 28 de enero, una incursión israelí en el barrio gazatí de a-Zaytun dejó un saldo de 8 palestinos muertos, dos de ellos menores de edad. El 29 de enero, un atentado suicida en un autobús que hacía el trayecto entre los dos campus del Centro Médico Hadassah, en Jerusalén, causó 11 muertos y más de 50 heridos israelíes.
En febrero se dobló el número de palestinos muertos, pasando a 54 muertos a manos del ejército israelí; por su parte, el número de israelíes muertos por ataques de milicianos palestinos se redujo a 11, de los que 9 eran civiles y 2 militares. El 2 de febrero de 2004, el entonces primer ministro israelí Ariel Sharon anunció el plan de retirada unilateral de la Franja de Gaza, por el que se trasladaría a Israel a todos los colonos judíos establecidos ilegalmente en el territorio ocupado de la Franja de Gaza. La oposición israelí criticó la medida como un “giro mediático”, si bien el Partido Laborista de Israel anunció que la apoyaría. Los socios de gobierno de Sharon, los partidos derechistas Mafdal y Unión Nacional, rechazaron el plan y amenazaron con abandonar el gobierno si se llegaba a implementar. Yossi Beilin, el principal negociador israelí en los Acuerdos de Oslo y los Acuerdos de Ginebra, también rechazó el plan afirmando que una retirada de la Franja de Gaza sin acuerdo de paz sería una recompensa para el terrorismo.

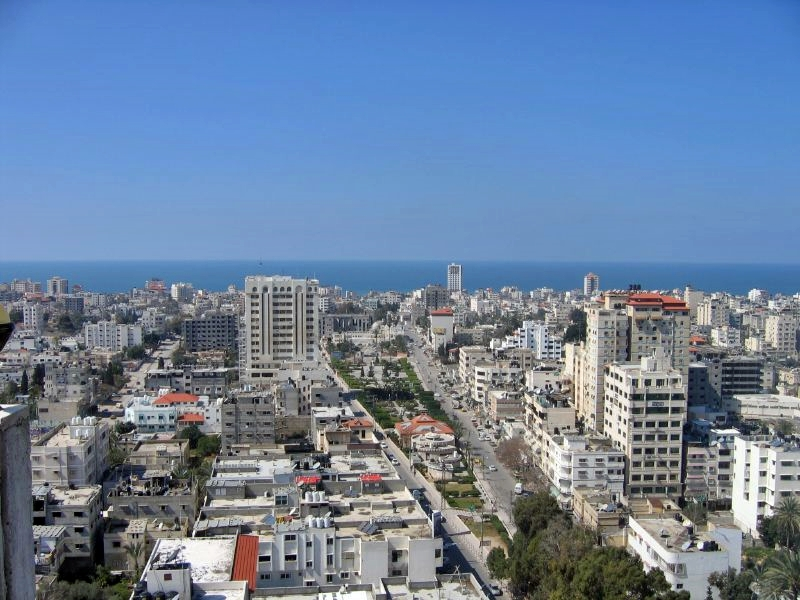
Ciudad de Gaza.

El 2 de febrero, un helicóptero israelí llevó a cabo un asesinato selectivo en Nablus que acabó con la vida de cuatro milicianos palestinos; ese mismo día, otros cuatro milicianos palestinos murieron en un enfrentamiento con las tropas israelíes en Rafah. Otro asesinato selectivo israelí mató a tres civiles palestinos en la ciudad de Gaza el 7 de febrero, incluido un niño de 11 años. El 11 de febrero, sendas incursiones israelíes en el campamento de refugiados de Rafah y en el barrio gazatí de al-Shaj’iya dieron como resultado 4 y 12 palestinos muertos, respectivamente. El 19 de febrero, dos milicianos palestinos fueron abatidos cuando intentaban infiltrarse en un puesto de control israelí cerca de Kissufim. El 22 de febrero, un atentado suicida de las Brigadas de los Mártires de Al-Aqsa en un autobús de Jerusalén mató a ocho israelíes e hirió a otros sesenta, 11 de ellos niños. Soldados israelíes abrieron fuego contra un grupo de manifestantes que protestaban en el pueblo cisjordano de Bidu contra el muro de separación israelí, matando a tres de ellos el 26 de febrero. Al día siguiente, una pareja de israelíes murió ametrallada en su coche de camino a una fiesta en Ashdod. El mes terminó con un asesinato selectivo israelí en la ciudad de Gaza que acabó con la vida de tres milicianos palestinos y de un niño de 11 años que pasaba junto al coche en el que viajaban.
En marzo volvió a crecer el número de palestinos muertos por el ejército israelí, llegando hasta 79, mientras que la cifra de víctimas israelíes se mantuvo estable en 11 fallecidos, todos civiles, de los que 10 murieron en Israel y 1 en los territorios ocupados palestinos. Milicianos palestinos llevaron a cabo ataques suicidas sobre el Paso de Erez el 6 de marzo, con resultado de 3 policías palestinos muertos, y contra el puerto de Ashdod el 14 de marzo, dejando 10 israelíes muertos y 16 heridos. Desde el atentado de Ashdod el 14 de marzo hasta el 28 de junio no hubo más víctimas civiles en la propia Israel. Un asesinato selectivo israelí mató a tres palestinos cerca del asentamiento israelí de Netzarim el 3 de marzo. El 7 de marzo, un soldado israelí apostado en un tejado del campamento de refugiados de Nuseirat acabó con la vida del niño de 10 años Mahmoud Yunes; durante esa misma incursión, las tropas israelíes mataron a 13 palestinos más, incluidos dos chicos de 13 y 15 años que estaban ayudando a los heridos por los tiroteos. El 10 de marzo, una unidad de las fuerzas especiales israelíes emboscó y acribilló a corta distancia a cinco palestinos de entre 14 y 26 años en la ciudad de Yenín. El 16 de marzo, un asesinato selectivo fallido dejó tres civiles muertos en la ciudad de Gaza; al día siguiente, una incursión israelí en Rafah dejó 7 palestinos muertos. Soldados israelíes mataron a la niña de 7 años Fatimah al-Jalad en el patio de su casa de Jan Yunis, mientras jugaba con otros niños el 19 de marzo. El 21 de marzo, el intento de arresto por parte de soldados israelíes de Bassem Qadih acabó con la muerte de este y de cuatro palestinos más en Jan Yunis. Al día siguiente, un periodista palestino que hablaba en directo para la radio de la Universidad an-Najah fue abatido por soldados israelíes en el campamento de Balata. El 27 de febrero, un niño palestino de 6 años llamado Khaled Wleiwel moría en su casa del campamento de refugiados de Balata por los disparos de un soldado israelí.

#### Asesinatos de Ahmed Yassin y Abdel Aziz al-Rantisi
El 22 de marzo de 2004, un helicóptero israelí asesinó al líder y fundador de Hamás, el jeque Ahmed Yassin, de 67 años y en silla de ruedas, así como a dos guardaespaldas y a nueve viandantes con edades comprendidas entre los 12 y los 61 años. Durante el mes siguiente, Hamás trató sin éxito de realizar un ataque suicida en Israel, con la excepción de un ataque que acabó con la vida de un policía israelí. El 17 de abril, un helicóptero israelí acabó con la vida de Abdel Aziz al-Rantisi, el sucesor del jeque Yassin, en situaciones casi idénticas a las de la muerte de su predecesor. Con él murieron también su guardaespaldas y su hijo Mohammed.

#### Abril y mayo

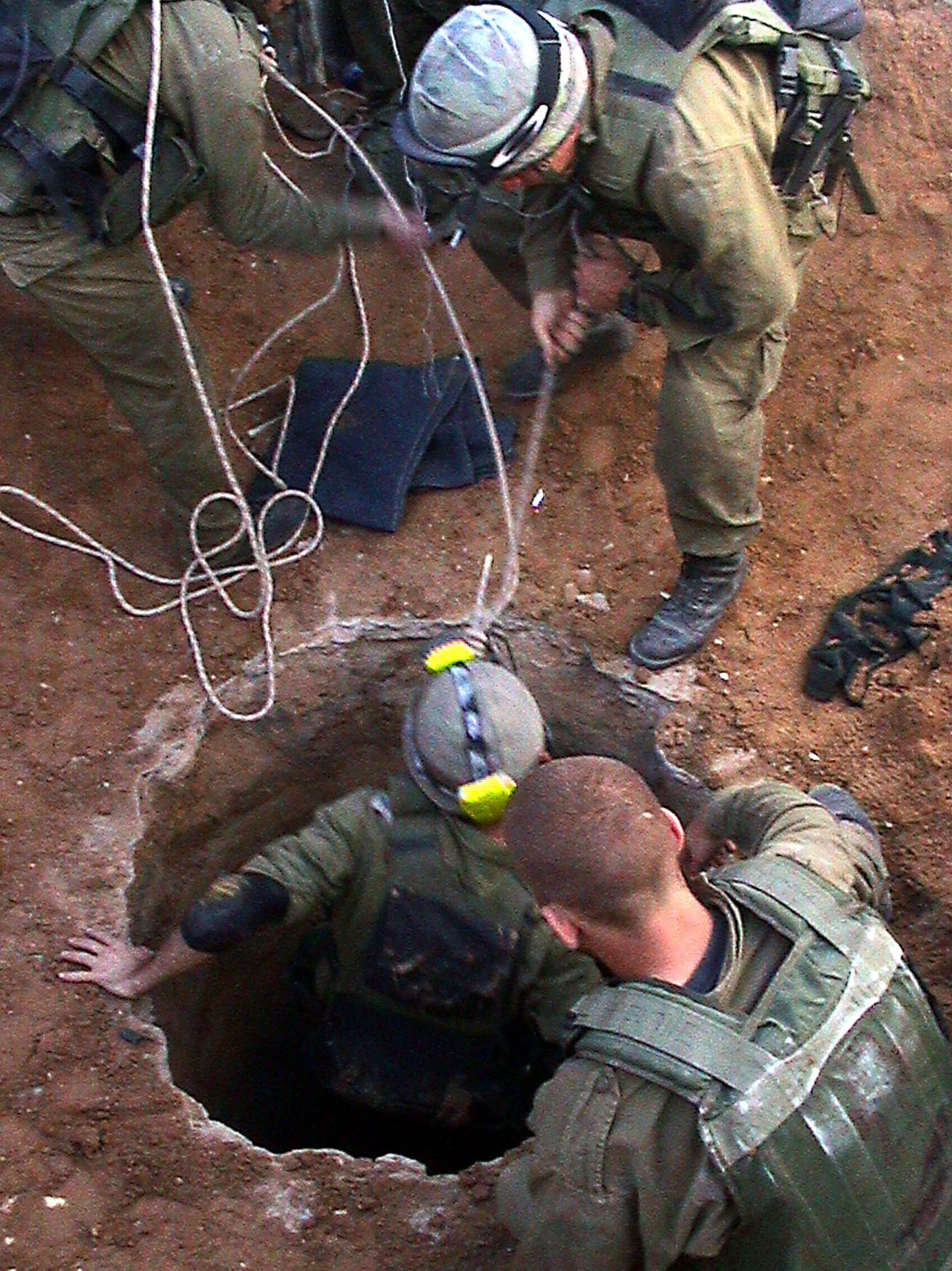
Fuerzas israelíes descubren un túnel utilizado para el contrabando en Rafah (mayo de 2004).

El número de muertos palestinos se redujo en abril de 2004 con respecto al mes anterior, pasando de los 79 de marzo a 55 en abril. Solamente tres israelíes murieron a causa del conflicto en este mismo mes: dos militares y un colono en territorio ocupado. El 4 de abril, soldados israelíes ametrallaron y mataron a tres adolescentes palestinos de 16 y 17 años que se dirigían a Israel a buscar trabajo desde el campamento de Maghazi. El 10 de abril, una chica palestina de 12 años recibió un disparo en la cabeza proveniente de soldados israelíes mientras estaba de pie en la cocina de su casa en Jan Yunis. Tres manifestantes palestinos (uno de ellos, un chico de 14 años) fueron abatidos en manifestaciones contra el muro de separación israelí en las ciudades de Beitunia, Bidu y Deir Abu Mashal entre los días 17 y 18 de abril. Entre el 20 y el 22 de abril, durante una incursión israelí en la ciudad gazatí de Beit Lahia, los soldados israelíes mataron a 17 palestinos, de los que 9 eran menores de edad. Este último día también mataron a una niña de 10 años llamada Muna Abu Tabaq cuando se dirigía a su casa en la localidad de Beit Hanoun. También el 22, una operación israelí en Tulkarem acabó con la vida de tres milicianos palestinos que se escondían en un olivar. Siete palestinos murieron a causa de ataques de unidades encubiertas israelíes en las localidades de Kalkilia, Qabatiya y Yenín entre los días 23 y 24 de abril.
Mayo de 2004 fue uno de los meses más sangrientos de 2004 para los palestinos, con 113 muertos a manos del ejército israelí. Del lado israelí, 19 personas murieron a consecuencia de los ataques palestinos: 14 soldados y 5 colonos, todos ellos en territorio ocupado. Este mes presenció una escalada significativa de los combates en la Franja de Gaza. El 1 de mayo, soldados israelíes mataron a un niño de 7 años en el campamento de refugiados de Jan Yunis durante un intercambio de disparos. El 2 de mayo, un ataque de milicianos palestinos contra un coche cerca de Jan Yunis, en la Franja de Gaza ocupada, causó la muerte de una mujer israelí embarazada y sus cuatro hijas de 2, 7, 9 y 11 años. Amnistía Internacional calificó el ataque de crimen contra la humanidad y declaró que “reitera su llamada a todos los grupos armados palestinos a detener inmediatamente los ataques deliberados sobre civiles israelíes, tanto en Israel como en los Territorios Ocupados”. El 4 de mayo, en el curso de una demolición masiva de hogares en Jan Yunis, un helicóptero israelí disparó un misil que mató a dos palestinos. Poco después, entre el 11 y el 12 de mayo, milicianos palestinos destruyeron dos blindados israelíes causando la muerte de 13 soldados, cuyos cuerpos fueron posteriormente mutilados. El ejército israelí lanzó una serie de ataques e incursiones para recuperar los cuerpos que causaron un enorme daño en las infraestructuras del barrio de a-Zaytun de la ciudad de Gaza y en el campamento de refugiados de Rafah, así como 20 muertos (8 de ellos menores) en la primera y 12 muertos en la segunda (incluidos cinco menores de edad). El 17 de mayo, un tanque israelí mató a tres milicianos palestinos en Beit Lahia cuando se dirigían a realizar un ataque en el interior de Israel.

#### Operación Arcoíris

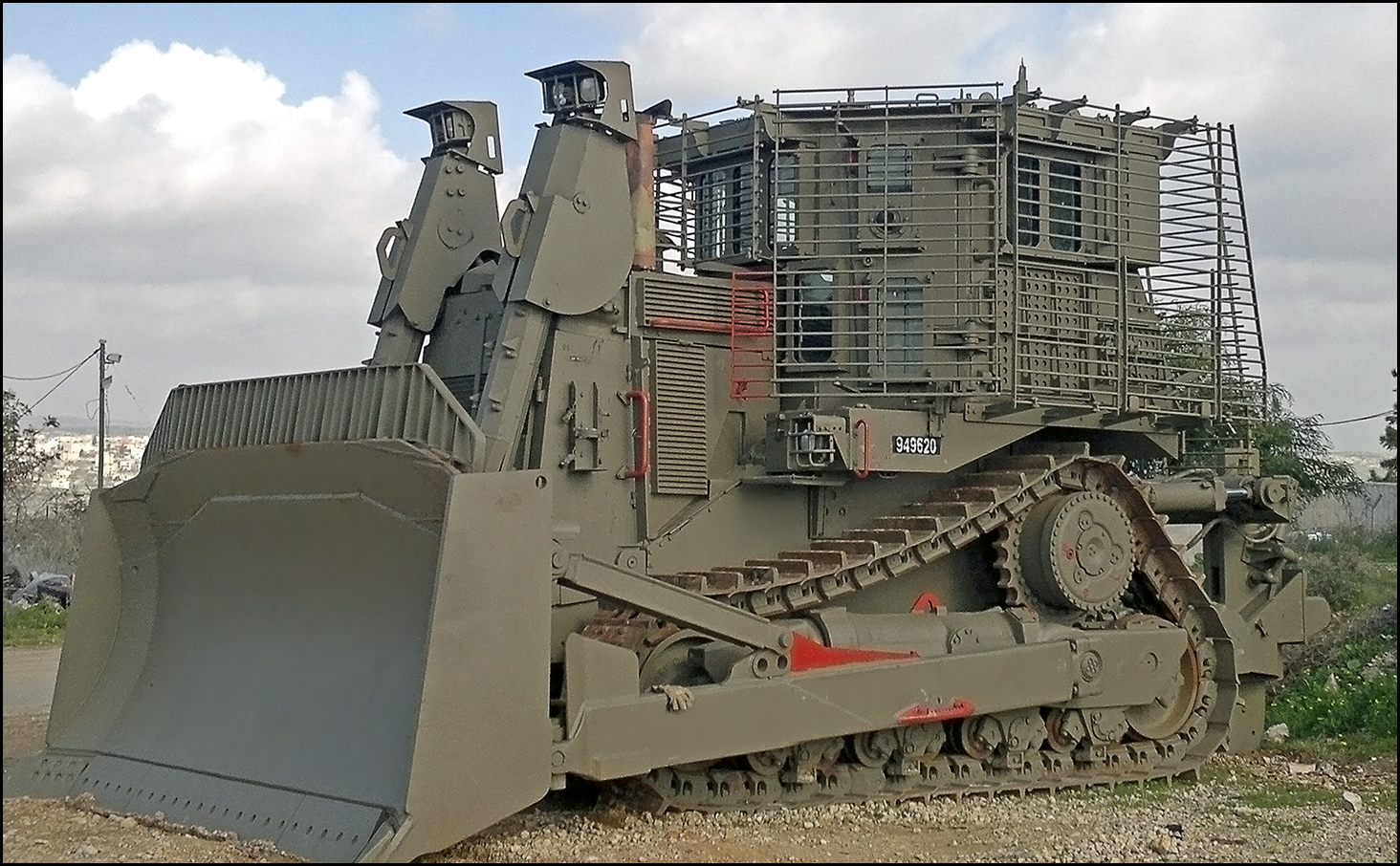
Bulldozer acorazado usado por el ejército israelí.

Poco después, el 18 de mayo, el ejército israelí lanzó la Operación Arcoíris con el objetivo de destruir la infraestructura de los milicianos de Rafah, destruir los túneles que traían productos a la ciudad y detener el envío de misiles y armas antitanque. Según fuentes israelíes, la operación causó la muerte a 41 milicianos y 12 civiles y destruyó entre 45 y 56 estructuras palestinas. Según Human Rights Watch, 254 hogares palestinos fueron demolidos en Rafah para crear una tierra de nadie en la ciudad “en ausencia de necesidades militares algunas”, desplazando a cerca de 3.800 personas. Otros 20 palestinos fueron asesinados por soldados israelíes durante una nueva incursión en la ciudad de Rafah el 18 de mayo; cinco de ellos eran menores, incluidos dos chicos de 12 y 16 años que estaban alimentando a los pájaros en el tejado de su casa. Tres de los fallecidos agonizaron durante horas de sus heridas mientras las tropas israelíes negaban el acceso de médicos o ambulancias a la zona. Las tropas israelíes continuaron con la incursión en Rafah al día siguiente, matando a 13 palestinos más, incluidos 6 niños con edades comprendidas entre los 9 y los 16 años. Los tanques israelíes bombardearon a cientos de manifestantes palestinos que protestaban por los asesinatos de los días anteriores, matando al menos a diez de ellos. Este incidente supuso una condena internacional de la operación israelí. Según B’Tselem, durante el transcurso de la incursión, el ejército israelí ordenó a todos los hombres de un bloque de edificios que se concentraran en el patio del colegio y abrió fuego sobre ellos, matando al menos a tres personas. Las tropas israelíes mataron a otros ocho palestinos en Rafah durante el 20 de mayo, mientras que el 22 de mayo mataron a Rawan Abu Zeid, una niña de 4 años que se dirigía a la tienda, de sendos disparos en la cabeza y el cuello. Un miliciano palestino fue abatido cerca del paso de Rafah el 28 de mayo.

#### De junio a octubre

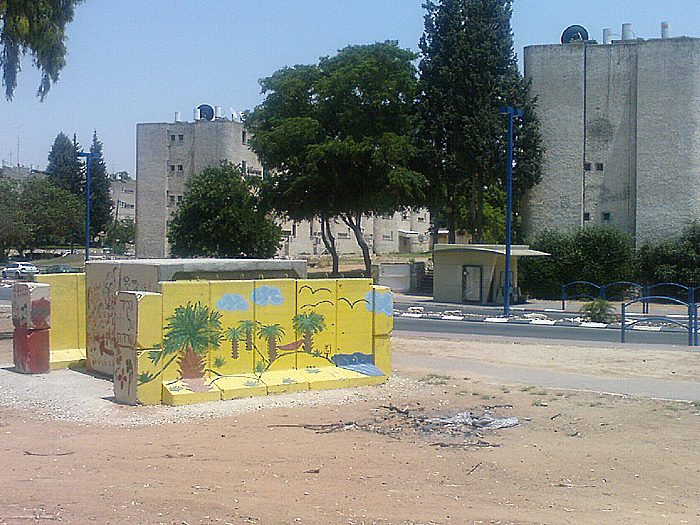
Refugio antibombas en Sderot.

El mes de junio se redujeron las víctimas mortales palestinas a menos de la mitad, situándose la cifra final en 43 muertos, mientras que solo 4 israelíes murieron a causa de ataques palestinos: 2 en Israel (ambos civiles) y 2 en Palestina (un militar y un colono). El 6 de junio, soldados israelíes mataron a un hombre palestino de 31 años en silla de ruedas en la localidad de Kalkilia. Cuatro días después, durante una incursión en la Ciudad Vieja de Nablus, un chico palestino de 13 años fue abatido por soldados israelíes. Otra incursión israelí, acaecida los días 22 y 23 de junio, dejó tres civiles palestinos muertos en Beit Hanoun. Nueve palestinos murieron en una nueva incursión israelí en Nablus entre el 25 y el 26 de junio; siete de ellos estaban escondidos en una guarida subterránea bajo una casa de la Ciudad Vieja. El 27 de junio, disparos provenientes del asentamiento israelí de Neve Dekalim acabaron con la vida de dos palestinos en Jan Yunis, de 11 y 38 años, que estaban sentados en el porche de su casa; otro chico de 14 años moriría el 29 de junio por disparos provenientes del mismo asentamiento. El 28 de junio, un cohete Qassam lanzado desde la Franja de Gaza impactó en una guardería de la ciudad fronteriza de Sderot, dejando dos israelíes muertos; uno de ellos fue el niño Afiq Zahavi-Ohayon, de 4 años. El 30 de junio, cuatro civiles palestinos murieron en el campamento de Maghazi por el impacto de un misil lanzado desde un helicóptero israelí.
En julio creció el número de muertos palestinos, con 59 víctimas mortales, mientras que se redujo a 3 el número de muertos israelíes. El 1 de julio, soldados israelíes abatieron a un chico de 12 años cerca de su casa en Rafah. Dos días después, un tanque israelí mató a dos niños palestinos de 9 y 15 años que le estaban tirando piedras en la ciudad de Beit Hanoun. El 6 de julio, dos civiles palestinos (padre e hijo) murieron en Nablus al ser incapaces de abandonar el edificio en el que se estaba produciendo un tiroteo entre soldados israelíes y dos milicianos palestinos que también murieron en el incidente. Dos días después, una niña de 3 años llamada Samar Fujo murió de un disparo en la cabeza realizado por soldados israelíes cerca de su casa en Rafah. Ese mismo 8 de julio, en el contexto de una incursión en Beit Hanoun, las tropas israelíes mataron a 7 palestinos, cinco de ellos civiles. El 12 de julio, un anciano palestino de 72 años murió enterrado vivo entre los escombros de su casa en Jan Yunis cuando su mujer y su hija no pudieron convencer a las tropas israelíes de que detuviesen la demolición. El 22 de julio, Israel llevó a cabo un nuevo asesinato selectivo que acabó con la vida de dos palestinos en la ciudad de Gaza. Seis palestinos más murieron acribillados a bocajarro por agentes encubiertos de la policía de fronteras israelí en Tulkarem el 25 de julio. Dos mujeres de Jan Yunis fueron abatidas el 26 de julio (una niña de 11 años y una mujer de 50) cuando se encontraban en sus casas. El 30 de julio, soldados israelíes mataron a tiros a otros tres adolescentes palestinos a lo largo de la Franja de Gaza.

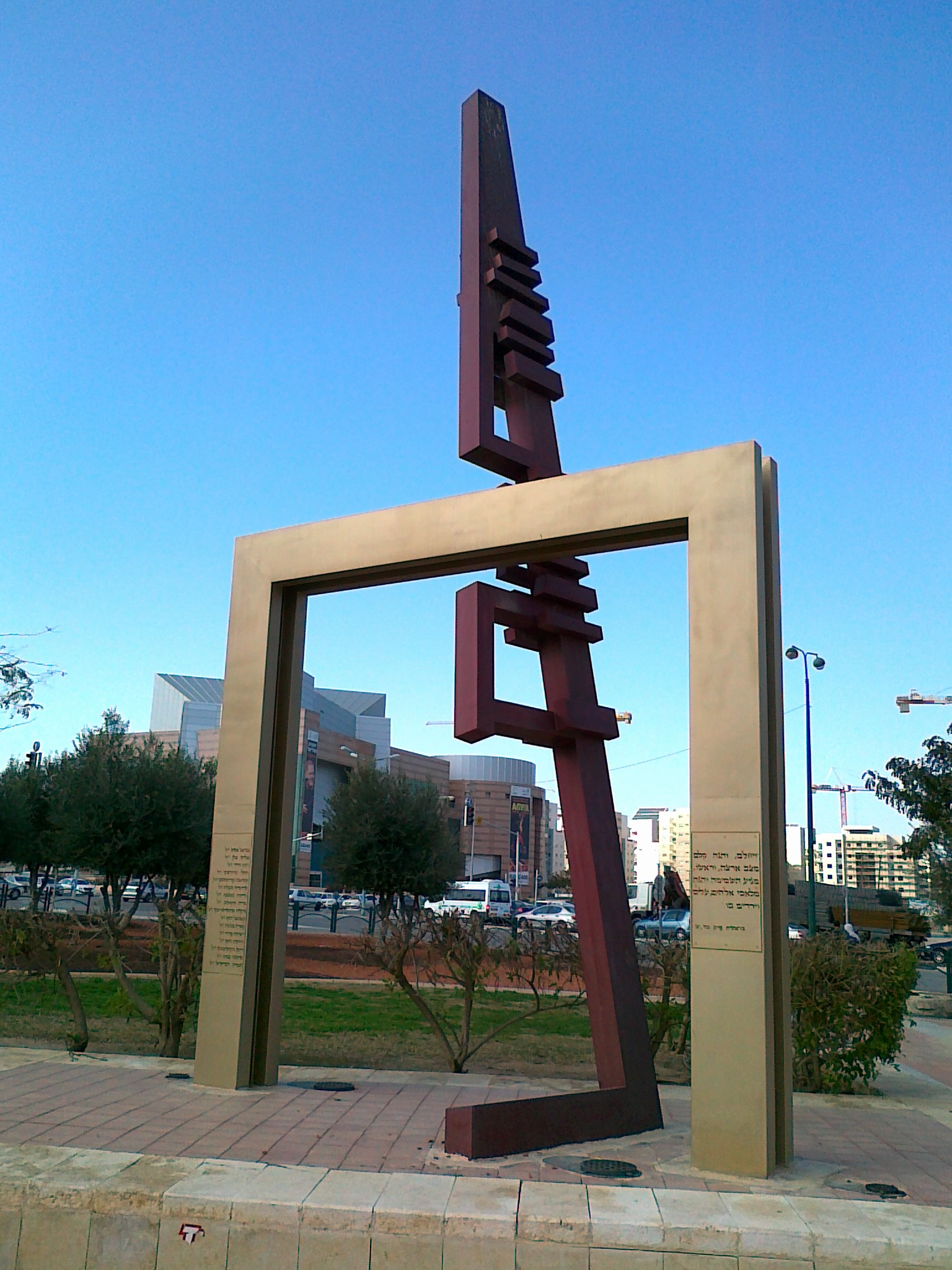
Memorial en Beerseba que conmemora a los fallecidos en el atentado del 31 de agosto de 2004.

En agosto, la Segunda Intifada dejó 39 muertos entre los palestinos y 17 entre los israelíes, 16 de los cuales murieron en un solo atentado en Beerseba el último día del mes. El 2 de agosto, un tanque israelí mató a tres milicianos palestinos cerca de la frontera palestino-israelí a la altura del pueblo de Alei Sinai, en la Franja de Gaza. Dos días después, una incursión israelí en el campamento de Jabalia dejaba tres civiles palestinos muertos, entre los que se encontraba un chico de 12 años. El 16 de agosto, el misil de un helicóptero israelí mató a dos jóvenes palestinos que estaban recogiendo leña en Beit Hanoun. Un asesinato selectivo llevado a cabo al día siguiente por un helicóptero israelí mató a seis palestinos en la ciudad de Gaza. Ese mismo día, 17 de agosto, soldados israelíes mataron a Khaled al-Usta, un niño palestino de 9 años que se encontraba en la entrada de su casa en Nablus. Dos días después, tres civiles palestinos con edades comprendidas entre los 15 y los 62 años murieron en Rafah por disparos de soldados israelíes. En esa misma ciudad moría un anciano de 70 años el 26 de agosto, cuando un helicóptero israelí lanzó un misil contra su casa. El 31 de agosto, un doble ataque suicida de Hamás en la ciudad de Beerseba dejó 16 israelíes muertos y más de 90 heridos. Dos terroristas suicidas se adentraron en sendos autobuses y detonaron sus cinturones explosivos casi simultáneamente en una ciudad que no había sufrido atentados durante toda la Segunda Intifada. Entre las víctimas se contó un niño, Aviel Atash, de 3 años.
El conflicto se recrudeció en septiembre, dejando 112 muertos palestinos (uno de ellos asesinado por un colono) y 11 israelíes (7 soldados y 4 civiles, de los que dos murieron en Israel y otros dos en Palestina). El 2 de septiembre, una incursión israelí en Deir el-Balah supuso la muerte de cuatro palestinos, incluido un chico de 14 años. Quince milicianos de Hamás murieron en un ataque israelí a un campo de entrenamiento de este grupo en la ciudad de Gaza el día 7 de septiembre. Dos días después, durante una incursión en Jabalia, las tropas israelíes mataron a 9 palestinos, 7 de los cuales eran civiles que no participaban en enfrentamientos. Otros 7 palestinos murieron en Yenín el 13 de diciembre, bien a causa de un asesinato selectivo que mató a tres personas, bien asesinados por una unidad encubierta del ejército israelí; 6 palestinos más murieron dos días después en Nablus a manos de soldados israelíes, incluida una niña de 11 años. El 22 de septiembre, otra niña palestina de 9 años llamada Raghdah al-Assar murió en el patio de su escuela en Jan Yunis por disparos de soldados israelíes; estos estaban apostados en el asentamiento de Neve Dekalim. El 23 de septiembre milicianos palestinos se adentraron en un puesto de control israelí en la Franja de Gaza, cerca de Jan Yunis, y mataron a tres soldados israelíes, muriendo ellos también. El 27 de septiembre, un taxista palestino de Salem, cerca de Nablus, fue asesinado por un colono israelí que intentaba que se detuviera. El 29 de septiembre, una unidad encubierta israelí acribilló a balazos un taxi que circulaba por la ciudad de Yenín, matando a su conductor y a un pasajero de 50 años. Ese mismo día, un cohete Qassam cayó en una casa de Sderot y mató a tres personas, incluidos los niños Dorit Inso y Yuval Abebeh, de 2 y 4 años respectivamente.

#### Operación Días de Penitencia
El mismo 29 de septiembre, el ejército israelí lanzó una nueva operación militar contra el norte de la Franja de Gaza a la que denominó “Días de Penitencia”. Aunque el objetivo de la operación era detener el lanzamiento de cohetes Qassam y matar a los milicianos que los estaban lanzando, la operación concluyó el 16 de octubre con una enorme destrucción de zonas urbanas palestinas, 133 palestinos muertos (entre ellos 26 niños menores de edad) y 430 heridos de diversa consideración. Según fuentes médicas palestinas, las fuerzas israelíes asesinaron al menos a 62 milicianos y 42 civiles; un recuento independiente realizado por el diario israelí Haaretz estableció la cifra en 87 milicianos y 42 civiles. El ejército israelí anunció que había frustrado al menos 12 lanzamientos de cohetes Qassam y que había matado a numerosos milicianos durante la operación. 

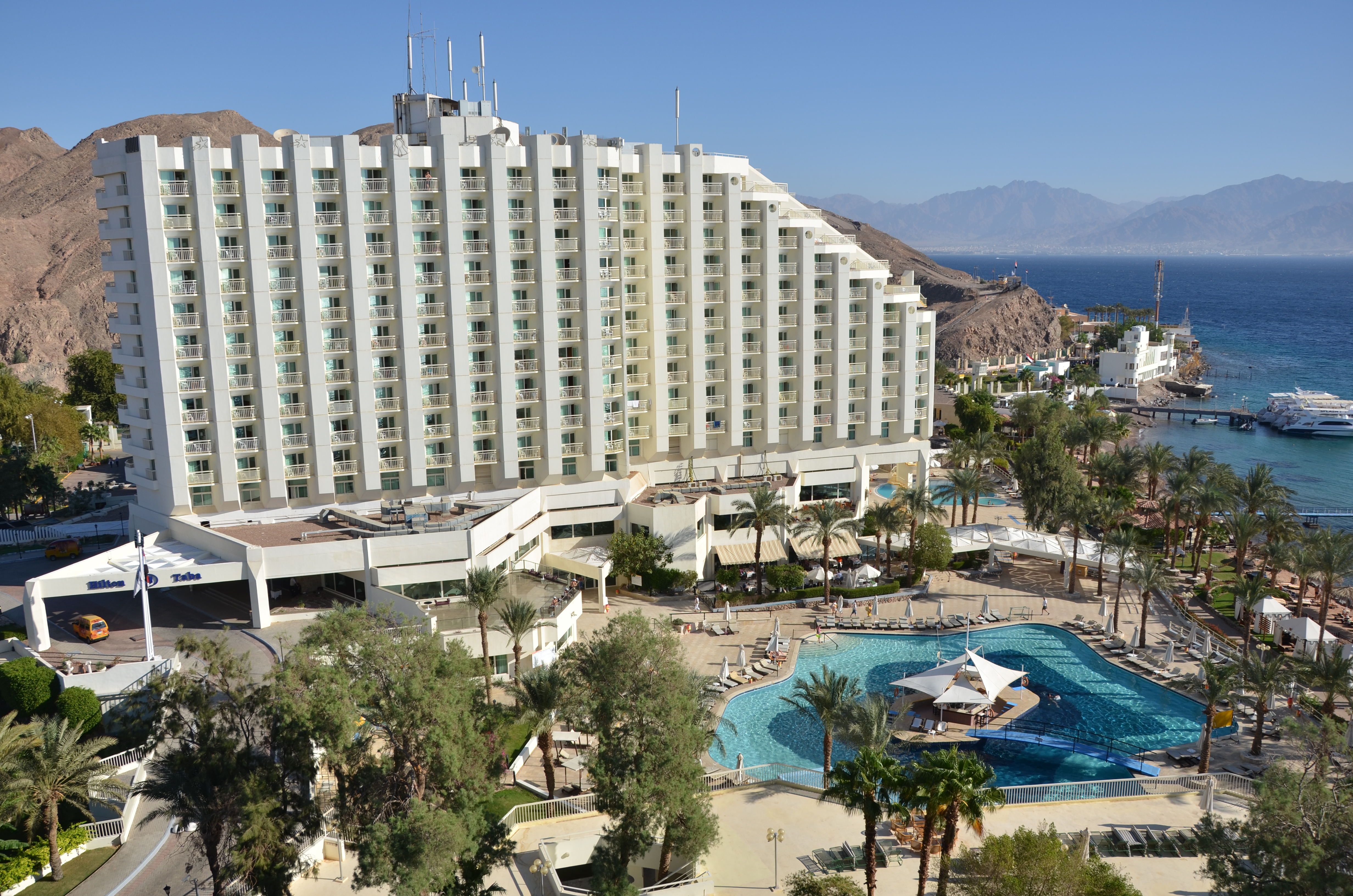
Hotel Hilton en la localidad egipcia de Taba.

Octubre fue, debido a la Operación Días de Penitencia, el mes más sangriento del año para los palestinos, 145 de los cuales murieron a manos de israelíes (incluido uno asesinado por un colono). Por su parte, 3 soldados israelíes murieron en territorio ocupado palestino y otros 12 civiles israelíes murieron en la península del Sinaí, en Egipto. Tan solo durante el primer día del mes, el ejército israelí mató a 12 palestinos: 9 en el campamento de refugiados de Jabalia y 3 en el paso de Erez. Otros 9 palestinos murieron al día siguiente, seis de ellos de nuevo en el campamento de Jabalia, donde 7 personas más fueron abatidas por el ejército israelí el 3 de octubre; dos de estas personas eran chicos de 12 y 15 años. De los 13 palestinos que fallecieron el 4 de octubre, cuatro fueron abatidos en Beit Lahia y otros cuatro en el campamento de Jabalia; además, un tanque israelí mató en Jan Yunis a Luai a-Najar, un niño de cuatro años que estaba cerca de su casa cuando el tanque disparó contra él. Un caso especialmente llamativo tuvo lugar el 5 de octubre, cuando un oficial israelí hirió una niña de 13 años llamada Iman Darwish al-Hams cuando se dirigía a su escuela en Rafah; después se acercó a ella y la remató vaciando el cargador de su pistola. En unas grabaciones de los mensajes de radio del ejército, otros soldados avisaron a este oficial que se trataba de “una niña de unos 10 años” que estaba “muerta de miedo”, a lo que el oficial respondió que le habría disparado incluso si hubiese tenido 3 años. El 7 de octubre, un doble atentado suicida tuvo lugar en la península del Sinaí, uno de los destinos turísticos más populares en Israel. En el primer ataque, un camión lleno de explosivos se estrelló contra el Hotel Hilton de Taba; diez pisos del hotel se vinieron abajo debido a la explosión, causando la muerte a 34 personas y dejando 159 heridos. Un segundo ataque en un camping cerca de Nuweiba mató a tres personas mediante un coche bomba. Del total de 34 muertos, 18 eran egipcios, 12 israelíes, 2 italianos, un ruso y un americano-israelí. El 8 de octubre, un tanque israelí disparó y mató a Samah Nassar, una niña de 9 años de la localidad de Beit Hanoun. El 12 de octubre, otra niña de 9 años, Ghadir Mukhemar, murió de un disparo en la cabeza efectuado por soldados israelíes mientras estaba sentada en su clase de la escuela en Jan Yunis. El 20 de octubre, soldados israelíes mataron a dos hombres palestinos que se dirigían a realizar la oración de la mañana en una mezquita de Rafah. El 21 de octubre, la aviación israelí mató al ingeniero de Hamás Adnan al-Ghoul, líder de la sección de explosivos de la milicia y creador de los cohetes Qassam. Una incursión israelí en Jan Yunis que duró tres días dejó un saldo de 19 palestinos muertos entre los días 24 y 26 de octubre; entre los fallecidos estaba un niño de 10 años llamado Hisham Ashur. Soldados israelíes mataron también a una niña de 7 años llamada Rania Aram en la localidad de Jan Yunis el 28 de octubre; la niña esperaba en la puerta de su casa para ir al colegio y recibió un balazo en el cuello que le costó la vida.

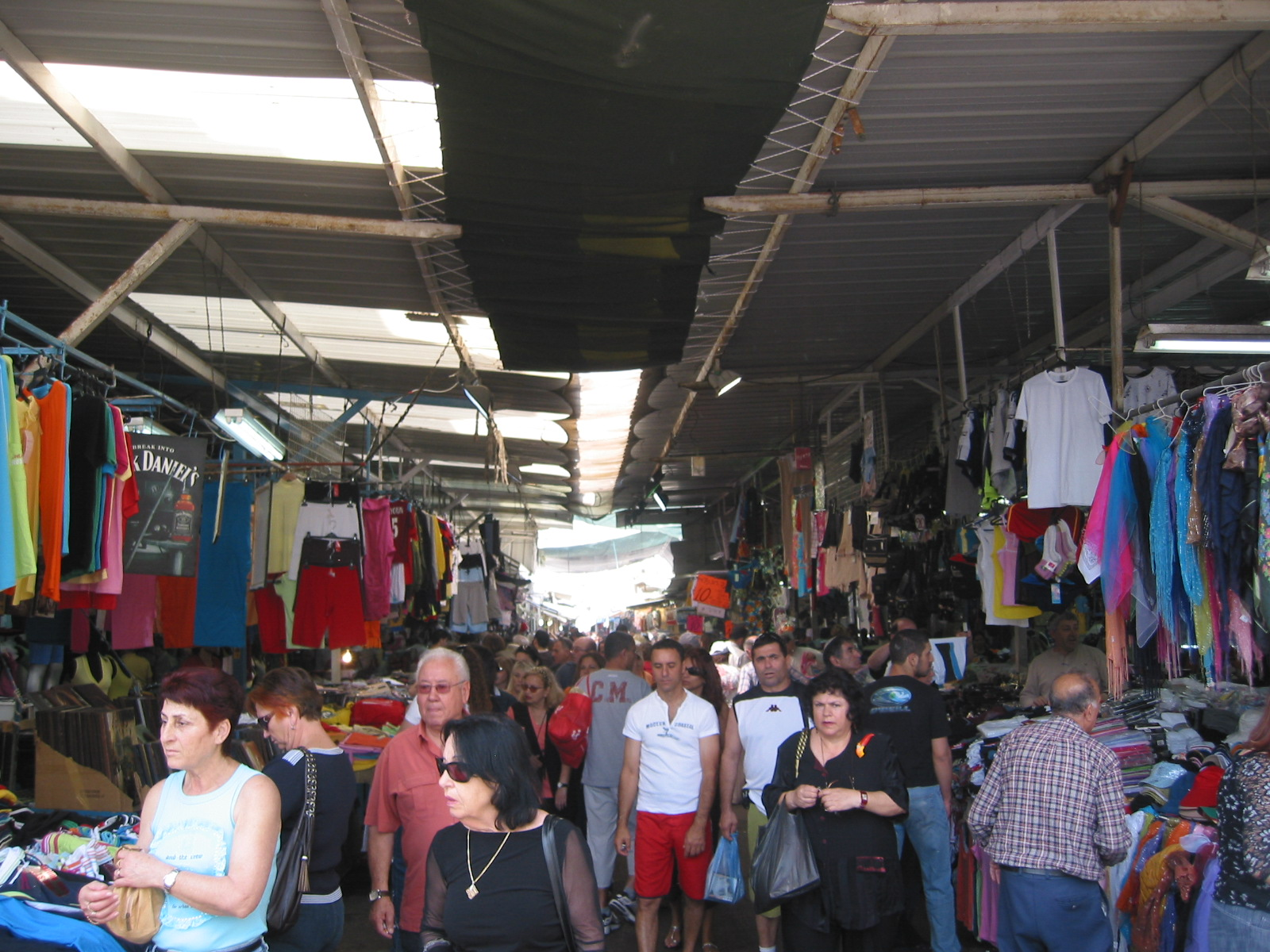
Mercado Carmel de Tel Aviv.

En noviembre murieron 42 palestinos y 3 israelíes como consecuencia de ataques relacionados con la Segunda Intifada. El 1 de noviembre, tres jóvenes palestinos murieron en Nablus por disparos de una unidad encubierta israelí después de haberse rendido. Ese mismo día, un miliciano del Frente Popular para la Liberación de Palestina detonó el cinturón de explosivos que llevaba en el Mercado Carmel de Tel Aviv, causando tres muertos y 30 heridos. El 6 de noviembre, un helicóptero israelí mató a tres milicianos palestinos que trataban de acceder al asentamiento de Gan Or, en la Franja de Gaza ocupada. Al día siguiente, cuatro palestinos (dos de ellos menores de edad) murieron acribillados a corta distancia por una unidad encubierta israelí en la ciudad de Yenín. El 11 de noviembre, cuatro palestinos murieron en una incursión israelí cerca del asentamiento de Netzarim, en la Franja de Gaza, con el objetivo de arrasar cultivos agrícolas. Dos menores palestinos murieron ametrallados desde un jeep israelí cuando le lanzaban piedras en la localidad de Nablus el 20 de noviembre. Al día siguiente, tres palestinos murieron en una operación de una unidad encubierta israelí en Ramala.

#### Muerte de Yasser Arafat

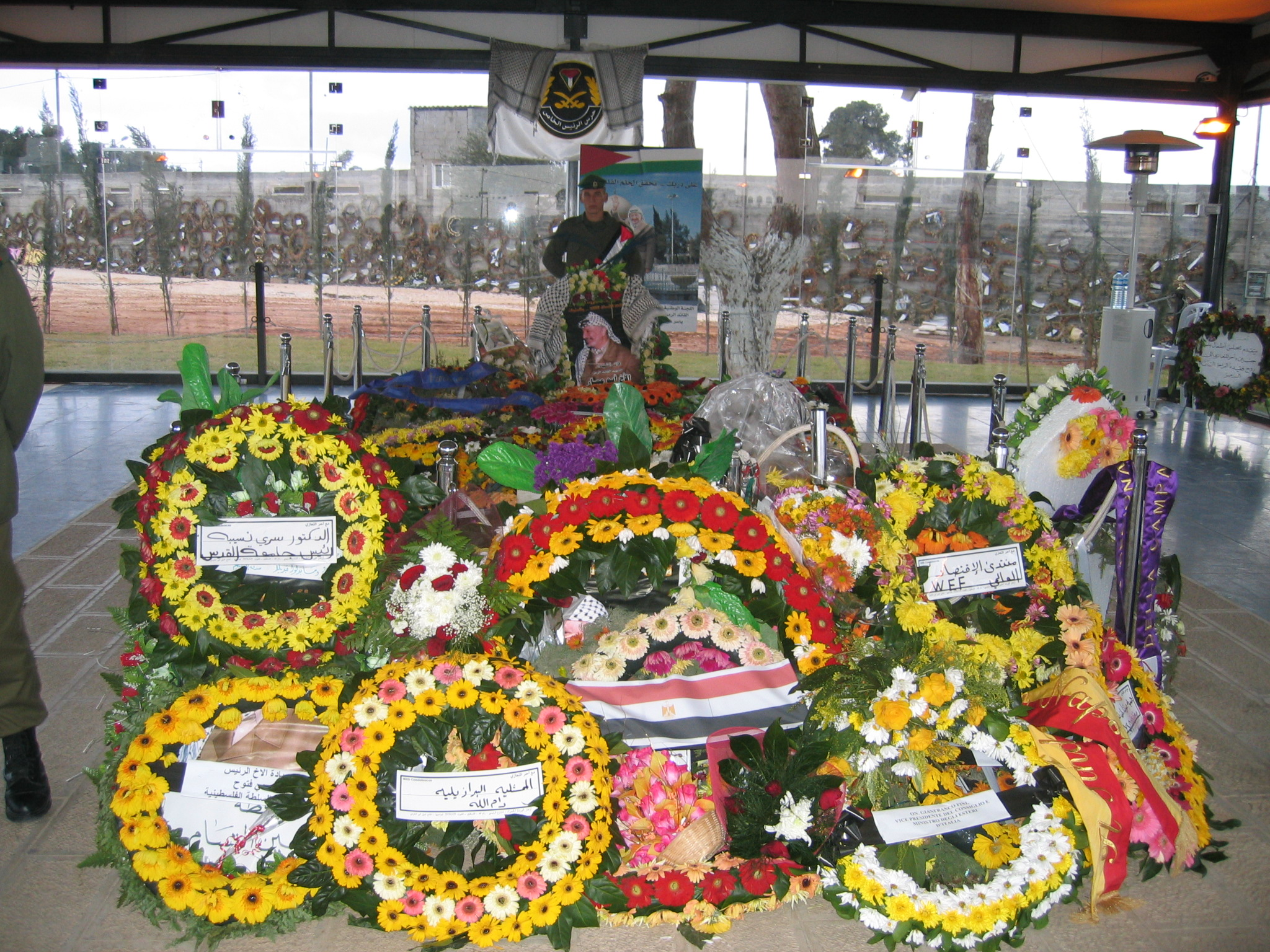
Tumba de Yasser Arafat (24 de diciembre de 2004).

El 11 de noviembre, Yasser Arafat murió en París. Mahmoud Abbas visitó Siria en un intento de conseguir una hudna (un alto el fuego temporal) de las distintas facciones palestinas y de convencer a Hamás de que detuviese sus ataques contra israelíes, a lo que este grupo respondió reafirmando su determinación de proseguir con la lucha armada y lanzando numerosos cohetes Qassam que impactaron en descampados cerca de Nahal Oz, así como un misil antitanque que cayó en una guardería en Kfar Darom sin causar víctimas mortales.
En diciembre, el ejército israelí mató a 61 palestinos, mientras que los ataques de milicianos palestinos costaron la vida de 8 israelíes, 6 de ellos soldados en territorio ocupado palestino. El 3 de diciembre, soldados israelíes usaron a dos vecinos de Mahmoud Kmeil como escudos humanos para que este les entregase su arma, tras lo que los soldados lo mataron a tiros. Cuatro milicianos palestinos murieron por un misil disparado por un helicóptero israelí cerca del paso de Karni el 7 de diciembre. El 9 de diciembre, el ejército israelí mató a cinco contrabandistas palestinos y detuvo a dos más en la frontera entre Rafah y Egipto. Ese mismo día, un dron israelí bombardeó el coche en el que viajaban Jamal Abu Samhadana y dos de sus guardaespaldas, causándoles diversas heridas. Se trataba del cuarto intento de asesinato de Samhadana, uno de los dos líderes de los Comités de Resistencia Popular y principal responsable de los túneles de Rafah. El 10 de diciembre, poco después de que un ataque de morteros de Hamás causase heridas a cuatro israelíes en el asentamiento de Neve Dekalim, soldados israelíes dispararon hacia la localidad de Jan Yunis, asesinando a Rana Siyam, una niña de 7 años. Una fuente del ejército israelí confirmó que las tropas habían abierto fuego hacia Jan Yunis, si bien precisó que estaban disparando a los lanzadores de morteros de Hamás. Entre el 17 y el 18 de diciembre, las tropas israelíes lanzaron una operación en Jan Yunis para detener el lanzamiento de morteros sobre el bloque de asentamientos de Gush Katif; mataron a doce palestinos. Una nueva operación israelí en Jan Yunis dejó tres palestinos muertos entre el 21 y el 22 de diciembre, mientras que otros ocho más murieron cuando Israel volvió a atacar esta ciudad gazatí el 30 de diciembre; dos de ellos eran menores de edad.

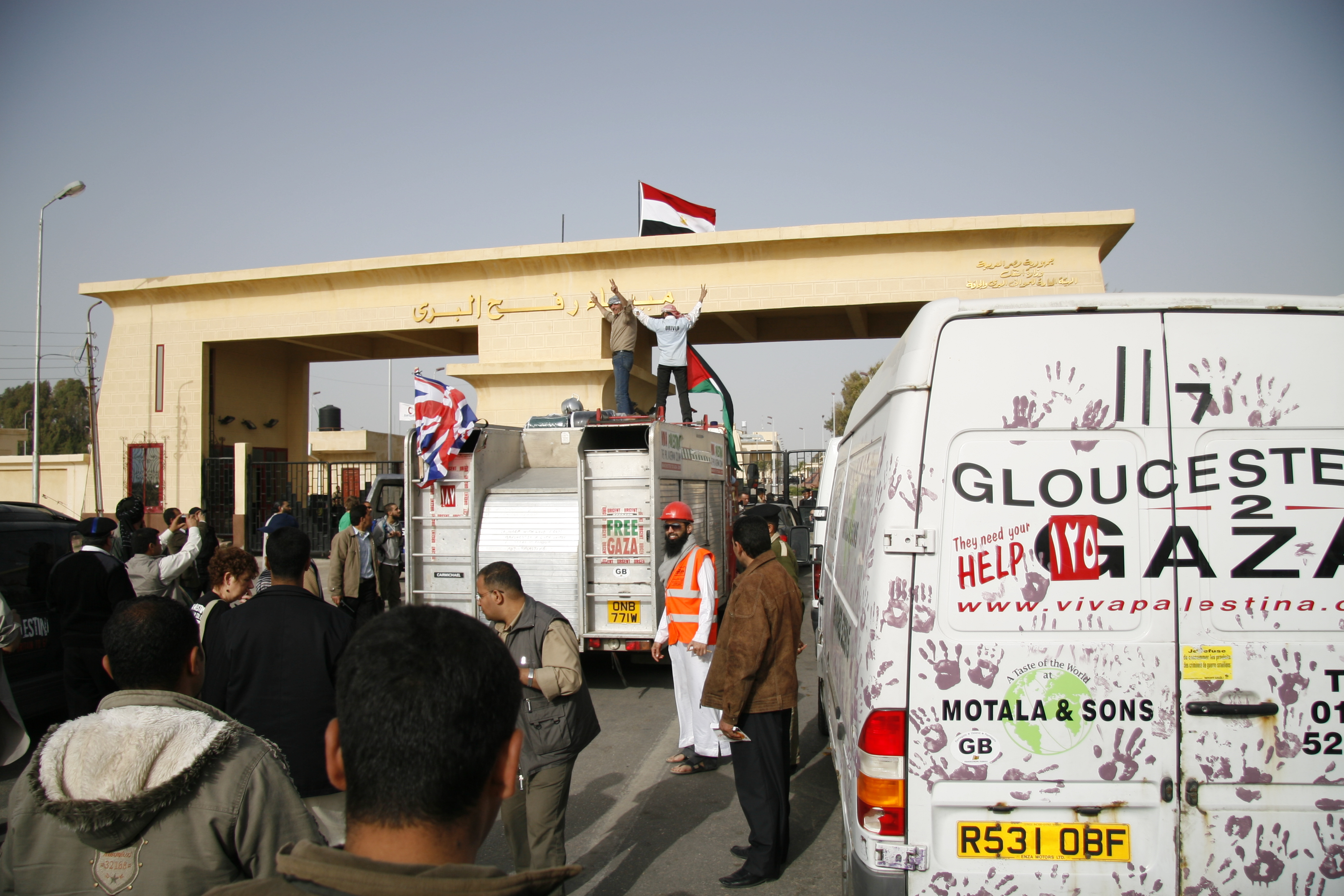
Paso fronterizo de Rafah.

El 12 de diciembre, milicianos palestinos de Hamás y de una nueva facción autodenominada “los halcones de Fatah” llevaron a cabo un sofisticado ataque contra un puesto fronterizo controlado por soldados israelíes en la frontera entre Egipto y Palestina. Cavaron un túnel bajo el puesto fronterizo y colocaron en él 1,5 toneladas de explosivos que, al ser detonados, derribaron numerosos edificios y dañaron muchos otros. La explosión mató a tres soldados israelíes, tras lo que dos milicianos palestinos se adentraron en el puesto de control y mataron a otros dos soldados. Un portavoz palestino, “Abu Majad”, responsabilizó a los Halcones de Fatah del ataque y afirmó que se trataba de una represalia por el asesinato de Yasser Arafat, acusando a Israel de haberlo envenenado.

### 2005

#### De enero a julio

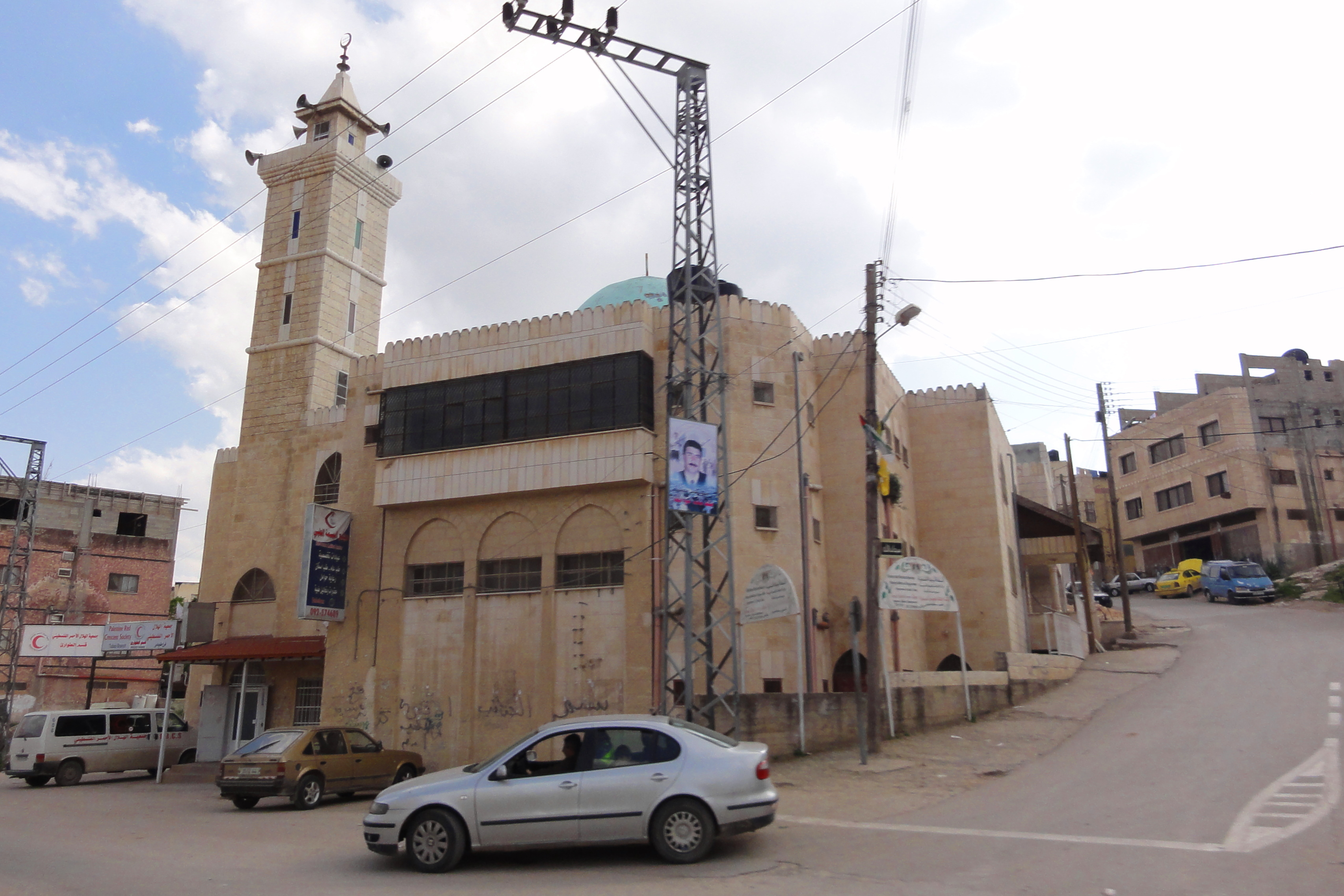
Tubas (Cisjordania, Palestina).

La Segunda Intifada fue yendo progresivamente a menos durante 2005, y si bien hubo esporádicos actos de violencia, las cifras de víctimas disminuyeron considerablemente con respecto a años anteriores. Del lado palestino murieron 191 personas y del lado israelí hubo 51 muertos. El mes de enero fue el más sangriento de todo el año, siguiendo la tendencia del año anterior y dejando un saldo de 50 palestinos muertos como consecuencia de ataques del ejército israelí y 13 israelíes muertos a manos de milicianos palestinos; de estos últimos, 7 eran colonos y 3 militares en territorio ocupado palestino, mientras que otros tres civiles murieron en Israel. El 4 de enero, un tanque israelí disparó sobre un campo en Beit Lahia donde varias familias estaban recogiendo fresas y mató a siete niños: un niño de 9 años, otro chico de 12, dos adolescentes de 14 años, otro de 15 y dos de 16. El ataque dejó también once heridos, cuatro de ellos en situación crítica. El 13 de enero, durante una incursión en el campamento de Bureij, un tanque israelí mató a dos palestinos, uno de ellos un niño de 9 años. Dos días después, dos jóvenes palestinos subieron al puesto de Termit, en el paso fronterizo de Rafah, e izaron una bandera palestina poco antes de que un tanque israelí acabara con sus vidas. Ese mismo día, una incursión israelí en el barrio de a-Zeytun de la ciudad de Gaza dejó cinco palestinos muertos. El 20 de enero, soldados israelíes mataron a un chico de 13 años cuando jugaba con una pistola de juguete en Tubas, mientras que un hombre de 67 años murió ametrallado el 30 de enero cuando paseaba cerca de la Ruta Philadelphi, en Rafah.

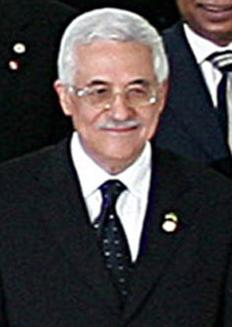
Mahmoud Abbas en 2005.

En las elecciones presidenciales palestinas celebradas el 9 de enero, Mahmoud Abbas fue elegido presidente de la Autoridad Nacional Palestina. Sus promesas electorales incluían una negociación pacífica con Israel y el recurso de la no violencia para obtener los objetivos palestinos. Aunque Abbas llamó a las distintas facciones palestinas a detener los ataques contra Israel, también les prometió protección contra las incursiones militares israelíes en Palestina y se posicionó en contra de un desarme por la fuerza. El 13 de enero, tres milicianos palestinos atacaron el paso de Karni, en la frontera palestino-israelí de la Franja de Gaza. Los atacantes mataron a 6 civiles israelíes (incluidos dos de origen palestino) antes de ser ellos mismos abatidos por soldados israelíes apostados allí.
La violencia continuó en la Franja de Gaza y Ariel Sharon congeló todo contacto diplomático y de seguridad con la Autoridad Nacional Palestina. El portavoz israelí Assaf Shariv declaró que “Israel informó hoy a los líderes internacionales de que no habrá reuniones con Abbas hasta que haga un esfuerzo real para detener el terrorismo”. La congelación de las negociaciones tuvo lugar menos de una semana después de las elecciones palestinas y un día antes de que Abbas asumiese su cargo, por lo que el principal negociador palestino, Saeb Erekat, declaró que “no puedes hacer responsable a Mahmoud Abbas cuando todavía no ha sido investido”.
Cediendo a la presión internacional y a la amenaza israelí de una operación a gran escala en la Franja de Gaza, Mahmoud Abbas ordenó a la policía palestina que se desplegara en el norte de la Franja para evitar el lanzamiento de cohetes Qassam y morteros contra asentamientos israelíes. Aunque los ataques contra israelíes no cesaron por completo, sí se redujeron drásticamente. El 8 de febrero de 2005, en la Cumbre de Sharm el-Sheikh, Abbas y Sharon declararon una tregua mutua entre Israel y la Autoridad Nacional Palestina. Se estrecharon las manos en una cumbre a cuatro bandas que incluyó también a Jordania y Egipto. Sin embargo, Hamás y la Yihad Islámica declararon que la tregua no era vinculante para ellos, e Israel no retiró su demanda de desarme de las distintas facciones palestinas antes de comenzar a aplicar la Hoja de Ruta para la Paz.

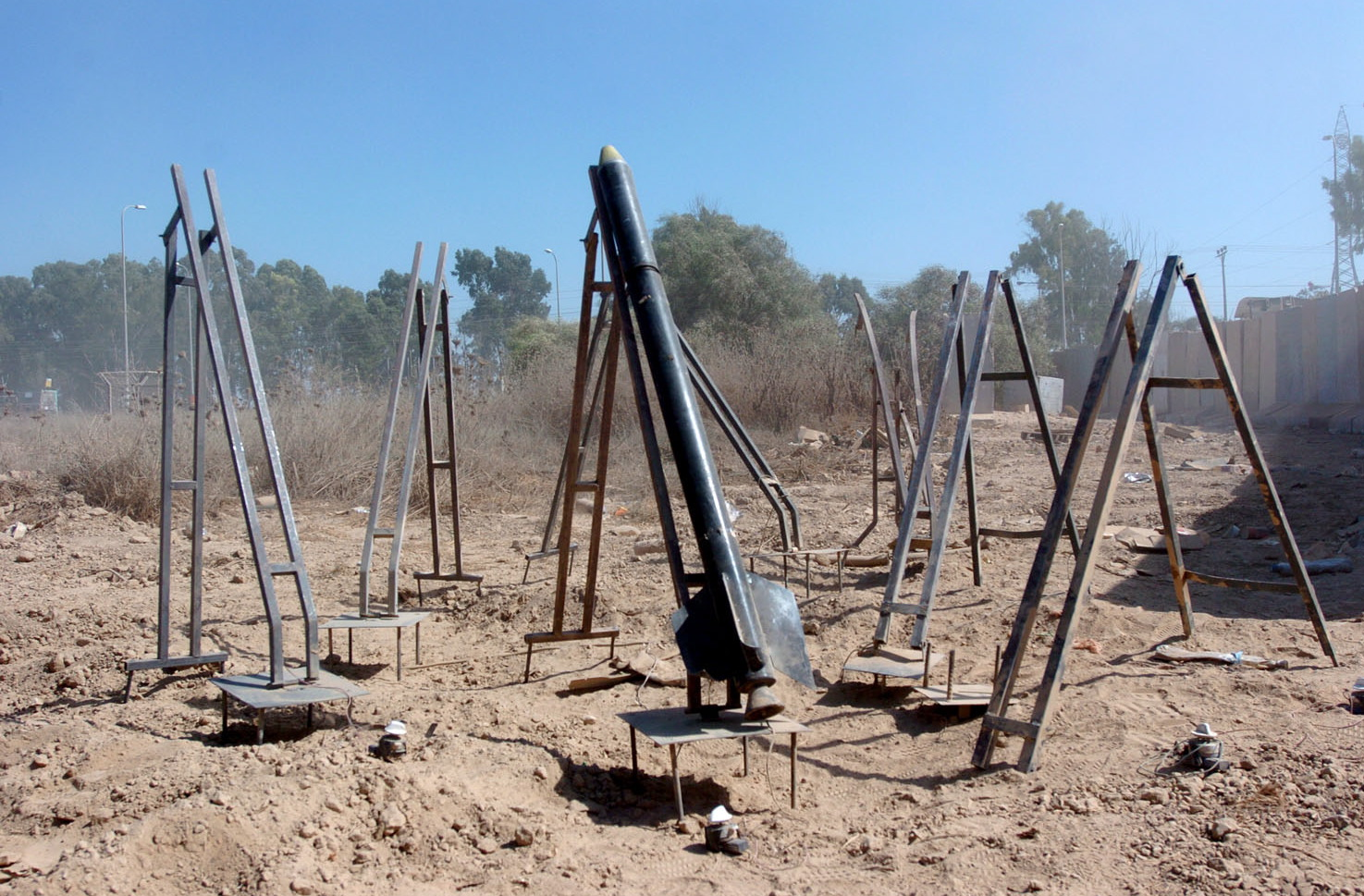
Cohetes Qassam.

El número de ataques por ambos bandos se redujo drásticamente en febrero, como demuestra el descenso en el número de víctimas mortales tanto palestinas (8 muertos, uno de ellos a manos de colonos israelíes) como israelíes (5, todos ellos civiles muertos en Israel). El 5 de febrero, dos jóvenes palestinos fueron ametrallados por soldados israelíes cuando intentaban cruzar la frontera palestino-israelí a la altura de Beit Hanoun para encontrar trabajo. La noche del 9 al 10 de febrero, un lanzamiento de entre 25 y 50 cohetes Qassam y proyectiles de mortero golpeó el asentamiento israelí de Neve Dekalim, seguido de otro nuevo lanzamiento a mediodía. Hamás se hizo responsable de los lanzamientos y dijo que se habían producido como venganza por un ataque israelí que había causado una víctima mortal palestina de 19 años en Rafah. Como respuesta a los lanzamientos, Abbas despidió a algunos comandantes de las fuerzas de seguridad palestinas y ordenó a la policía que detuviese dichos lanzamientos en el futuro. El 13 de febrero, Abbas se reunió con los líderes de Hamás y la Yihad Islámica, pidiéndoles que se pusiesen a sus órdenes y que respetasen la tregua. Ismail Haniya, uno de los líderes de Hamás, afirmó que su “posición respecto a la calma continuará sin cambios e Israel será responsable de cualquier nueva violación o agresión”. El 25 de febrero, un suicida palestino de la Yihad Islámica se voló frente al nightclub Stage en Tel Aviv, provocando la muerte de 5 israelíes y heridas a más de cincuenta; la mayoría de las víctimas eran reservistas del ejército israelí.

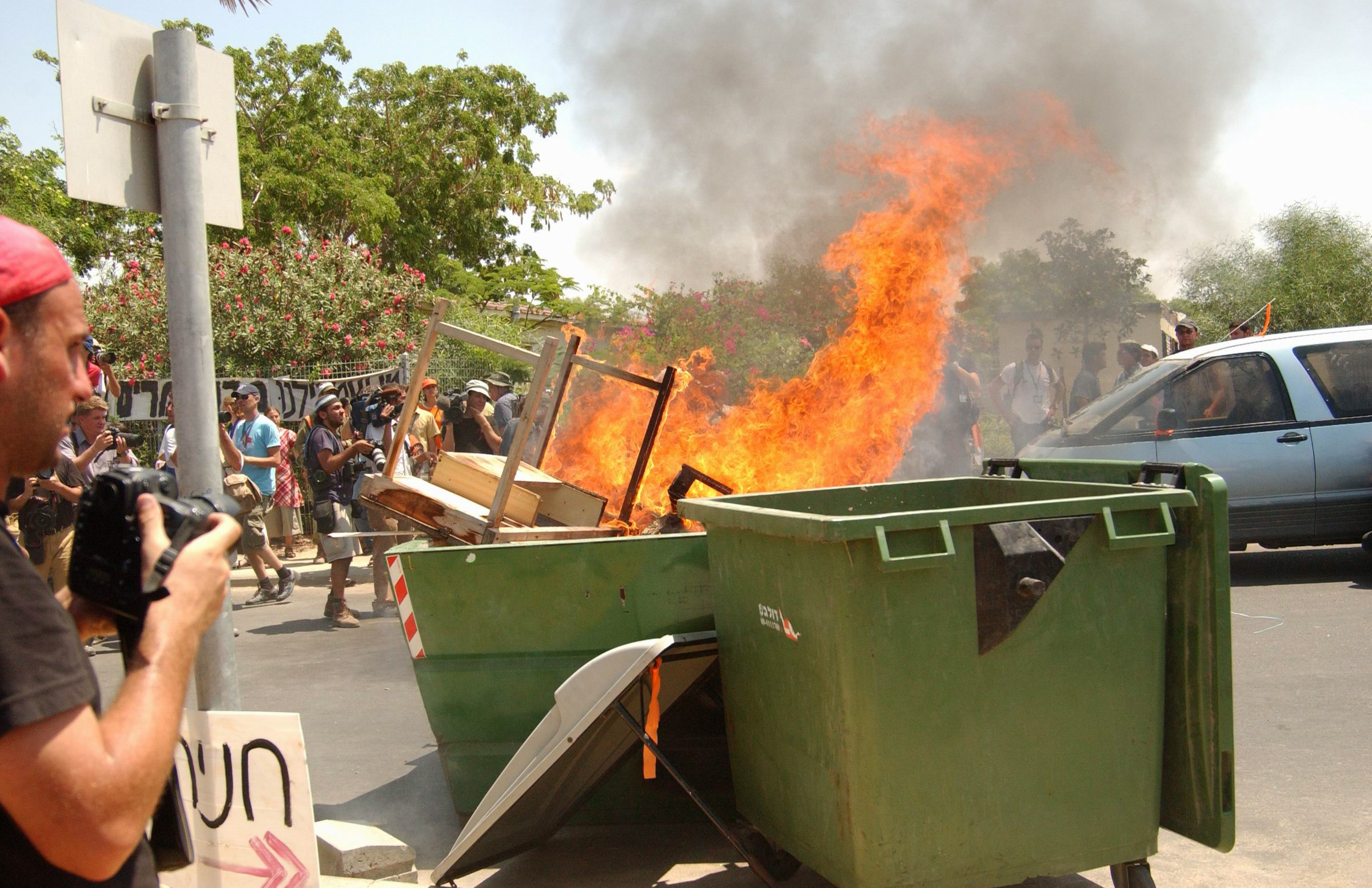
Colonos israelíes protestan contra la evacuación de los asentamientos de la Franja de Gaza (Neve Dekalim, 16 de agosto de 2005).

En marzo la Segunda Intifada prácticamente desapareció, dejando tan solo una víctima mortal entre los palestinos (muerto en un intercambio de disparos cuando soldados israelíes trataban de arrestarlo) y ninguna víctima mortal entre los israelíes. En abril prosiguió esta tendencia de aparente final de la intifada, y el mes terminó con 5 palestinos muertos y sin víctimas mortales entre los israelíes. El 9 de abril, un grupo de adolescentes palestinos que jugaban a fútbol a unos 100 metros de la Ruta Philadelphi fueron ametrallados por soldados israelíes cerca de la frontera palestino-egipcia, dejando un saldo de tres menores muertos. El 25 de abril, reservistas israelíes mataron a tiros a un taxista palestino de 32 años y a un sargento israelí que se hallaba cerca de él. Mayo vio cómo se duplicaba la cifra de víctimas palestinas, situándose en 10, a la vez que un soldado israelí moría en Palestina. El 4 de mayo, dos chicos palestinos de 14 y 15 años morían por sendos disparos israelíes durante una manifestación contra el muro de separación israelí en Beit Liqya. En junio el número de víctimas volvió a disminuir y se situó en 5 entre los palestinos (todos ellos milicianos) y 4 entre los israelíes: 3 colonos y un militar, todos ellos en territorio ocupado. A mediados de junio, las distintas facciones palestinas intensificaron el bombardeo sobre la ciudad de Sderot con cohetes Qassam improvisados sin causar víctimas mortales. Estos ataques redujeron el apoyo de la población israelí por el plan de retirada unilateral israelí de la Franja de Gaza.
Julio supuso un importante aumento en las cifras de muertos, que se situaron en 25 entre los palestinos (dos de ellos asesinados por colonos israelíes) y en 8 entre los israelíes (un soldado y 7 civiles, 2 de ellos colonos en Cisjordania). En julio aumentaron los ataques de la Yihad Islámica y las Brigadas de los Mártires de Al-Aqsa, y un atentado suicida acaecido el 12 de julio en la ciudad costera de Netanya dejó un saldo de cinco civiles muertos. Dos días después, el 14 de julio, Hamás comenzó a bombardear asentamientos israelíes dentro y fuera de la Franja de Gaza con docenas de cohetes Qassam, matando a una mujer israelí. Al día siguiente, Israel asesinó a 7 milicianos de Hamás (cuatro de ellos mediante un asesinato selectivo) y bombardeó 4 infraestructuras de este grupo. Ese mismo día, un guardia de seguridad israelí mató al adolescente palestino Mahyoub Ahmad Nimer ‘Así cuando este se encontraba en la finca de su familia, a unos 200 metros de los bulldozers israelíes. El continuo bombardeo de asentamientos israelíes y las batallas callejeras entre milicianos de Hamás y policías palestinos amenazaron con romper la tregua acordada en la Cumbre de Sharm el-Sheikh a principios de año. Además, el ejército israelí comenzó a acumular tropas alrededor de la Franja de Gaza. 

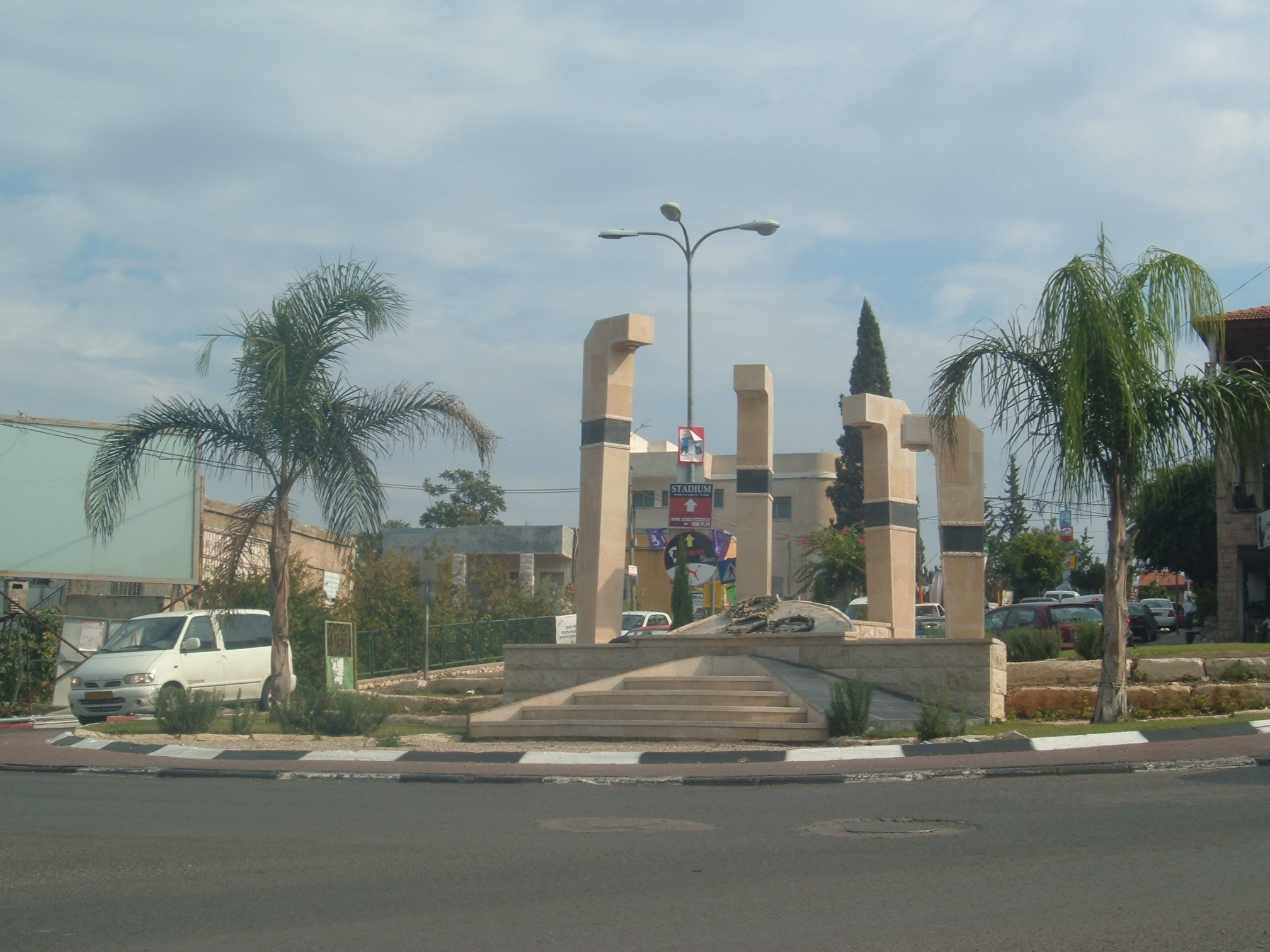
Memorial de las víctimas del atentado de Eden Natan-Zada en Shefa-Amr.

#### Eden Natan-Zada
El 4 de agosto de 2005, en el contexto del plan de retirada israelí de la Franja de Gaza, un soldado israelí llamado Eden Natan-Zada se adentró en un autobús en la ciudad árabe-israelí de Shefa-'Amr y vació el cargador de su fusil M16. Mató a cuatro civiles israelíes de origen palestino: el conductor, un viajero que se encontraba al lado de este y dos hermanas veinteañeras de la propia ciudad. Cuando se disponía a cambiar el cargador del rifle, los viandantes entraron en el autobús y lo detuvieron, tras lo que fue golpeado hasta la muerte por una multitud enfurecida. Natan-Zada llevaba un lazo naranja que simbolizaba la oposición al plan de retirada unilateral de Gaza. Siete de estos viandantes fueron condenados a penas de cárcel por la muerte del terrorista.

#### De agosto a diciembre
Aparte del atentado protagonizado por Natan-Zada, agosto fue un mes tranquilo que dejó 11 muertos palestinos y ningún muerto del lado israelí. El 17 de agosto, colonos israelíes atacaron una fábrica palestina cercana al asentamiento de Silo, en la Cisjordania ocupada, y mataron a cuatro trabajadores palestinos. El 25 de agosto, en el transcurso de una incursión israelí en el campamento de refugiados de Tulkarem, soldados israelíes mataron a seis civiles palestinos, tres de ellos menores de edad. Según B’Tselem, ninguno de ellos participaba en enfrentamientos cuando fueron asesinados.

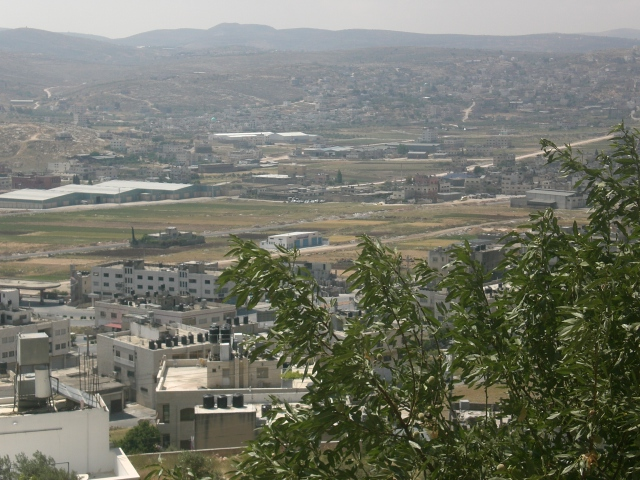
Campamento de refugiados de Askar.

En septiembre, y hasta final de año, volvió a crecer la violencia entre palestinos e israelíes. Este mes murieron 17 palestinos a manos de soldados israelíes, así como un colono israelí. El 25 de septiembre, una operación israelí en Kafr Ra’i, cerca de Yenín, acabó con la vida de tres palestinos que estaban en la lista de buscados de Israel. Ese mismo día, un helicóptero israelí llevó a cabo un asesinato selectivo en la ciudad de Gaza que mató a cuatro palestinos. El 30 de septiembre, en el campamento de refugiados de Askar, dos palestinos murieron en enfrentamientos armados con las tropas israelíes, mientras que un chico de 13 años fue abatido mientras jugaba con sus amigos con fuegos artificiales.
En octubre la cifra de víctimas mortales creció en ambos bandos, con 22 muertos palestinos y 10 muertos israelíes, tres de ellos colonos en territorio ocupado. Tres jóvenes palestinos de entre 15 y 20 años fueron abatidos el 9 de octubre en la frontera palestino-israelí cuando intentaban cruzarla para buscar trabajo. El 26 de octubre, un nuevo atentado suicida de la Yihad Islámica dejó 7 civiles israelíes muertos y 55 heridos a la entrada del principal mercado de Hadera. Al día siguiente, un asesinato selectivo israelí en la ciudad de Gaza resultó en la muerte de cuatro personas que iban en su coche y que eran el objetivo del asesinato, causando además 3 muertos más entre los viandantes (todos menores de edad) y 18 heridos.

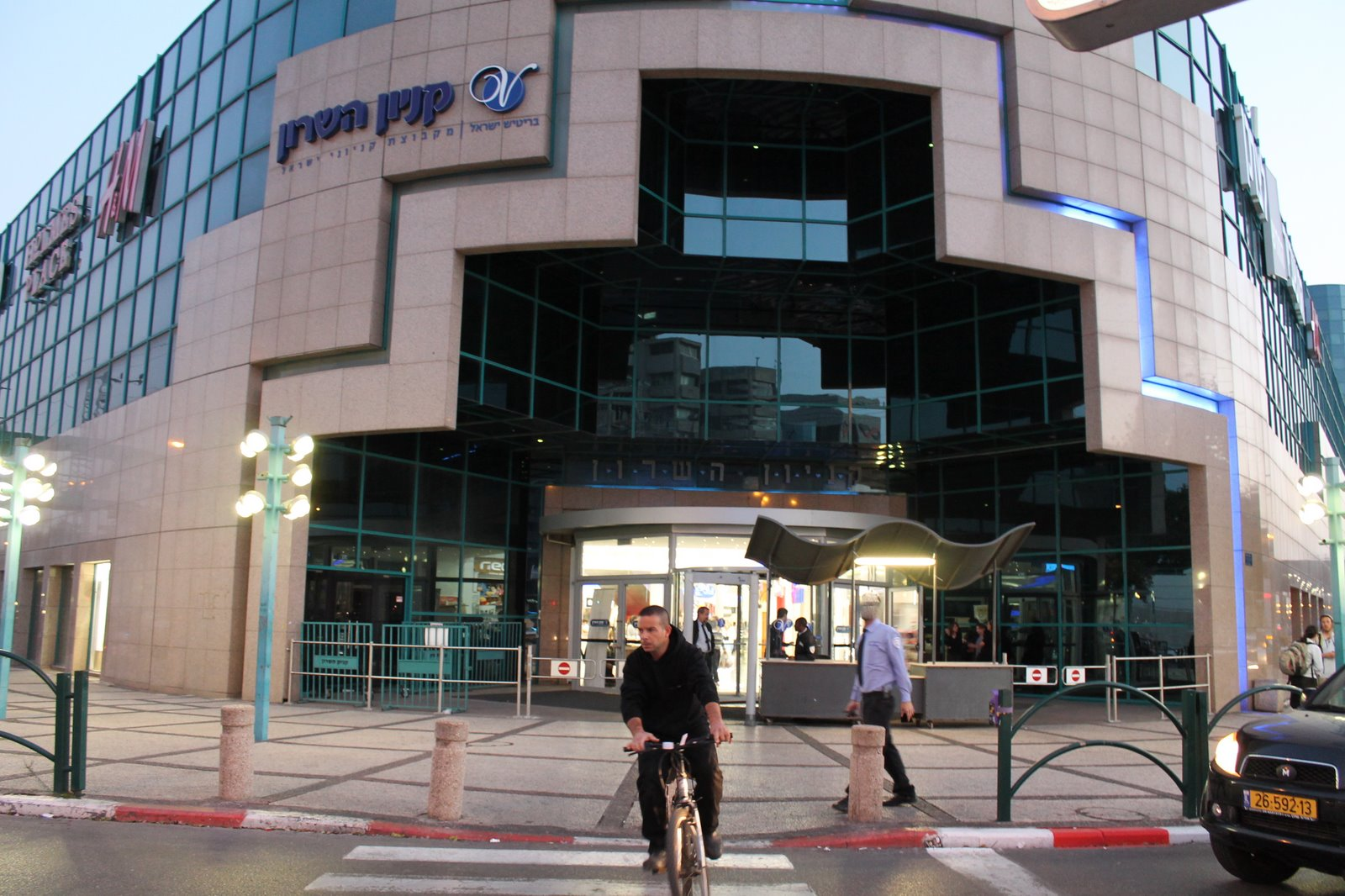
Centro comercial HaSharon, en Netanya.

Noviembre terminó con 15 palestinos y un soldado israelí muertos, todos en ellos en Palestina. En diciembre volvió a crecer la violencia, que dejó un saldo de 20 palestinos y 8 israelíes muertos; de estos últimos, dos eran militares y seis civiles, uno de ellos colono. El 2 de diciembre, un chico palestino de 15 años fue abatido por soldados israelíes mientras trabajaba en su granja en Jan Yunis, a unos 600 metros de la valla fronteriza. El 5 de diciembre, un atentado suicida de la Yihad Islámica golpeó el Centro Comercial HaSharon de la ciudad israelí de Netanya por tercera vez desde el principio de la Segunda Intifada; este ataque causó la muerte de cinco civiles israelíes y heridas a más de cincuenta. Sendos asesinatos selectivos israelíes dejaron 4 muertos entre los días 7 y 8 de diciembre en las ciudades gazatíes de Rafah y Jabalia. Un nuevo asesinato selectivo israelí en el campamento de refugiados de Jabalia mató a otras cuatro personas el 14 de diciembre. El 22 de diciembre, durante una operación de arresto, soldados israelíes mataron en Nablus a tres milicianos palestinos a los que iban a detener. El año terminó con la muerte de dos jóvenes palestinos en el porche de la casa de uno de ellos, en Beit Lahia, como consecuencia del disparo de un tanque israelí.

### Fin de la Intifada
Dado que no hubo un acontecimiento claro que pusiese fin a la Segunda Intifada, no hay un consenso claro sobre su fecha de finalización. Algunos comentaristas como Sever Plocker consideran que la intifada había terminado ya a finales de 2004. Con la muerte de Yasser Arafat en noviembre de 2004, los palestinos perdieron al que había sido su líder más reconocible a nivel internacional durante las últimas décadas, tras lo que la intifada dejó sitio a la lucha interna entre facciones palestinas (y especialmente entre Fatah y Hamás), así como a los conflictos internos de la propia Fatah. Otros autores como Ramzy Baroud señalan al plan de retirada unilateral israelí de la Franja de Gaza, anunciado en junio de 2004 y ejecutado en agosto de 2005, como el que marcó el fin de la intifada. El presidente palestino Mahmoud Abbas prometió en los días previos a la Cumbre de Sharm el-Sheikh que dicha cumbre marcaría el fin de la Segunda Intifada. Esta cumbre, que supuso la declaración del fin de la violencia por parte de Abbas, la liberación de 900 presos palestinos y la retirada israelí de las ciudades palestinas de Cisjordania, es considerada por algunos expertos como el fin de la Segunda Intifada, si bien hubo casos de violencia esporádica fuera del control de la Autoridad Nacional Palestina. Schachter reconoce la dificultad de fijar una fecha para el fin de la intifada y, razonando que los atentados suicidas serían el mejor criterio (dado que según él son el elemento más importante de la violencia relacionada con la Segunda Intifada), opina se debería afirmar que la intifada terminó durante 2005.

## Causas de la Segunda Intifada

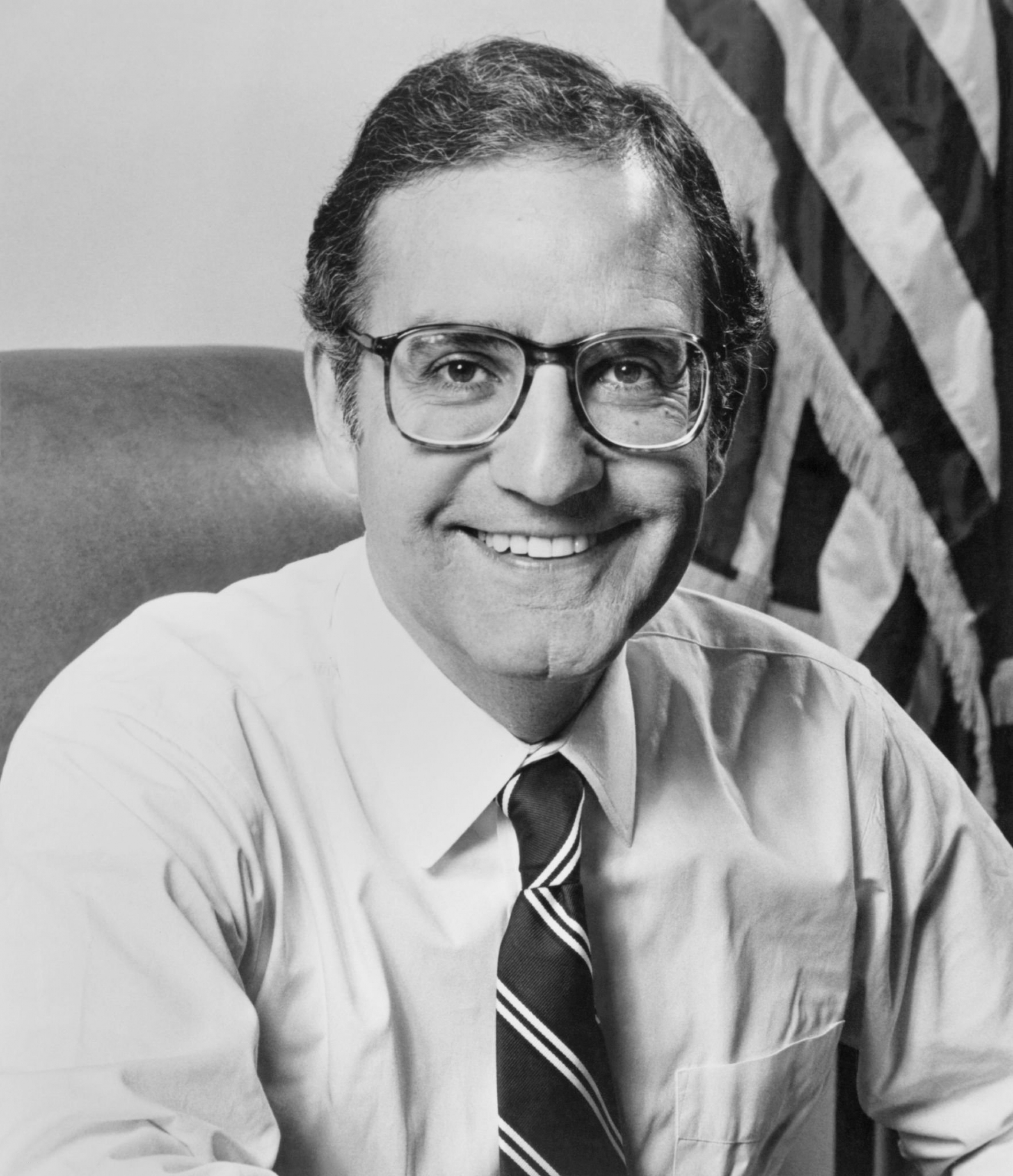
George J. Mitchell.

La Segunda Intifada comenzó a finales de septiembre del año 2000, cuando Ariel Sharon realizó una visita a la Explanada de las Mezquitas, ubicada dentro del Monte del Templo, un lugar sagrado tanto para musulmanes como para judíos. Esta visita fue entendida por la mayoría de los palestinos como una provocación, y los manifestantes palestinos, lanzando piedras a la policía, fueron dispersados por el ejército israelí mediante el uso de gas lacrimógeno y balas de plomo recubiertas de goma. El 28 de septiembre, Sharon, que por entonces era el candidato del Likud a primer ministro, se adentró en la Explanada de las Mezquitas con más de 1000 guardias de seguridad armados. Ese día declaró: “El Monte del Templo está en nuestras manos y seguirá en nuestras manos. Es el lugar más sagrado del judaísmo y visitarlo es el derecho de todo judío”. Otros críticos piensan que la Segunda Intifada comenzó un día después, el viernes 29 de septiembre, día de plegarias para los musulmanes, cuando se introdujo la presencia policial y militar israelí y se desencadenaron importantes enfrentamientos con víctimas mortales.

### El Informe Mitchell
La Misión Investigadora de Sharm el-Sheikh (un comité investigador establecido para investigar las causas del desplome del proceso de paz, encabezado por George J. Mitchell) publicó su informe en mayo de 2001.
En dicho informe, el gobierno israelí afirmaba que:

“El catalizador inmediato de la violencia fue la ruptura de las negociaciones de Camp David el 25 de julio del año 2000, y la “ampliamente compartida apreciación en la comunidad internacional de que los palestinos eran responsables del estancamiento”. Desde este punto de vista, la violencia palestina fue planeada por los líderes de la Autoridad Nacional Palestina y estuvo dirigida a “provocar y causar muertes palestinas como medio de retomar la iniciativa diplomática”.

Por su parte, la Organización para la Liberación de Palestina, según este mismo informe, negaba que la intifada hubiese sido programada, y afirmaba que “Camp David no representó más que un intento de Israel de ampliar la fuerza que ejerce en el campo de las negociaciones”. El informe también afirmaba que:

“Desde la perspectiva de la OLP, Israel respondió a los enfrentamientos con un uso excesivo e ilegal de fuerza letal contra los manifestantes; un comportamiento que, desde el punto de vista de la OLP, reflejaba el desprecio israelí por las vidas y la seguridad de los palestinos. Para los palestinos, las imágenes ampliamente difundidas de Muhammad al-Durrah en Gaza el 30 de septiembre, muerto mientras se acurrucaba detrás de su padre, reforzaron esta idea.”

El Informe Mitchell concluía afirmando que:

“La visita de Sharon no causó la “Intifada de Al-Aqsa”. Sin embargo, se realizó en mal momento y debería haberse previsto su efecto provocador; de hecho, ya lo previeron aquellos que urgieron a que la visita se prohibiese”.

Además, añadía que:

“No tenemos ninguna base para concluir que hubo un plan deliberado de la Autoridad Nacional Palestina para iniciar una campaña de violencia a la primera de turno; tampoco para concluir que hubo un plan deliberado (por el gobierno de Israel) de responder con fuerza letal”.

## Víctimas
| Víctimas de la Segunda Intifada                            | Víctimas de la Segunda Intifada | Víctimas de la Segunda Intifada | Víctimas de la Segunda Intifada | Víctimas de la Segunda Intifada | Víctimas de la Segunda Intifada |
| Tipo de víctima                                            | Lugar de fallecimiento          | Lugar de fallecimiento          | Lugar de fallecimiento          | Lugar de fallecimiento          | Lugar de fallecimiento          |
| Tipo de víctima                                            | Palestina                       | Palestina                       | Palestina                       | Israel                          | Global                          |
| Tipo de víctima                                            | Franja de Gaza                  | Cisjordania                     | Total                           | Israel                          | Global                          |
| ---------------------------------------------------------- | ------------------------------- | ------------------------------- | ------------------------------- | ------------------------------- | ------------------------------- |
| Palestinos muertos por las fuerzas de seguridad israelíes  | 1.763                           | 1.335                           | 3.098                           | 61                              | 3.159                           |
| Palestinos muertos por civiles israelíes                   | 4                               | 37                              | 41                              | 0                               | 41                              |
| Civiles israelíes muertos por palestinos                   | 39                              | 189                             | 228                             | 458                             | 686                             |
| Militares israelíes muertos por palestinos                 | 87                              | 139                             | 226                             | 84                              | 310                             |
| Extranjeros muertos por palestinos                         | 9                               | 6                               | 15                              | 32                              | 47                              |
| Extranjeros muertos por las fuerzas de seguridad israelíes | 4                               | 6                               | 10                              | 0                               | 10                              |
| Palestinos muertos por palestinos                          | 50                              | 118                             | 168                             | 0                               | 168                             |
| Cifra total de víctimas                                    | Cifra total de víctimas         | Cifra total de víctimas         | Cifra total de víctimas         | Cifra total de víctimas         | 4.421                           |

Los datos relativos a las víctimas de la Segunda Intifada proceden de diversas fuentes y, aunque hay un consenso general en torno al número aproximado de muertos, dicho consenso se nubla cuando se trata de categorizar y contabilizar el tipo de bajas.
Del lado israelí, las distintas fuentes no difieren mucho en cuanto al número total de muertos. La ONG israelí B’Tselem establece la cifra de 1.053 israelíes muertos por ataque palestinos hasta el 30 de abril de 2008; en cuanto a las víctimas hasta finales de 2005, 996 israelíes murieron desde el inicio de la Segunda Intifada hasta esa fecha, de los que 686 eran civiles y 310 eran militares. Poco más de la mitad de los israelíes murieron en la propia Israel (542, un 54,4 %), mientras que en los territorios ocupados de Palestina murieron 454 (un 45,6 %). El periodista israelí Ze’ev Schiff aportó cifras similares en un artículo en Haaretz en agosto de 2004, citando como fuente al Shin Bet:
“El número de muertos israelíes en el actual conflicto con los palestinos superó el millar la semana pasada. Solo dos guerras en la historia de este país –la Guerra Árabe-Israelí de 1948 y la Guerra del Yom Kippur- se han cobrado más vidas israelíes que esta Intifada, que comenzó el 29 de septiembre del año 2000. En la Guerra de los Seis Días, 803 israelíes perdieron sus vidas, mientras que la Guerra de Desgaste costó la vida de 738 israelíes en las fronteras con Egipto, Siria y Líbano.”
Hay poca controversia en torno al número total de palestinos muertos por ataques israelíes. B’Tselem afirma que, a fecha del 30 de abril de 2008, 4.745 palestinos habían sido asesinados por las fuerzas de seguridad israelíes y 44 palestinos más habían muerto a manos de civiles israelíes. B’Tselem también proporciona la cifra de 577 palestinos muertos a manos de palestinos en dicho periodo.
Entre septiembre del año 2000 y enero del 2005, un 69 % de las víctimas israelíes fueron varones, mientras que más de un 95 % de las víctimas palestinas eran varones. Remember These Children informa de que, entre septiembre de 2000 y diciembre de 2005, 780 menores de edad palestinos y 116 israelíes murieron como consecuencia del conflicto.

### Muertes civiles y muertes militares
La categorización de las víctimas como civiles o militares se hace mucho más sencilla en el caso israelí que en el palestino, dada a la clara estructura militar de las fuerzas israelíes en contraposición con la estructura de milicias y guerrillas palestinas. Del lado israelí, B’Tselem informa que hubo 686 civiles (de los que 228 eran colonos muertos en territorio ocupado) y 310 militares muertos (de los que 226 murieron en la Palestina ocupada) hasta el 31 de diciembre de 2005, lo que supone un 68,8 % de bajas civiles y un 31,2 % de militares.
Del lado palestino, B’Tselem informa de que hasta el 30 de abril de 2008, de 4.745 palestinos asesinados por las fuerzas de seguridad israelíes, 1.671 eran “palestinos que estaban participando en enfrentamientos y fueron asesinados por las fuerzas de seguridad israelíes". Esta cifra supone un 35,2 % del total. La misma fuente proporciona la cifra de 2.204 palestinos muertos que “no participaban en los enfrentamientos”, lo que supone un 46,4 % del total. A los restantes 870 palestinos muertos (un 18,5 % del total), B’Tselem les asigna la etiqueta de “palestinos que fueron asesinados por las fuerzas de seguridad israelíes y de los que se desconoce si estaban participando en enfrentamientos”.
Hasta 2003, la metodología de B’Tselem diferenciaba entre civiles y miembros de milicias palestinas, en lugar de hacerlo entre combatientes y no combatientes, lo que llevó a ciertas críticas de organizaciones proisraelíes. B’Tselem ya no usa el término “civil”, sino que describe las víctimas como “participantes” o “no participantes” en enfrentamientos en el momento de su muerte. Por ejemplo, respecto a las cifras de muertos palestinos de 2004, B’Tselem informó de que dos tercios de los fallecidos “no participaban en enfrentamientos”.
Los datos proporcionados por la ONG israelí B’Tselem han sido cuestionados por diversas fuentes israelíes. El investigador jefe del Jerusalem Center for Public Affairs, un exteniente coronel retirado del ejército israelí llamado Jonathan Dahoah-Halevi, afirmó que B’Tselem clasificaba continuamente a combatientes armados y a terroristas como “civiles no relacionados” con el conflicto, pero criticó también al gobierno israelí por no recopilar y publicar los datos de víctimas palestinas. Caroline B. Glick, editora del diario conservador israelí The Jerusalem Post y antigua consejera de Benjamin Netanyahu, señaló distintos ejemplos en los que, según su punto de vista, B’Tselem había confundido a manifestantes o terroristas palestinos con víctimas inocentes, o donde B’Tselem había dejado de indicar un cambio en el testimonio de un palestino sobre ataques de colonos. El Comité para la Precisión en la Información de Oriente Medio en América (CAMERA), una organización proisraelí estadounidense, ha afirmado que B’Tselem clasificó repetidamente a combatientes y terroristas palestinos como víctimas civiles.
El Instituto de Política Internacional Antiterrorista israelí, por otra parte, emitió un informe que cubría desde el 27 de septiembre de 2000 hasta el 1 de enero de 2005 y que indicaba que el 56 % (1.542) de un total de 2.773 palestinos muertos a manos de israelíes eran combatientes. Según sus cifras, otros 406 palestinos murieron como consecuencia de acciones llevadas a cabo por palestinos. Este mismo informe dice que el 22 % (215) de los 988 israelíes muertos por palestinos eran combatientes. Otros 22 israelíes murieron como consecuencia de ataques de israelíes. Las cifras de este instituto israelí contabilizan lo que ellos denominan como “posibles combatientes” dentro de las cifras totales de combatientes.
El 24 de agosto de 2004, el periodista de Haaretz Ze’ev Schiff publicó cifras de víctimas basadas en información proporcionada por el Shin Bet. El artículo de Haaretz afirmaba: “Hay un desequilibrio de dos o tres víctimas con las cifras aportadas por el ejército israelí”. Este artículo no establece si los muertos eran combatientes o no. Estas son las cifras aportadas por el artículo:
- Más de 1000 israelíes muertos por ataques palestinos en la Intifada de Al-Aqsa.
- Las fuentes palestinas afirman que hubo 2.736 palestinos muertos durante la Intifada.
- El Shin Bet tiene los nombres de 2.124 palestinos muertos.

De esta cifra de 2.124 palestinos muertos, el Shin Bet los categoriza de la siguiente manera:
- 466 miembros de Hamás.
- 408 miembros de Tanzim y las Brigadas de los Mártires de Al-Aqsa.
- 205 miembros de la Yihad Islámica.
- 334 miembros de las fuerzas de seguridad palestinas.

Por su parte, el historiador israelí Benny Morris escribió en su libro retrospectivo Un estado, Dos estados que cerca de un tercio de los muertos palestinos hasta el año 2004 habían sido civiles.

### Palestinos asesinados por palestinos
B’Tselem también habla de 577 palestinos asesinados por palestinos desde el inicio de la Segunda Intifada hasta el 30 de abril de 2008. De ellos, 120 son calificados de “palestinos asesinados por palestinos por ser sospechosos de colaborar con Israel”. La lista de víctimas de la Segunda Intifada creada por B’Tselem incluye detalles sobre las circunstancias de las muertes. Entre las muchas causas de las muertes de palestinos a manos de palestinos, B’Tselem lista el fuego cruzado, las luchas internas, los secuestros, el colaboracionismo con Israel, etc.

## Consecuencias

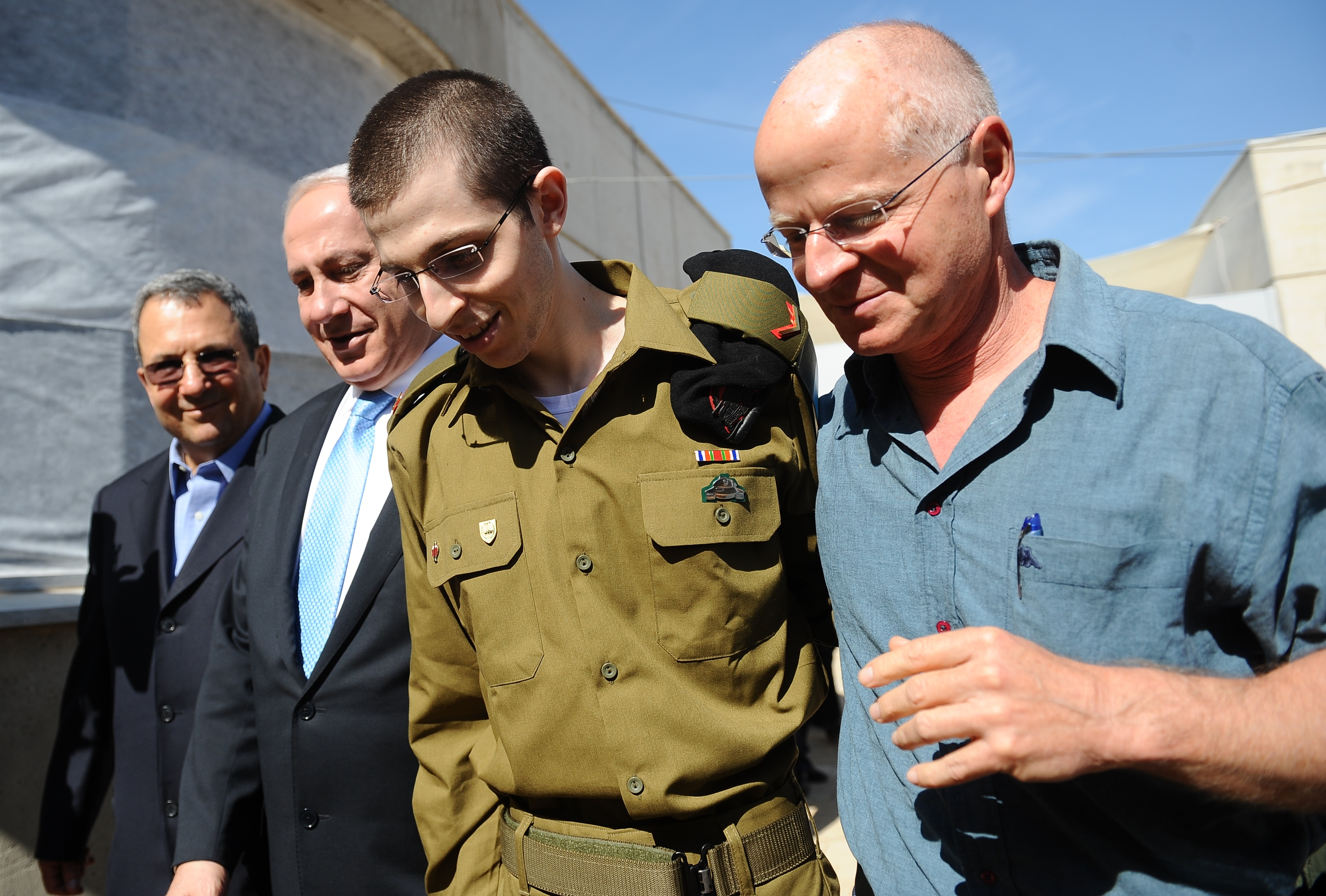
Gilad Shalit, cabo israelí apresado por Hamás en el verano de 2006.

El 25 de enero de 2006 tuvieron lugar las elecciones parlamentarias palestinas. El grupo islamista Hamás obtuvo una inesperada victoria con una mayoría de 74 escaños, mientras que Fatah quedó segunda con 45 escaños y otros partidos y candidatos independientes obtuvieron los 13 escaños restantes. Hamás está considerada como una organización terrorista por los Estados Unidos y por Israel, por lo que su victoria electoral y su toma de control de la Autoridad Nacional Palestina habría puesto en peligro los fondos internacionales que recibe esta, dado que Estados Unidos tiene leyes que prohíben el patrocinio de organizaciones terroristas. El 9 de junio de 2006, una explosión en una playa de Beit Lahia mató a ocho palestinos (incluidos siete miembros de la familia Ghalia) e hirió a treinta más. Aunque al principio el ejército israelí reconoció la autoría del bombardeo, posteriormente negó toda responsabilidad y adujo que la explosión se había debido a una mina palestina, versión que Human Rights Watch tachó de poco creíble. Los palestinos culpan de estas muertes a una serie de bombardeos llevados a cabo por Israel en la zona, mientras que una investigación militar israelí declaró al ejército inocente de todas las acusaciones. En cualquier caso, Hamás declaró en respuesta a las muertes que ya no se consideraba ligado al alto el fuego declarado en 2005 y anunció una reanudación de los ataques contra israelíes.
El 25 de junio, un grupo de milicianos palestinos atacó un puesto militar israelí y en la batalla resultante murieron dos soldados israelíes y tres milicianos palestinos. Además, el cabo Gilad Shalit fue apresado, tras lo que Israel amenazó con una inminente respuesta militar en caso de que no se devolviese al soldado sano y salvo. Al amanecer del 28 de junio, tanques, vehículos blindados y soldados israelíes se adentraron en la Franja de Gaza horas después de que la fuerza aérea israelí hubiese destruido dos importantes puentes y la única planta eléctrica de la Franja, cortando todo suministro de agua y luz a la población civil gazatí. Así comenzaba lo que Israel denominó como Operación Lluvias de Verano, el primero de los numerosos conflictos que han tenido lugar desde entonces entre Israel y la región palestina de la Franja de Gaza.

### Muertes en 2006
Aunque la mayoría de fuentes consideran que la Segunda Intifada terminó en 2005, la violencia continuó por parte de ambos bandos en 2006. El 27 de diciembre de 2006, B’Tselem publicó su informe anual sobre la Intifada, según el cual habían muerto 660 palestinos (más del triple que en 2005) y 23 israelíes. Un artículo de Haaretz al respecto publicado el 28 de diciembre afirma que “según el informe (de B’Tselem), cerca de la mitad de palestinos muertos, 322, no participaban en enfrentamientos en el momento de su muerte. 22 de los fallecidos fueron víctimas de asesinatos selectivos, mientras 141 eran menores de edad”. De los 660 muertos palestinos en 2006, 405 murieron como resultado de la Operación Lluvias de Verano en la Franja de Gaza, que duró desde el 28 de junio hasta el 26 de noviembre.

## Tácticas
Las tácticas palestinas variaron desde protestas masivas y huelgas generales (parecidas a las de la Primera Intifada) hasta los ataques armados contra soldados israelíes, fuerzas de seguridad, policías y civiles. Los métodos incluyeron ataques suicidas, el lanzamiento de cohetes y proyectiles de mortero, la detención de soldados y civiles, incluidos niños, los disparos, asesinatos, apuñalamientos, apedreamientos y linchamientos.
Las tácticas israelíes incluyeron la colocación de puestos de control para limitar el movimiento de los palestinos, hasta el punto de generar numerosas muertes al denegar el acceso de enfermos a los hospitales, estrictos toques de queda en determinadas áreas, el uso de gases lacrimógenos, balas de goma y munición real contra manifestantes, ataques contra las infraestructuras palestinas (especialmente contra las de la Autoridad Nacional Palestina, como comisarías o cárceles, pero también contra infraestructuras civiles como plantas eléctricas), asesinatos selectivos, bombardeos desde aviones, helicópteros, drones y tanques, disparos con munición real por parte de soldados y policías de fronteras, un uso extensivo de francotiradores, la destrucción de hogares con bulldozers, el empleo de civiles palestinos (incluidos niños) como escudos humanos, los asesinatos de civiles por parte de colonos armados y la construcción del muro de separación israelí de Cisjordania.

### Tácticas palestinas

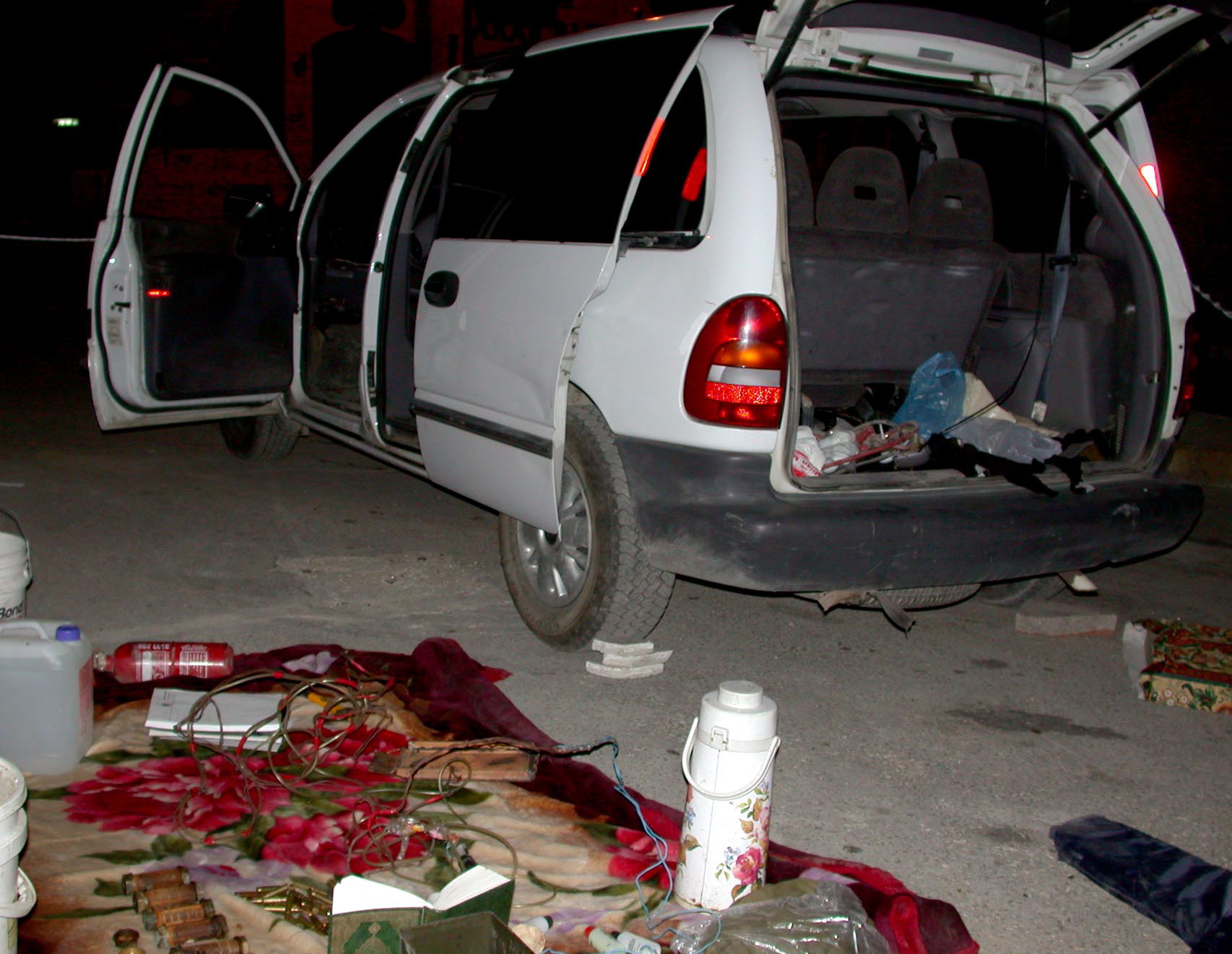
Coche bomba encontrado por el ejército israelí en Ramala (6 de noviembre de 2002).

Entre los grupos palestinos que participaron en la Segunda Intifada destacan Hamás, la Yihad Islámica palestina, el Frente Popular para la Liberación de Palestina, Tanzim y las Brigadas de los Mártires de Al-Aqsa. Estos grupos llevaron a cabo una muy intensa guerra de guerrillas contra militares y civiles israelíes tanto dentro de Israel como en los territorios que este estado ocupa en Palestina, utilizando tácticas como emboscadas, ataques de francotiradores y ataques suicidas. El material militar fue sobre todo importado, si bien algunas armas ligeras, granadas de mano, cinturones explosivos, fusiles de asalto y los cohetes Qassam fueron fabricados en la propia Palestina. También incrementaron el uso de minas activadas por control remoto, que fueron usadas contra vehículos blindados israelíes y que resultaron especialmente populares entre los grupos más pobremente armados. El uso de coches bomba fue frecuente contra objetivos militares “poco endurecidos”, como jeeps acorazados o puestos de control. Además, durante el primer año de Intifada hubo más de 1500 ataques armados desde coches que ocasionaron la muerte de 75 personas. 

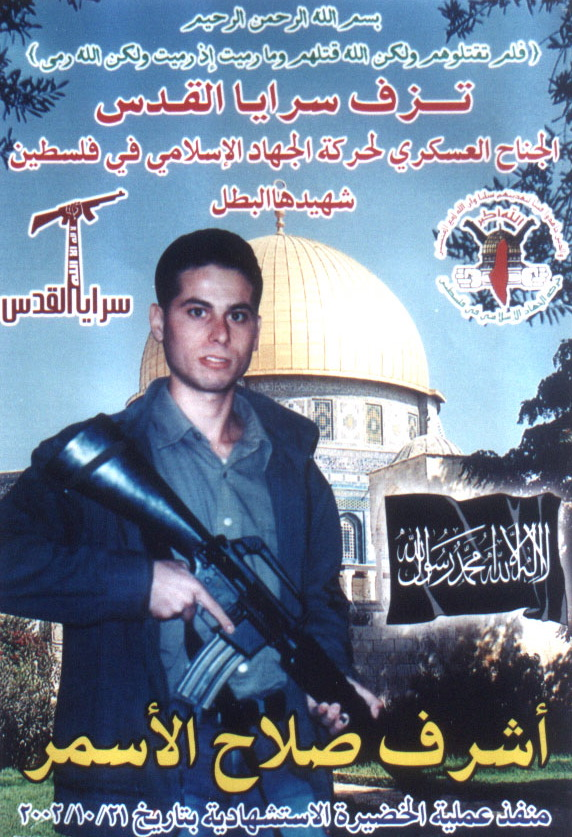
Póster de un suicida palestino (Yenín, octubre de 2002).

Los ataques suicidas fueron una de las tácticas más efectivas empleadas por los palestinos. Llevadas a cabo en forma de ataque solitarios o en pareja, los ataque suicidas se solían conducir contra objetivos “blandos” o “poco endurecidos” (como puestos de control militares) para tratar de aumentar el coste de la guerra para los israelíes y desmoralizar a la sociedad israelí. La mayoría de los ataques suicidas (aunque no todos) tuvieron como objetivo a civiles y se desarrollaron en lugares concurridos de ciudades israelíes, tales como transportes públicos, restaurantes o mercados. El uso de suicidas adolescentes mereció la condena no solo de los Estados Unidos sino también de organizaciones en pro de los derechos humanos como Amnistía Internacional, de la propia sociedad palestina y de la prensa de Oriente Medio. El suicida más joven fue Issa Bdeir, de 16 años, que se hizo explotar en un parque de Rishon LeZion matando a un adolescente y a un anciano israelíes. El adolescente palestino más joven que intentó suicidarse fue un chico de 14 años que fue capturado por soldados en el puesto de control de Huwwara antes de que pudiese activar su artefacto explosivo.
En mayo de 2004, el ministro de defensa israelí Shaul Mofaz afirmó que las ambulancias de UNRWA, la agencia de las Naciones Unidas para los refugiados palestinos, estaban siendo usadas para transportar los cuerpos de soldados israelíes muertos a fin de que el ejército israelí no pudiese recuperarlos. Estas acusaciones nunca fueron probadas y UNRWA sigue negando que sus ambulancias se hayan usado para transportar los restos de soldados israelíes. En cambio, Reuters publicó un vídeo en el que se podía observar a hombres armados y sanos entrando en una ambulancia con las letras de la ONU escritas en ella; aunque UNRWA negó inicialmente que sus ambulancias transportasen milicianos palestinos, confirmó posteriormente que el conductor de la ambulancia filmada había sido obligado a obedecer a hombres armados bajo amenaza de muerte. 

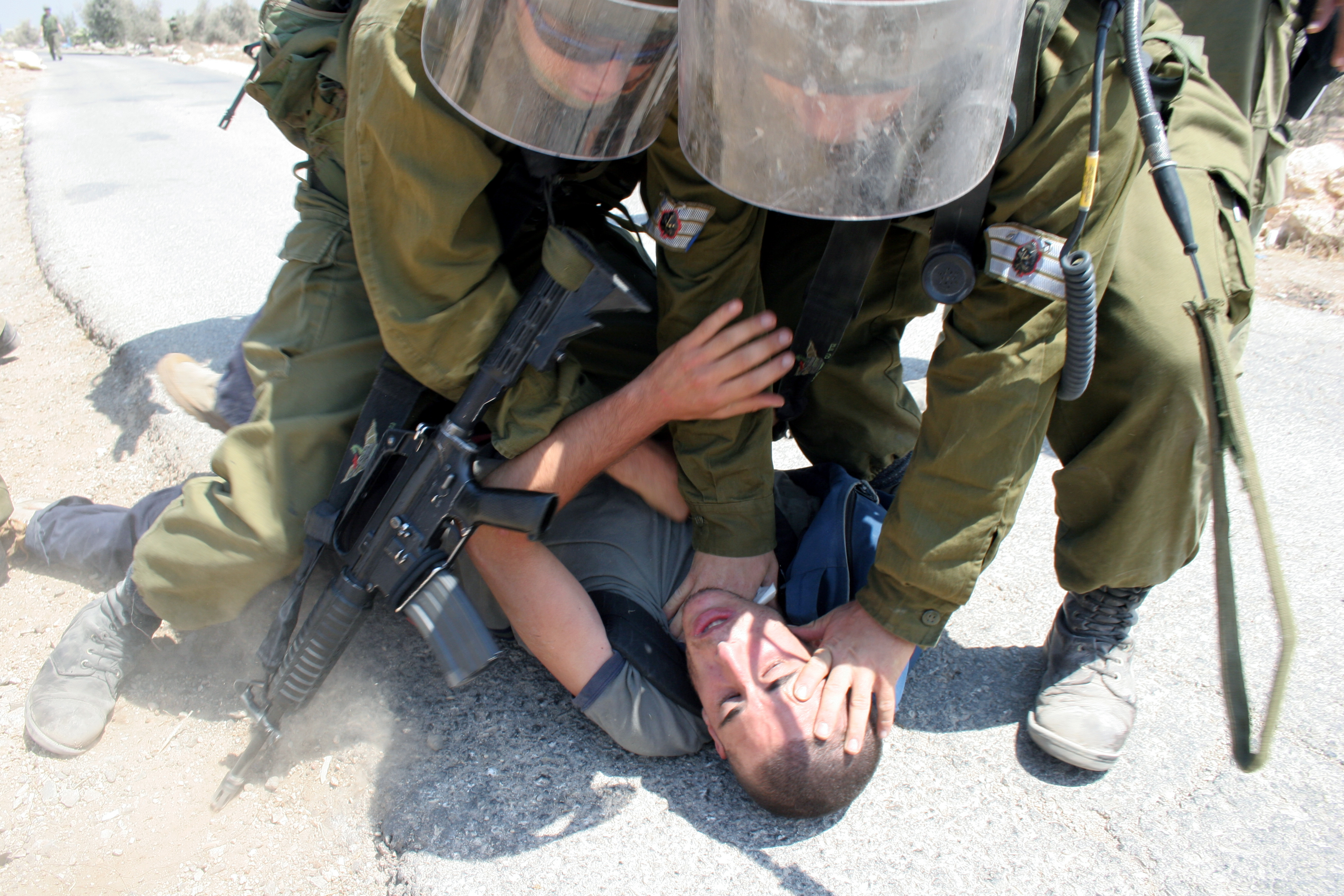
Soldados israelíes detienen a un manifestante palestino en Bil'in (26 de agosto de 2005).

La no violencia también fue una táctica usada a menudo durante la Segunda Intifada como método para luchar contra las políticas de Israel en los territorios ocupados de Cisjordania y la Franja de Gaza, especialmente en y alrededor del pueblo de Bil’in. Grupos como el Centro Palestino de Reconciliación, con base en Beit Sahour, promueven y organizan actos de resistencia no violenta contra la ocupación israelí. Otros grupos, como el Movimiento Internacional de Solidaridad, defienden abiertamente la resistencia no violenta. Algunos de estos actos no violentos se realizan con la colaboración de israelíes y otros ciudadanos extranjeros, como las protestas semanales contra el muro de separación israelí en los pueblos de Bil’in, Biddu y Budrus. Este modelo de resistencia se ha expandido a otras localidades como Beit Sira, Hebrón, Saffa y Ni’lein. Durante la reocupación israelí de Yenín y Nablus, dos palestinos cristianos realizaron “Una llamada a una estrategia de resistencia no violenta en Palestina”.
Las tácticas no violentas se enfrentan a menudo con la respuesta violenta del ejército israelí. Por ejemplo, Amnistía Internacional denunció que “Naji Abu Qamer, de 10 años; Mubarak Salim al-Hashash, de 11 años; y Mahmoud Tariq Mansour, de 13 años, fueron tres de los ocho manifestantes desarmados asesinados en la tarde del 19 de mayo de 2004 en Rafah, en la Franja de Gaza, cuando el ejército israelí abrió fuego contra una manifestación no violenta con proyectiles de tanque y un misil lanzado desde un helicóptero. Docenas de manifestantes desarmados resultaron heridos en este mismo ataque”. Según la versión del ejército israelí, los tanques bombardearon un edificio vacío cercano y el helicóptero disparó un misil hacia un descampado cercano para evitar que los manifestantes se acercasen a las posiciones del ejército israelí.

### Tácticas israelíes

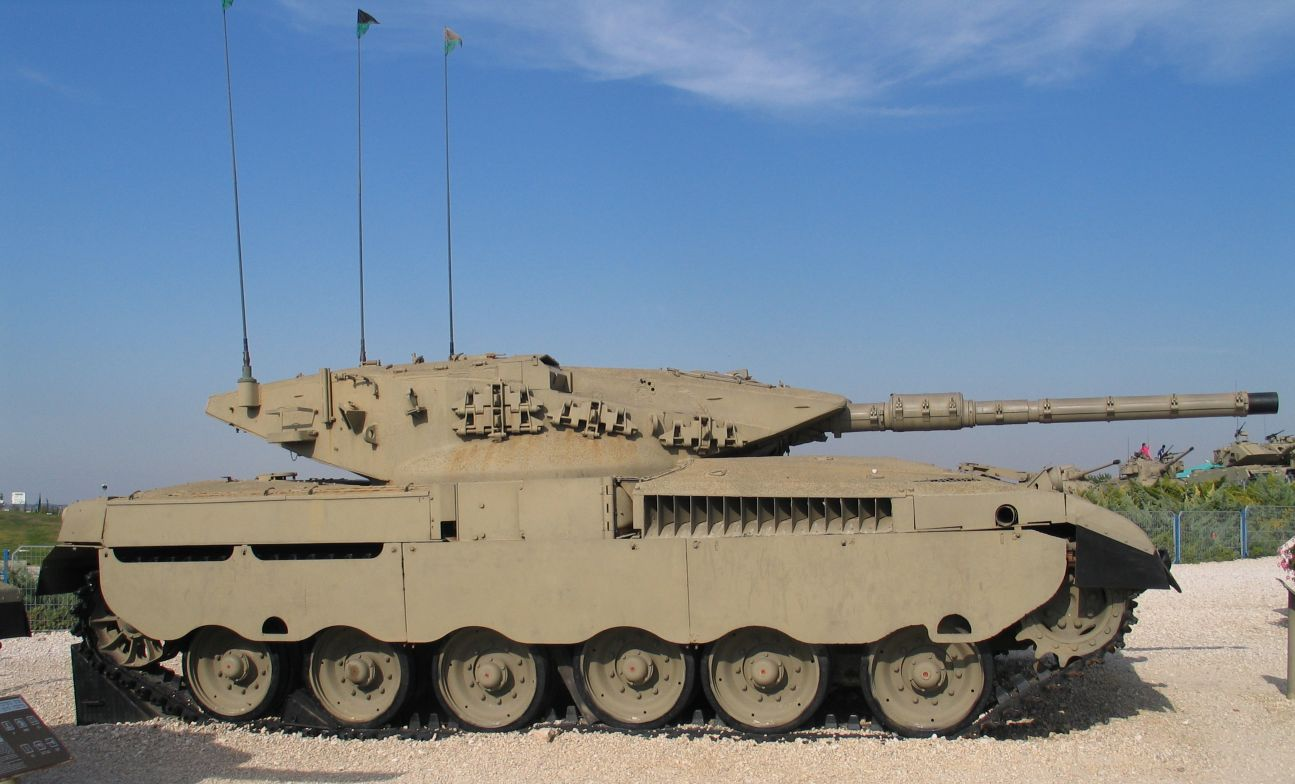
Tanque israelí Merkava MK1 (2005).

El ejército israelí llevó a cabo numerosas incursiones por toda Palestina, adoptando tácticas de combate urbano. Con un especial énfasis en la seguridad de sus propias tropas, el ejército israelí usó tanques Merkava y vehículos acorazados y llevó a cabo ataques aéreos con aviones F-16, drones y helicópteros Apache. Gran parte de los combates fueron casa por casa, con soldados entrenados para ello y bien equipados. Debido a su mayor capacidad militar, el ejército israelí casi siempre salió victorioso de los enfrentamientos, en los que causó numerosas bajas entre los milicianos palestinos; sin embargo, también mató a muchos civiles palestinos que no estaban involucrados en el combate (y una gran cantidad de niños), motivo por el que fue frecuentemente censurado a nivel internacional. Las metalúrgicas palestinas y cualquier otro tipo de negocio que fuese sospechoso de poder están fabricando armas se convirtieron en frecuentes objetivos de los bombardeos israelíes, así como los túneles de contrabando bajo la frontera palestino-egipcia a la altura de Rafah. 

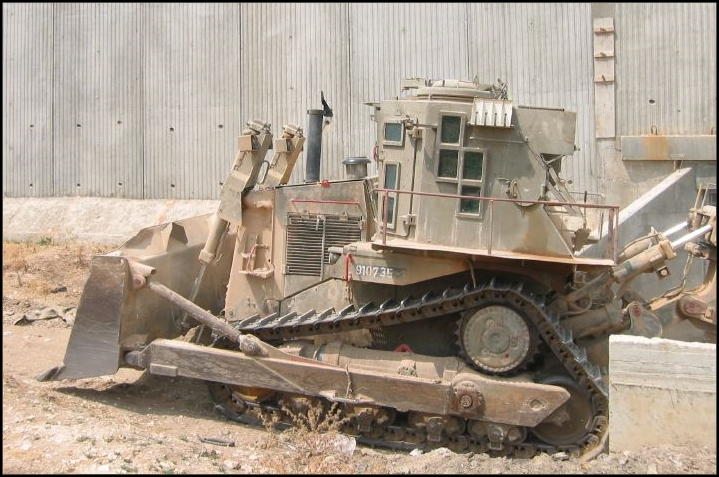
Bulldozer acorazado israelí Caterpillar D9N.

El uso de bulldozers acorazados de la marca Caterpillar también fue muy común durante la Segunda Intifada, especialmente para detonar artefactos explosivos, para crear tierras de nadie, para destruir las casas cercanas a la frontera palestino-egipcia desde las que se disparaba a tropas israelíes y como apoyo de diversas operaciones militares en Cisjordania. Durante la Segunda Intidada, Israel sostuvo la política de demoler las casas de las familias de los terroristas suicidas previo aviso de evacuación. Teniendo en cuenta el considerable número de personas que integran un hogar palestino y comparten una misma vivienda, la gran cantidad de casas destruidas (por ejemplo, se destruían bloques enteros de pisos cuando el suicida había vivido en uno de ellos) y los daños colaterales relacionados con las demoliciones, esta política se fue haciendo cada vez más controvertida. Muchas familias palestinas se veían ante el dilema de denunciar a un futuro suicida arriesgándose a ser ejecutados por colaboradores, o no denunciarlo y arriesgarse a que Israel destruyese sus hogares como represalia. Un comité del ejército israelí analizó en detalle esta práctica y acabó por recomendar su finalización, dado que no era lo suficientemente efectiva como para justificar el coste que suponía para Israel por el deterioro de su imagen internacional y por el ansia de venganza de las familias afectadas. En cambio, ningún acto de terrorismo llevado a cabo por judíos causó nunca la demolición de sus hogares. 

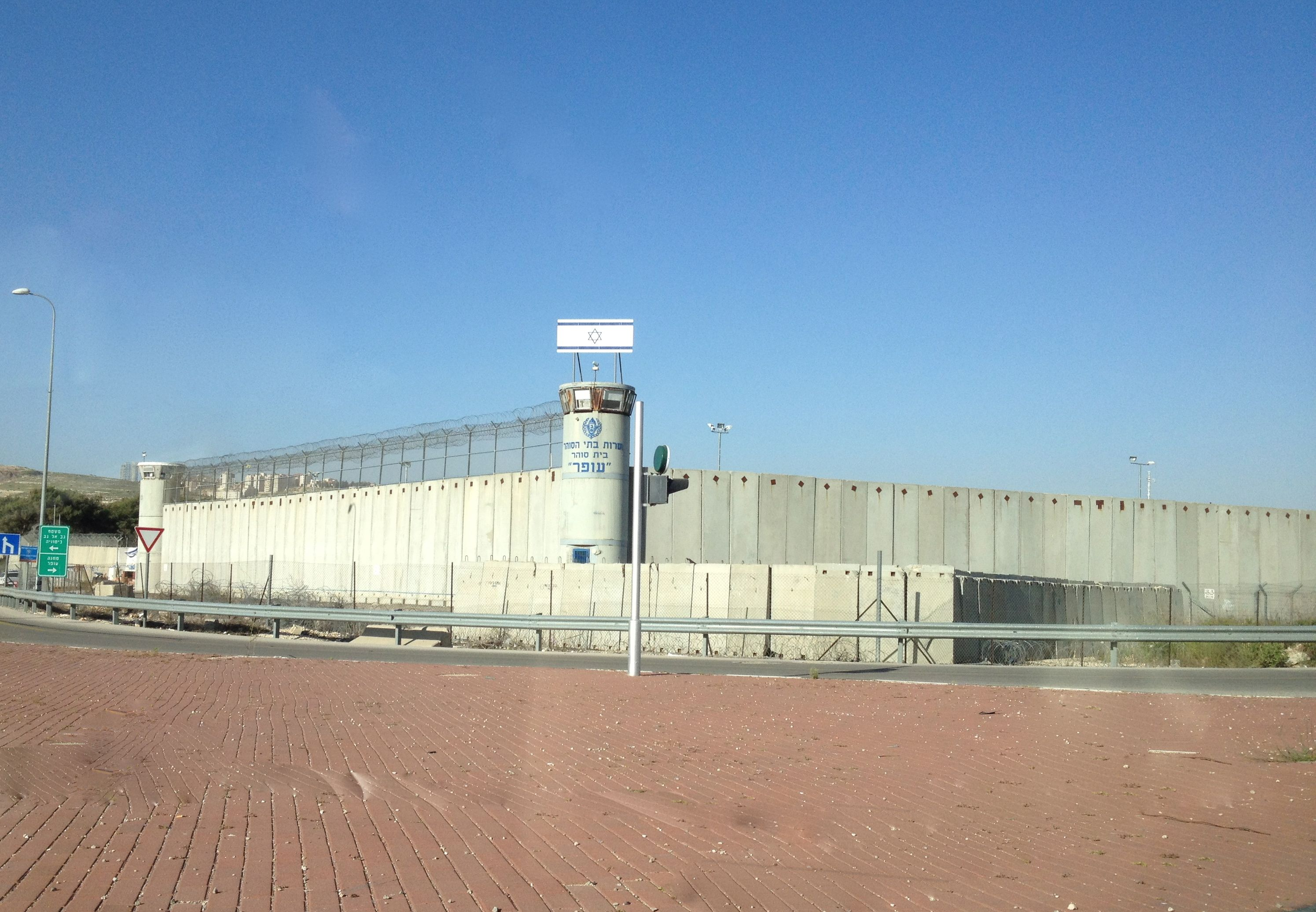
Cárcel de Ofer, cerca de Beitunia (Cisjordania, Palestina).

Con una completa superioridad aérea y terrestre, el ejército y la policía israelí llevaron a cabo arrestos masivos de sospechosos palestinos; durante los aproximadamente cinco años que duró la Segunda Intifada, un mínimo de 6.000 prisioneros palestinos poblaron las cárceles israelíes. La mitad de estos lo hicieron en situación de detención administrativa, según la cual el sospechoso puede permanecer detenido por un plazo de tiempo ilimitado, sin que se presenten cargos contra él y sin que sepa de qué se le acusa. Numerosas organizaciones en favor de los derechos humanos, como Amnistía Internacional, Human Rights Watch o B’Tselem, han criticado duramente el uso de la detención administrativa por parte de las autoridades israelíes.
Israel usó también ampliamente el toque de queda militar durante la Segunda Intifada. Esta táctica, consistente en prohibir a la población civil salir a la calle, tuvo su ejemplo más duradero en Nablus, que experimentó un toque de queda de 100 días consecutivos, con tan solo dos horas al día para salir a conseguir comida o realizar cualquier otra tarea que se considerase oportuna. 

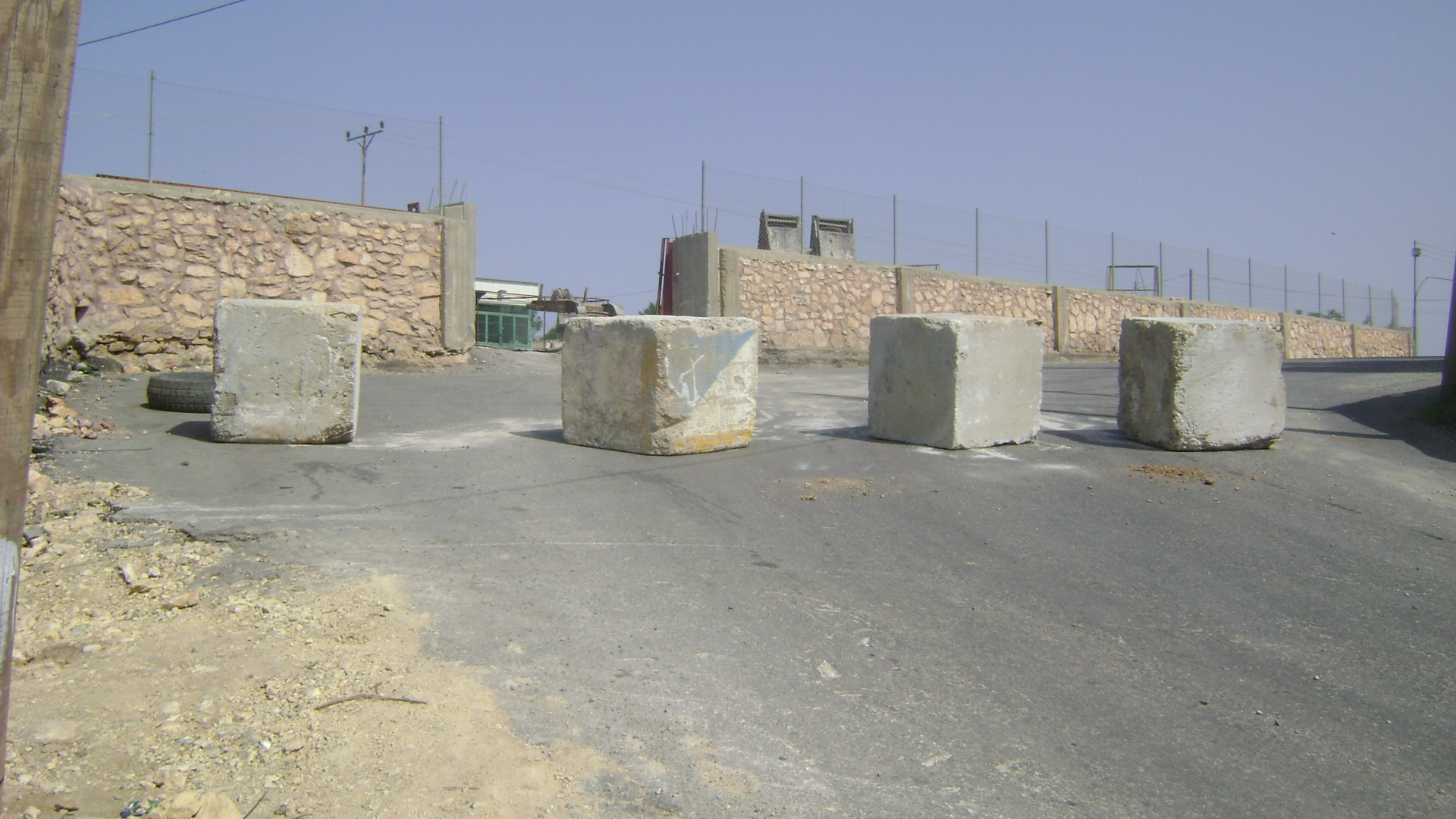
Carretera cortada por el ejército israelí en Beit Ommar.

El ejército israelí también erigió puestos de control y bloqueos de carreteras tanto entre las distintas ciudades palestinas como dentro de las mismas, sometiendo a todas las personas y vehículos que los quisiesen cruzar a una inspección de seguridad. Israel defendió estos puestos de control como necesarios para limitar el traslado de armas y para detener a milicianos palestinos. Sin embargo, numerosos observadores palestinos, israelíes e internacionales han criticado estos puestos de control tildándolos de excesivos y humillantes, así como de agravar la difícil situación humanitaria en Palestina. El tráfico se veía frecuentemente retenido durante horas dependiendo de las consideraciones de seguridad israelíes. En diversos casos, mujeres embarazadas y niños pequeños murieron en los puestos de control cuando los soldados israelíes les negaron el acceso a hospitales cercanos. En la Franja de Gaza fue frecuente el uso de torres de francotiradores.
Las dos principales agencias de inteligencia israelíes, el Mossad y el Shin Bet, se infiltraron en las distintas facciones palestinas mediante topos, pinchando líneas telefónicas y realizando una intensa vigilancia desde el aire. En colaboración con los distintos cuerpos de las fuerzas de seguridad de Israel, frustraron cientos de ataques suicidas mediante el uso de avisos en tiempo real y de informes fiables de inteligencia, proporcionando además una lista de palestinos para la política de asesinatos selectivos. 

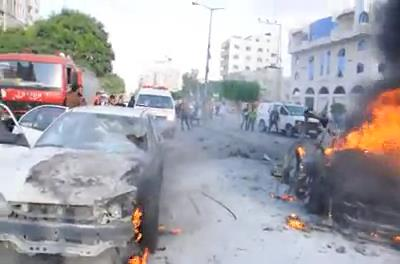
Asesinato selectivo israelí en la Franja de Gaza.

Israel usó frecuentemente la táctica del “asesinato selectivo”, que implicaba el asesinato de líderes palestinos supuestamente relacionados con ataques contra israelíes, con el objetivo de eliminar riesgos inminentes y de disuadir otros futuros. Para llevar a cabo estos asesinatos, que carecían de juicio previo, el ejército israelí se apoyó principalmente en su fuerza aérea y en operaciones encubiertas del Shin Bet. Los asesinatos selectivos israelíes fueron ampliamente criticados por implicar el uso de helicópteros de guerra en el ámbito urbano, lo que frecuentemente causaba numerosas víctimas civiles. Por ejemplo, el asesinato selectivo del líder de Hamás Ahmed Yassin causó también la muerte de 9 viandantes. Por su parte, Israel ha criticado que los líderes de las milicias palestinas se escondan en zonas urbanas densamente pobladas, transformando de esta manera a la población civil en escudos humanos involuntarios. En uno de los asesinatos selectivos más polémicos de Israel, el Mossad supuestamente asesinó al líder de Hamás Mahmoud al-Mabhouh en Dubái, usando pasaportes falsos que permitieron a los agentes acceder a esta ciudad catarí. Durante la Segunda Intifada, los palestinos sufrieron serias pérdidas en su liderazgo debido a los asesinatos selectivos. En opinión de sus críticos, constituyen una violación de la Convención de Ginebra, que señala en su punto 1d que: "están y se mantendrán prohibidos en cualquier tiempo y lugar las ejecuciones, sin previo juicio de una corte oficialmente constituida y asumiendo todas las garantías judiciales reconocidas como indispensables en los países civilizados". Este artículo se aplica a toda persona que "no tome parte activa en las hostilidades, incluyendo miembros de fuerzas armadas que hayan abandonado sus armas" y aquellas personas "fuera de combate por enfermedad, heridas, detención o cualquier otra causa". Sin embargo, Israel arguye que los objetivos seleccionados y abatidos son parte activa en las hostilidades, ya que son los planificadores o instigadores de actividades terroristas dentro del territorio israelí. Cabe señalar que este tipo de asesinato extrajudicial ha provocado bajas civiles que nada tenían que ver con la lucha armada, y que por ello ha habido decenas de objetores de conciencia en el ejército israelí.

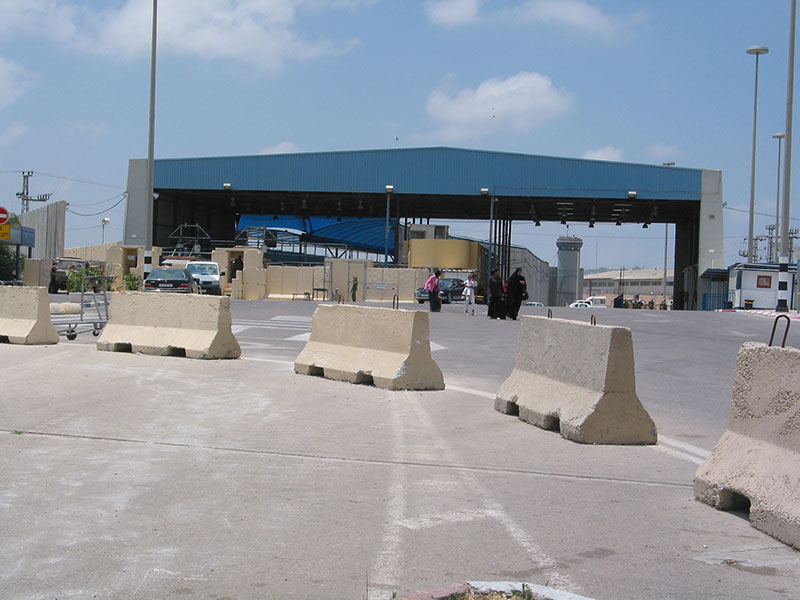
Paso fronterizo de Erez (julio de 2005).

La práctica del “asesinato selectivo” ha sido ampliamente condenada por la comunidad internacional al constituir un ejemplo de asesinato extrajudicial; sin embargo, el Tribunal Supremo de Israel la calificó como una legítima medida de autodefensa contra el terrorismo. Los detractores de los asesinatos selectivos apuntan al alto número de bajas civiles que causan, aunque sus defensores creen que reduce las bajas civiles en ambos bandos.
El ejército y la marina israelí también aplicaron un bloqueo marítimo y terrestre de la Franja de Gaza en coordinación con las autoridades egipcias, bloqueando todos los pasos fronterizos, cerrando su espacio aéreo, restringiendo sus aguas territoriales y sometiendo todos los suministros humanitarios a una inspección de seguridad antes de permitir su acceso a través de los pasos fronterizos. Se prohibieron los materiales de construcción para evitar que con ellos se construyesen búnkeres. Este bloqueo ha recibido duras críticas a nivel internacional por tratarse de una forma de castigo colectivo contra toda la población civil gazatí.

## Reacciones internacionales

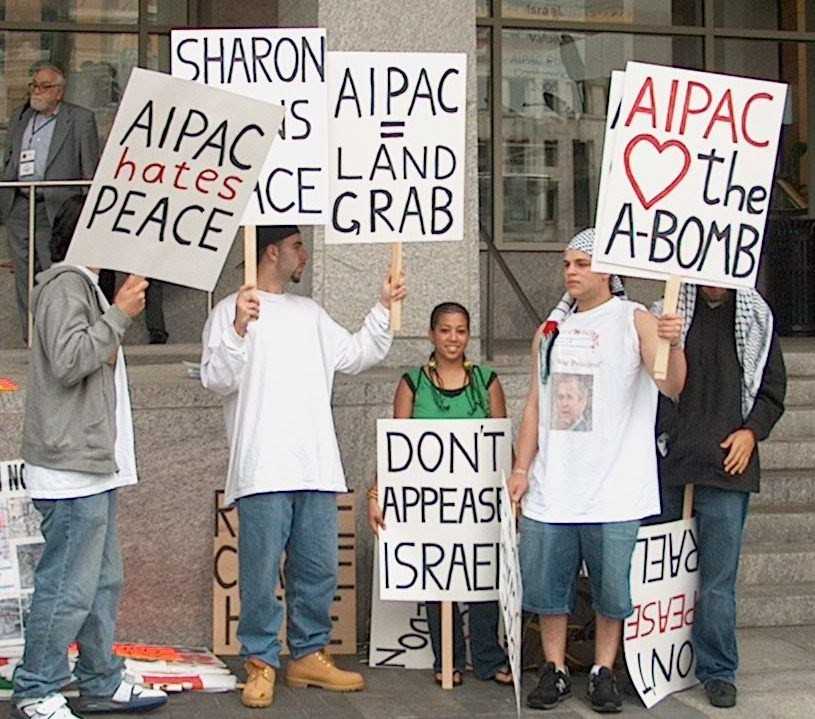
Protesta en los exteriores de una conferencia de AIPAC (Washington, 2005).

La comunidad internacional, que se ha involucrado en el conflicto palestino-israelí prácticamente desde su nacimiento, aumentó notablemente su interés por el conflicto durante la Segunda Intifada. Israel recibe unos 3 billones de dólares al año de Estados Unidos en ayuda militar sin incluir las garantías de préstamo. Incluso aunque Israel es un país plenamente desarrollado, desde 1976 ha sido ininterrumpidamente el país que más ayuda al desarrollo ha recibido de los Estados Unidos. También es el único perceptor de ayuda económica estadounidense que no tiene que informar en qué gasta estas ayudas. Por su parte, la Autoridad Nacional Palestina recibe unos 100 millones de dólares en ayuda militar de los Estados Unidos y unos 2 billones de dólares en ayuda financiera de todo el mundo, incluyendo “526 millones de la Liga Árabe, 651 millones de la Unión Europea, 300 millones de los Estados Unidos y cerca de 238 millones del Banco Mundial”. Según las Naciones Unidas, el Estado de Palestina es uno de los mayores receptores de ayuda humanitaria. [cita requerida]
Además, organizaciones privadas se han ido involucrando cada vez más en el conflicto, con ejemplos como el Movimiento Internacional de Solidaridad del lado palestino y el Comité de Asuntos Públicos Americano-Israelí (AIPAC en sus siglas inglesas) del lado israelí.
Durante las cumbres de la Liga Árabe de 2001 y 2002, los países árabes declararon su apoyo por la Segunda Intifada de igual manera que habían apoyado la Primera Intifada en dos cumbres consecutivas a finales de los años ochenta.

## Efectos sobre los Acuerdos de Oslo
La opinión general tanto palestina como israelí al inicio de la Segunda Intifada ya era que los Acuerdos de Oslo habían sido un fracaso o, al menos, no habían llegado a cumplir las expectativas creadas. En mayo del año 2000, siete años después de la firma de los Acuerdos de Oslo y cinco meses antes del inicio de la intifada, una encuesta del Centro para la Investigación de la Paz Tami Steinmetz de la Universidad de Tel Aviv descubrió que solamente el 39 % de los israelíes apoyaban los Acuerdos y que solo un 32 % de los encuestados creían que los Acuerdos de Oslo conducirían a una paz definitiva en los años siguientes. La misma encuesta desarrollada en mayo de 2004 dio como resultado que un 26 % de los israelíes apoyaban los Acuerdos de Oslo y un 18 % creían que podían conducir a una paz duradera en unos pocos años. Una encuesta posterior concluyó que el 80 % de los israelíes creían que el ejército israelí había tenido éxito en su manejo de la Segunda Intifada.

## Costes económicos

### Israel
El comercio israelí experimentó un efecto negativo considerable, en particular debido a un agudizado declive del turismo. Un representante de la Cámara de Comercio de Israel ha calculado el daño económico causado por la intifada entre 150.000 y 200.000 millones de séquels, o entre 35.000 y 45.000 millones de dólares, una suma enorme si se compara con el producto interior bruto de Israel en aquella época: 122.000 millones de dólares en 2002. Cuando los atentados suicidas se redujeron hacia el final de la intifada, la economía israelí comenzó a recuperarse.

### Palestina
El Coordinador Especial de la Oficina de las Naciones Unidas en los Territorios Ocupados (UNSCO en sus siglas inglesas) calculó el daño causado por la Segunda Intifada en la economía palestina en más de 1.100 millones de dólares durante el primer trimestre de 2002, comparado con un producto interior bruto de 4.500 millones de dólares.